# Período de las grandes migraciones

Las grandes invasiones de los siglos a en el Imperio romano.

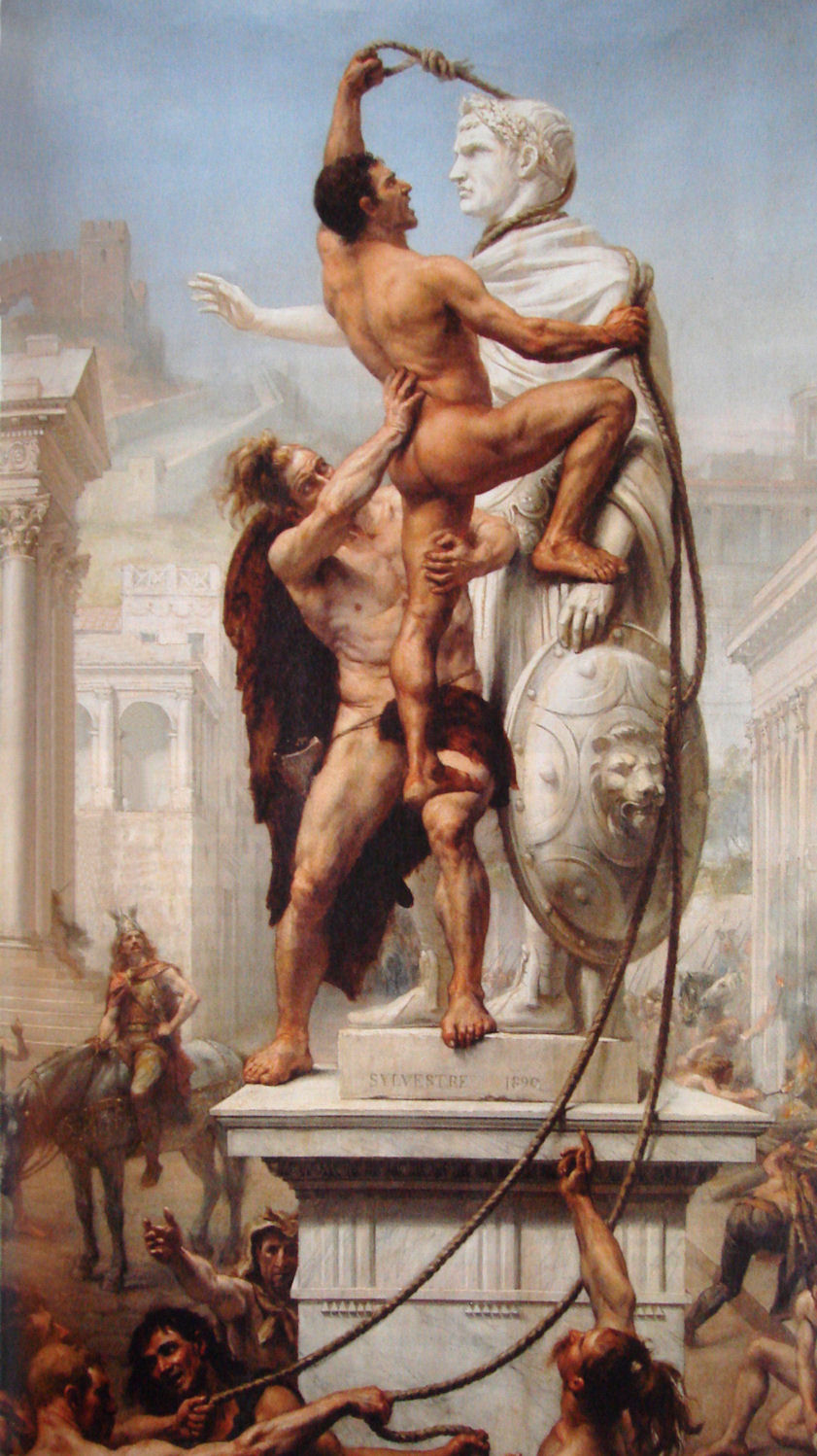
Representación moderna del Saqueo de Roma del año 410 por los visigodos. Aunque desde 268 Roma ya no era la capital del Imperio romano de Occidente, su toma por los bárbaros fue un acontecimiento impactante para los coetáneos.

La investigación histórica  del siglo XIX y principios del siglo XX agrupaba bajo la expresión «invasiones bárbaras» o «grandes invasiones» a los movimientos migratorios de las poblaciones germánicas, hunas y otras, desde la llegada de los hunos al este de Europa central hacia 375 hasta la de los lombardos en Italia en 568 y la de los eslavos en el Imperio romano de Oriente en 577. En la investigación histórica contemporánea, los diferentes idiomas europeos han renunciado al sustantivo «invasiones» y al adjetivo «bárbaras», prefiriendo expresiones como «migración de pueblos» o «período de migraciones» (Völkerwanderung, en alemán, Migration Period, en inglés). En español y francés aun se usa, por conservadurismo lingüístico (el principio de la «menor sorpresa»), la expresión «invasiones bárbaras» no con una connotación peyorativa, sino en referencia al barbaricum, palabra con la que los escritores de la Roma Antigua se referían a lo que estaba fuera de su imperium (imperio); sea como sea, las divisiones históricas son ante todo concepciones mentales y se basan en convenciones.
Estos movimientos migratorios tuvieron lugar durante la Antigüedad tardía y en algunos casos (por ejemplo, la invasión mongola de Europa) se repitieron en la Edad Media. Pueden haber llevado a la salida de las poblaciones autóctonas, a su asimilación cultural o a su subyugación a los recién llegados, pero a la inversa, los nativos también pudieron romanizar y cristianizar a los llamados reinos «bárbaros» (como en los casos de visigodos, francos y lombardos).
Según los enfoques transdisciplinarios que relacionan la historia y el estudio de los paleoambientes, una de las causas de esos movimientos podría haber sido la serie de degradaciones climáticas que se dieron en la zonas templadas de Eurasia a partir del siglo IV y que terminaron en el siglo X con el «embellecido del año 1000». Lejos de reducirse a un evento único y continuo, fue un proceso en el que diferentes poblaciones, que se formaron y modificaron bajo la influencia de múltiples factores, surgieron en oleadas sucesivas en el Imperio romano, menos afectado en términos de clima y productividad agrícola, afectando a la práctica totalidad de Europa y a la cuenca del Mediterráneo, marcando la transición entre la Edad Antigua y la Edad Media, un ciclo histórico de larga duración, que se conoce con el nombre de Antigüedad tardía. Pero en un sentido más amplio, en Asia también causaron la caída o desestabilización de grandes imperios consolidados, como el Imperio sasánida, el Imperio gupta o el Imperio chino.

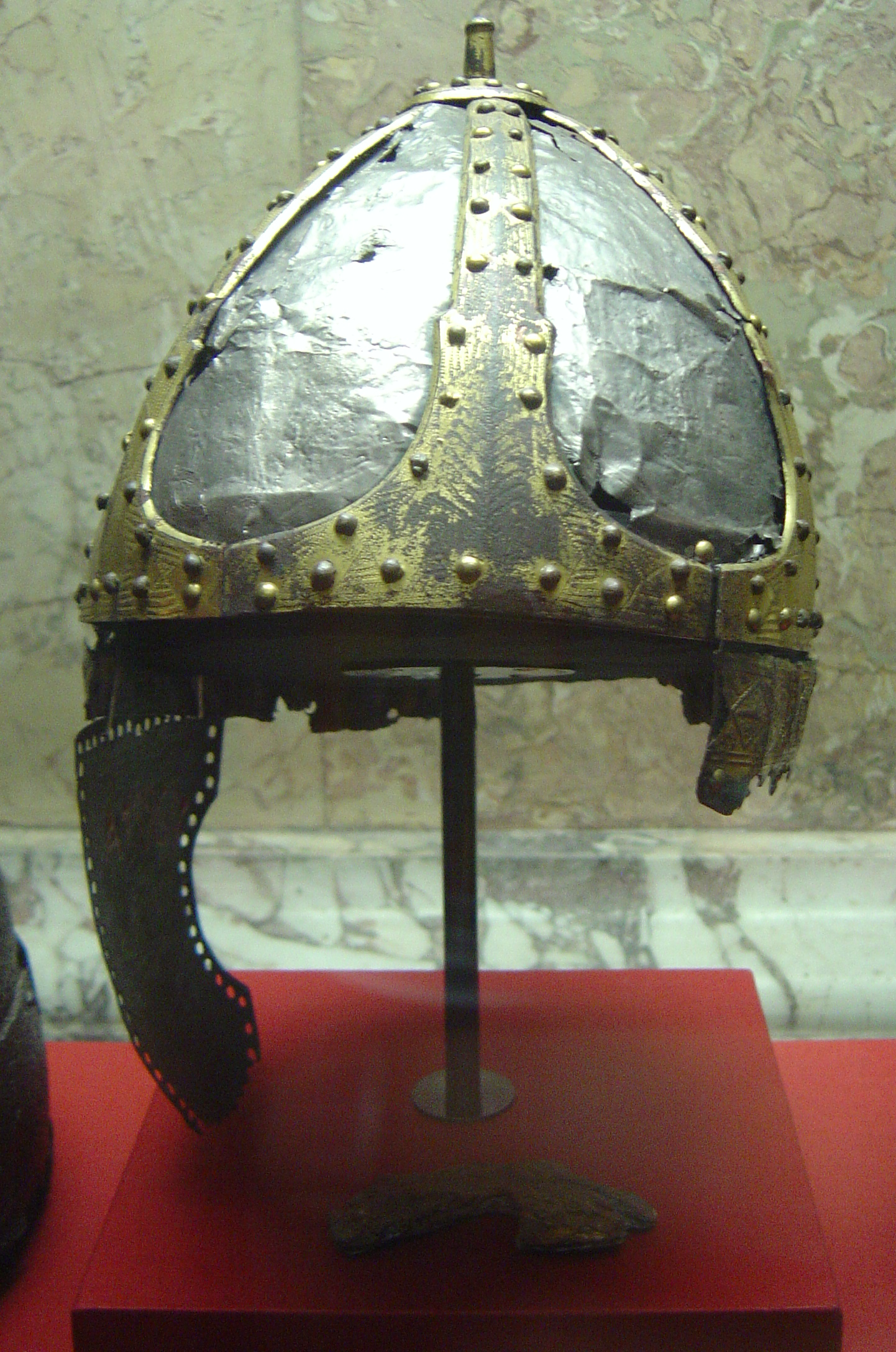
Spangenhelm del, importado de los talleres bizantinos.

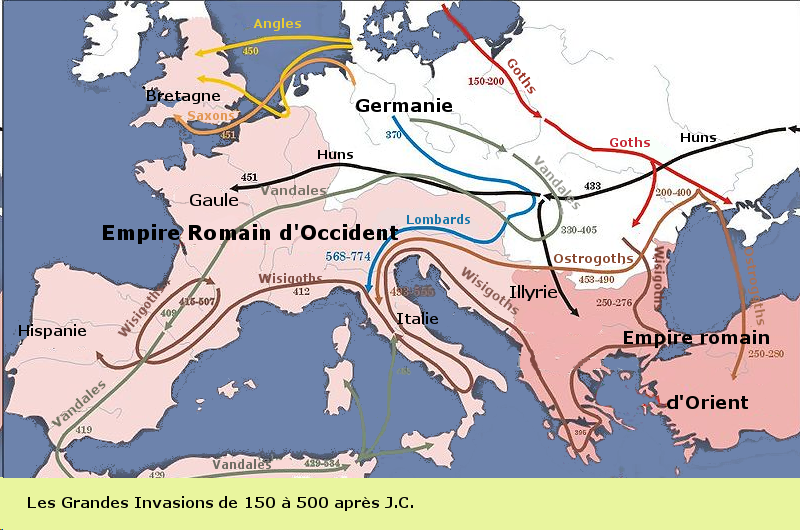
Los movimientos migratorios de los siglos al

Los grandes movimientos migratorios europeos comenzaron mucho antes de que los germanos invadieran el Imperio romano. De hecho, en la segunda mitad del siglo II, cuados, marcomanos, lombardos y sármatas aparecieron en el Danubio e invadieron las provincias de Recia, Nórico, Panonia y Mesia. También lo hicieron en el siglo III alamanes y francos, que invadieron conjuntamente la Galia, vándalos y sármatas, que llegaron a Panonia, y jutungos a Italia. Durante las décadas de 250-260, bandas de godos se aventuraron cada vez más y devastaron las costas de Asia menor, así como la ribera derecha del Rin, antes de invadir los Balcanes y Grecia por tierra y mar. En 275, los godos, aliados con los alanos, invadieron nuevamente Asia menor, hasta Cilicia. Durante la década de 290, los godos se dividieron entre tervingios, que se dirigieron a la península de los Balcanes para establecerse en Transilvania, y greutungos, que se asentaron cerca del mar Negro, donde hoy se encuentra Ucrania. En 332, los godos que vivían cerca del Danubio obtuvieron el estatus de foederati, que los obligaba a proporcionar asistencia militar al Imperio. Casi al mismo tiempo, los lombardos abandonaban la región del mar del Norte para moverse hacia Moravia y Panonia. La migración de los godos fue de particular importancia debido a los eventos que provocó; en efecto la invasión en 375 de su territorio por los hunos, un enigmático pueblo o confederación de pueblos, cuyo desplazamiento secular hacia el oeste los empujó al interior del mundo romano.
A pesar de las dificultades de todas esas incursiones y de la guerra que debió afrontar simultáneamente contra los persas, Roma logró repeler política y militarmente cada uno de esos ataques. Sin embargo, la brutal invasión de los hunos cambio radicalmente el curso de los acontecimientos. El ejército romano había alcanzado entonces el límite de su eficacia y no pudo mostrar más flexibilidad. Este estado de cosas, así como el aumento de tamaño y fuerza de las tribus migratorias, fueron las dos principales características que marcaron los movimientos migratorios posteriores y los distinguieron de los de los siglos anteriores.
Tras una breve «estabilización» en manos de algunos emperadores fuertes como Diocleciano, Constantino I, Constancio II, Valentiniano I y Teodosio I, el Imperio se dividió definitivamente a la muerte de este último en 395, dejándole a Flavio Honorio la parte occidental, con capital en Roma, y a Arcadio la oriental, con capital en Constantinopla. En 382 y en 418, se hicieron acuerdos entre las autoridades del imperio y los visigodos, permitiendo por primera vez a los godos establecerse en territorio romano. Los francos también recibieron esa autorización y luego recibieron, como «fœderati», la misión de proteger la frontera noreste de las Galias.
El invierno particularmente frío del año 406 permitió cruzar el Rin helado a grupos masivos de suevos y vándalos (junto con los alanos, un pueblo no germánico, sino iranio). Los emperadores de la época recurrieron a ficciones jurídicas como otorgarles el permiso de ingreso, bajo las condiciones teóricas de que deberían actuar como colonos y trabajar las tierras, además de ejercer como vigilantes de frontera; pero el hecho fue que la decadencia del poder imperial impedía cualquier tipo de dominio. Los invasores no encontraron obstáculo en su avance hacia las ricas provincias meridionales de Galia e Hispania. Los suevos se establecieron en la Gallaecia, fundando uno de los primeros reinos de Europa y los vándalos incluso cruzaron el estrecho de Gibraltar, tomando las provincias africanas y Cartago, desde cuyo puerto se dedicaron a la piratería amenazando las rutas marítimas del Mediterráneo occidental. El imperio tuvo que recurrir a los visigodos, los más romanizados de entre los germanos, para intentar recuperar algún tipo de control sobre las provincias occidentales. Los visigodos, en efecto, se impusieron a los invasores, pero únicamente para establecerse a su vez como un reino independiente (reino de Tolosa, 418) justificado en la figura jurídica del foedus.
Una nueva invasión fue protagonizada por Atila, el rey de los hunos. Tras acosar al Imperio romano de Oriente, que solo le enfrentó mediante una política de apaciguamiento, se dirigió a Occidente, donde una inestable coalición de romanos y germanos le venció en 451 en la batalla de los Campos Cataláunicos.
Después de la descomposición del imperio de Atila, nuevas oleadas de invasores ocuparon los territorios que ya solo nominalmente podían considerarse provincias romanas: desde mediados del siglo V, anglos, sajones y jutos, con costumbres muy diferentes a las romanas, desembarcaron en la Britania posromana, inicialmente como mercenarios para proteger a los britanos de los escotos y pictos y luego como conquistadores; a comienzos del siglo VI, los francos y burgundios se adueñaron de las Galias, venciendo a los visigodos y desplazándolos a Hispania donde fundaron el reino visigodo de Toledo, compartiendo la península con suevos y vándalos, llegados antes. En la península itálica, la ficción de la pervivencia del Imperio había dejado existir desde 476, cuando los hérulos de Odoacro destituyeron al último emperador romano, Rómulo Augústulo (r. 476). Su dominio fue breve, pues se vieron acometidos a su vez por sucesivas invasiones instigadas por Zenón, emperador oriental: en 487 y 488 la de los rugios de Feleteo y Federico, que lograron rechazar; y finalmente la de los ostrogodos de Teodorico el Grande, que los derrotaron, quedando sitiado Odoacro en Rávena hasta su asesinato a manos del propio Teodorico en 493.
La llegada de los lombardos a Italia y de los eslavos a los Balcanes constituyó el último episodio de las grandes migraciones.

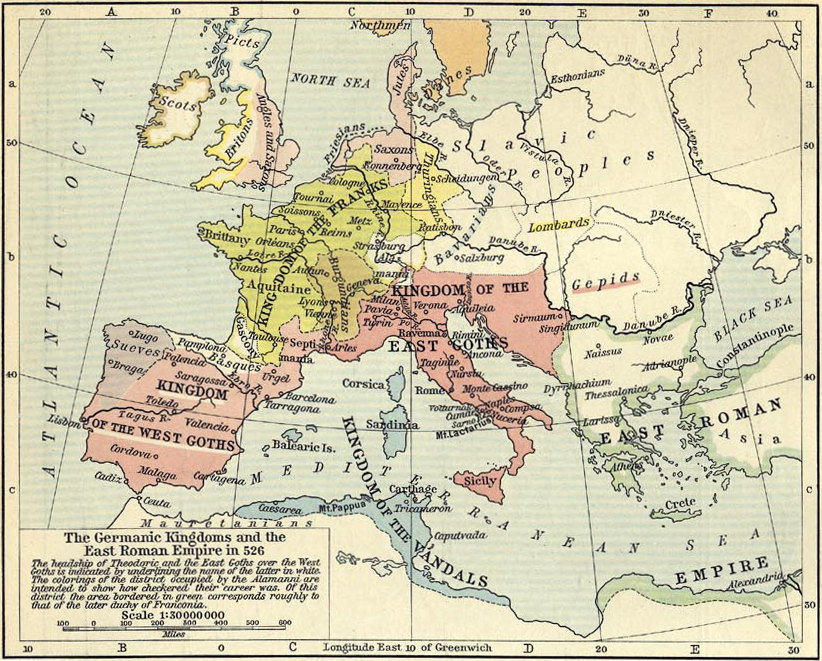
Los reinos germánicos hacia el año 526. El reino suevo de Braga, en el NO de Hispania, el reino de los francos que ha desplazado a los visigodos al sur, convertido en reino de Toledo, pero aún no ha absorbido a los burgundios; mientras que el reino de los ostrogodos y el reino de los vándalos aun no han desaparecido por la expansión del Imperio bizantino de Justiniano I. En Gran Bretaña, los anglos y sajones han desplazado a los britanos al oeste, y aún no han llegado los daneses.

Este periodo vio el nacimiento en el suelo del tambaleante Imperio de Occidente de un nuevo orden político que subsistió en gran medida durante los inicios de la Edad Media y del cual emergieron gradualmente varios reinos germánicos (regna), que dejaron su huella en la cultura de Europa a lo largo de toda la Edad Media y que finalmente daran origen a los estados modernos. Así, el reino de los francos se dividió, al final de la dinastía carolingia, en la Francia Oriental y en la Francia Occidental, antepasados de la Francia y la Alemania actuales; el reino de los visigodos permitió, durante la Reconquista, la formación de una identidad española, mientras que los anglosajones estuvieron en el origen del Reino Unido y el reino lombardo prefiguraba, en forma embrionaria, el estado italiano. En la mayoría de esos reinos en desarrollo, donde se hablaba una forma de latín cada vez más vulgarizada (excepto quizás en Gran Bretaña donde ya se había abandonado), los invasores germánicos pudieron encontrar un terreno común, que tomó diversas formas según el lugar, con los pueblos que habían conquistado. Sin embargo, eso no debe hacer perder de vista los cambios a veces dramáticos que tuvieron lugar al final de la Antigüedad tardía, ni la violencia que se ejerció sobre las poblaciones afectadas.
En esa época el Imperio continuó en Oriente, pero su interés por lo que estaba sucediendo en Occidente disminuyó mucho después de la muerte de Justiniano en 565, a pesar de la creación del Exarcado de Rávena y aunque la última posesión bizantina en Italia se mantuvo hasta 1071. Mauricio (r. 582-602) fue el último emperador que se involucró en Occidente y llevó a cabo una intensa actividad política allí. El Imperio de Oriente se centró, desde el principio del siglo VII, en la batalla defensiva contra los persas y los árabes en el este, y contra los ávaros y los eslavos en el noroeste, enfrentamientos que requirieron de todas sus energías. En el interior de los Balcanes, la multiplicación de los esclavenos (ducados eslavos que escapaban en su mayor parte a la autoridad imperial) y el establecimiento de Estados equivalentes a los reinos germánicos de Occidente (como el Primer Imperio búlgaro que federó a los esclavenos de los eslavos y a los valacos de los tracio-romanos) no dejaron al Imperio de Oriente más que las costas de la península, pobladas por griegos, lo que contribuyó, bajo Heraclio, a borrar el carácter latino del Imperio, transformándose gradualmente en un estado definitivamente griego.
Aunque las invasiones bárbaras que se produjeron entre el siglo III al VIII fueron las más importantes, también hubo otras invasiones que tuvieron su momento de mayor relevancia en torno al siglo IX y que generaron un período de gran inestabilidad e inseguridad en la Cristiandad latina.

## Terminología

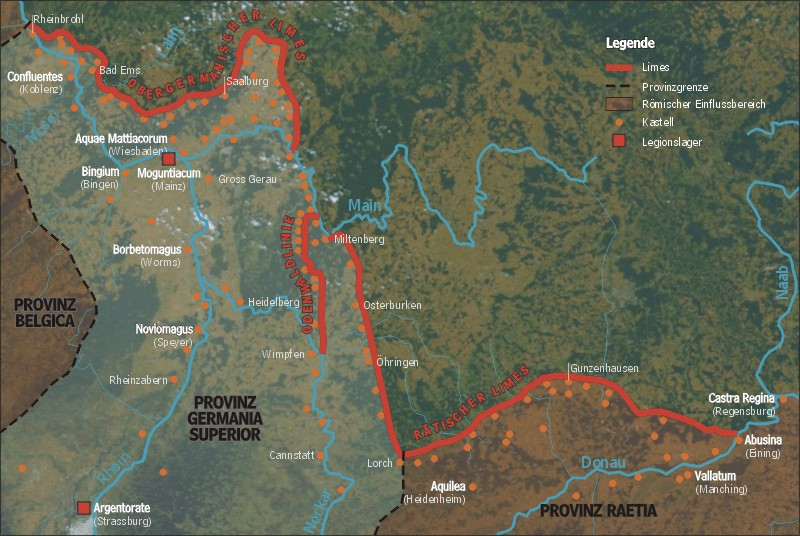
El limes separó durante mucho tiempo al imperio de los bárbaros; Roma intentó protegerlo firmando tratados (foedus) con los pueblos que vivían cerca de esta frontera (foederati) para defenderlo de invasores lejanos. Aquí una porción del limes germánico.

Los trabajos realizados desde la Segunda Guerra Mundial han llevado a cuestionar tanto el concepto de «invasiones bárbaras», utilizado en varias lenguas romances, como el de Völkerwanderung (migración de pueblos) utilizado en las lenguas germánicas. Los historiadores alemanes y germanófonos prefieren el término, menos peyorativo, de «migración de pueblos», mientras que la mayoría de los historiadores anglosajones hablan hoy de «período de migración» (Migration Period) para referirse a este período de la historia.
Cada uno de los dos términos de la expresión «invasiones bárbaras» plantea un problema. La palabra «invasión» implica un grupo homogéneo que ingresa repentina y violentamente en el territorio de una población autóctona y, mediante el saqueo y la destrucción, la somete, caza o aniquila. Varios modelos han sido elaborados en los últimos años, modelos que desafían la imagen tradicional de una comunidad compacta que se pone en marcha colectivamente al mismo tiempo, además de cuestionar el carácter sistemático de violencia. A pesar de su número, esos modelos se pueden clasificar en dos tipos, de ninguna manera exclusivos. El primer modelo llamado «avance por oleadas» asume que las civilizaciones agrícolas, al ver crecer su población y, en consecuencia, sus necesidades alimentarias, se expandieron gradualmente a expensas de las civilizaciones cazadoras-recolectoras que los rodeaban. El segundo modelo es el de «transferencia de élites», en el que pequeños grupos conquistan un territorio ya poblado y reemplazan a la élite dominante dejando en su lugar las estructuras sociales y económicas tradicionales. Se piensa aquí en la conquista de Inglaterra por parte de los normandos: la población local permaneció allí, pero fue sometida por la fuerza de las armas a un grupo extranjero.
El segundo problema está relacionado con la palabra «bárbaro». Los romanos, y los griegos antes que ellos, agrupaban bajo este término a todos aquellos que no hablaban su lengua y no compartían su modelo de civilización basado en la ciudad y la escritura. Con la difusión del cristianismo apareció una segunda división, esta vez entre cristianos y paganos, utilizándose entonces el término «bárbaro» para describir a las poblaciones no cristianizadas o débilmente cristianizadas. De ahí el sentido peyorativo de incivilizado, entonces asociado a este término y en consecuencia los prejuicios de «cruel», «feroz», «inhumano» que transmiten las fuentes:

Innumerables y feroces naciones se han hecho dueñas de la Galia. Todo el territorio comprendido entre los Alpes y los Pirineos, el Océano y el Rin fue devastado por los cuados, los vándalos, los sármatas, los alanos, los gépidos, los hérulos, los sajones, los burgundios, los alamanes, los panónicos… Mainz fue tomada y destruida, y miles de hombres asesinados en la iglesia. Worms cayo después de un largo asedio. Reims…, Arras…, Tournai, Espira, Estrasburgo, han sido transferidas a Germania; Aquitania, Novempopulania, Lionesa, Narbonense han sido devastadas.
Des nations innombrables et féroces se sont rendues maîtresses de la Gaule. Tout le territoire compris entre les Alpes et les Pyrénées, l’Océan et le Rhin a été dévasté par les Quades, les Vandales, les Sarmates, les Alains, les Gépides, les Hérules, les Saxons, les Burgondes, les Alamans, les Pannoniens… Mayence a été prise et détruite, et des milliers d’hommes égorgés dans l’église. Worms est tombé après un long siège. Reims…, Arras…, Tournai, Spire, Strasbourg, ont été transférées en Germanie; Aquitaine, Novempopulanie, Lyonnaise, Narbonnaise ont été dévastées.
San Jerónimo, Cartas, n.°123

En muchos casos, la llegada de extranjeros estuvo efectivamente acompañada de una violencia espantosa contra las poblaciones existentes: saqueos de ciudades con pillajes, incendios y masacres que dejaron regiones enteras despobladas, habiendo huido los supervivientes. Pero en otros casos, los territorios donde llegaron los migrantes estaban vacíos de ocupantes; los recién llegados se instalaronn allí sin brutalidad, incluso en un territorio perteneciente al Imperio romano. Allá donde existía una población autóctona, a menudo es esta última la que acultura a los recién llegados, menos numerosos que ellos, como sucedió en las partes de mayoría albanesa, griega o valaca de los Balcanes y de Dacia: los eslavos adoptaron la lengua de la mayoría de la población entre la que se habían asentado y donde solo formaron una minoría (mientras que, en otras partes de esos territorios, ocurría lo contrario y los autóctonos fueron esclavizados: ver la evolución lingüística de los Balcanes). El mismo fenómeno parece haber sucedido en el caso de los lombardos del siglo VI, que fueron perdiendo progresivamente sus caracteres distintivos para adoptar las tradiciones de los pueblos establecidos en el Danubio medio, dominado por los gépidos.
La noción alemana de Völkerwanderung o «migración de pueblos» también es problemática. Presupone, como la expresión española, la «migración», es decir, el desplazamiento de toda una población, dejando el territorio ancestral en masa para hacer fortuna en otro lugar. La realidad, como muestra la investigación, es más compleja. Ciertamente, hubo migraciones masivas, como la de decenas de miles de ostrogodos que partieron de la Panonia hacia los Balcanes en 473, grupo que pudo llegar a ser de casi cien mil personas, debido a la incorporación de ostrogodos de Tracia y de refugiados rugios, cuando salió de los Balcanes hacia Italia, en 488. Pero en muchos otros casos, es más que probable que fueran pequeños grupos de individuos particularmente aventureros, que por diversas razones (climáticas, económicas, políticas o por simple búsqueda de riqueza y fama), dejaron atrás a sus padres y familiares para embarcarse en una aventura. Progresivamente, ese grupo aumentaría si la aventura tuvo éxito, pero también desaparecería en caso de fracaso. Así, se produjeron muchas essiones entre los hérulos, lo que llevó a algunos a Escandinavia y a otros a subordinarse a los gépidos o al Imperio de Oriente.
Además, el término de «migración» se refiere a un proceso que se entiende hoy de una manera muy diferente a la del pasado. El informe que hace Jordanes sobre la migración de los godos hacia el mar Negro ha servido durante mucho tiempo como modelo para el concepto tradicional:

Cuando su pueblo había aumentado considerablemente en número, el rey Filimer, hijo de Gadaric […] tomó la decisión de que el ejército de los godos y sus familias debían abandonar esta región (cerca del Báltico). En su búsqueda de lugares agradables y habitables, llegaron a Scythia, que se llamaba Oium en el idioma local. Estaban encantados con la riqueza del país y se dice que cuando la mitad del ejército cruzó el río, el puente se derrumbó para que nadie pudiera moverse de una orilla a otra. […] Esta parte del ejército que había cruzado el río y que había entrado con Filimer en el país de Oium tomó posesión de esta codiciada tierra. Pronto se enfrentó a gente de la raza Spali; hubo una pelea y el ejército de Filimer salió victorioso. Desde allí, los vencedores se apresuraron a los confines del país escita que está cerca del Mar Negro.
Lorsque son peuple se fut beaucoup augmenté en nombre, le roi Filimer, fils de Gadaric […] prit la décision que l’armée des Goths et leurs familles devraient quitter cette région (près de la Baltique). Dans leur recherche de lieux habitables et plaisants, ils arrivèrent en Scythie, que l’on appelait Oium dans la langue locale. Ils furent enchantés de la richesse du pays et on dit que lorsque la moitié de l’armée eut traversé la rivière, le pont s’écroula de telle sorte que personne ne pouvait plus passer d’une rive à l’autre. […] Cette partie de l’armée qui avait traversé la rivière et qui était entrée avec Filimer dans le pays de Oium prit possession de cette terre convoitée. Elle fit bientôt face à des gens de la race de Spali; il y eut combat et l’armée de Filimer fut victorieuse. De là, les vainqueurs se hâtèrent vers les confins du pays scythe qui est près de la mer Noire
Jordanes, Getica

La impresión que se tiene de esta descripción es la de un rey único que conduce a un pueblo unificado a nuevas tierras y funda un nuevo reino después de haber derrotado (y probablemente expulsado) a las poblaciones autóctonas. Este modelo inspirado en el Antiguo Testamento, y extendido a todas las migraciones, no refleja los hechos ni las diferencias existentes entre las invasiones de los siglos II-III y las de los siglos IV-V.
En el caso concreto descrito por Jordanes, está comprobado que no solo los godos, sino toda una serie de pueblos germánicos participaron en esa migración. Además, estos no actuaron como un grupo unificado: ninguna otra fuente más que Jordanes se refiere a un Filimer que habría sido el único líder de los godos; por el contrario, mencionan a varios jefes como Cniva, Argaith, Guntheric, Respa, Veduc, Thuruar y Cannabaudes. Otras fuentes muestran que varios grupos operaban de diferentes maneras, algunos por tierra, a veces aliándose con diferentes tribus, otros por mar, en un vasto territorio que se extendía desde la desembocadura del Danubio hasta Crimea, a más de mil kilómetros de distancia. Finalmente, el resultado de esa migración no fue la creación de un único reino como implica Jordanes, sino de varios. De acuerdo con Heather, Jordanes simplemente habría calcado la realidad goda del siglo VI en la que vivía a la del siglo IV.
Asimismo, la noción de «pueblo» heredada de la era de las nacionalidades que representan grupos sociales homogéneos cerrados a los extranjeros no puede aplicarse a los primeros siglos de nuestra era. Aunque solo fuera por las dificultades del transporte, los «pueblos», si se hace referencia a una noción geográfica, se limitaban a menudo a lo que hoy no sería más que una única provincia. En términos de sociedad, y a pesar de lo que implican los términos latinos de gens o de nationes, el término «tribu» o de «poblado» sería más adecuado para describir la realidad que el de «pueblo». En muchos casos, se ven pequeñas comunidades que se integran en colectividades más importantes. Así, se pueden encontrar rugios o hérulos asociados a las comunidades de godos. En estos casos, se debe hablar más de alianzas que de pueblos y la identidad así engendrada sería de naturaleza política más que cultural. La investigación contemporánea ha demostrado que las similitudes en los idiomas, la ropa o incluso en las armas no eran suficientes para confirmar la pertenencia a una comunidad étnica. Esto implica que varios grupos podían fusionarse sin dejar de ser leales a su comunidad. Los estudios históricos a menudo se han prolongado desde la década de 1970 sobre lo que han llamado un proceso de «etnogénesis», considerando que los «pueblos bárbaros» se van formando paulatinamente en torno a un núcleo limitado en número, un clan soberano, portador de una determinada tradición, al que poco a poco se van agregando otros componentes, de origen externo. Se forja una historia de fundación legendaria para unir a este grupo. Por tanto, no es necesario buscar la cohesión genética entre estos pueblos. Además, esto explicaría las fluctuaciones que se producen por los éxitos y fracasos militares, explicando por ejemplo la desaparición de los hunos como pueblo después del 453 por su dispersión e integración en los distintos grupos victoriosos. Este tipo de escenarios está abierto a la crítica porque son pocos los rasgos culturales arcaicos atribuibles a un origen lejano que se pueden detectar entre los pueblos bárbaros, que muchas veces estaban romanizados o incluso cristianizados desde su surgimiento, sin que ello fuese un obstáculo para la constitución de su identidad. La arqueología no da una respuesta obvia sobre sus orígenes, ya que la correspondencia entre una cultura material (objetos, prácticas funerarias) y una identidad étnica está lejos de ser sistemática. También se ha propuesto localizar la aparición de esos pueblos en las zonas fronterizas del mundo romano, a través del contacto con este último:

Por imitación, por reacción a la presión militar o por el deseo de aprovechar las oportunidades reservadas a los pueblos constituidos, las poblaciones locales habrían cambiado de identidad.
par imitation, par réaction à la pression militaire ou par volonté de profiter d’opportunités réservées aux peuples constitués, les populations locales auraient changé d’identité
.

La entrada en el imperio reforzó el proceso, ya que el apego a un pueblo constituido permitía beneficiarse de las ventajas relacionadas con su estatus a los ojos de los líderes y las poblaciones del imperio; también una persona con orígenes tanto romanos como no romanos podía elegir uno u otro según las oportunidades que le ofreciesen.

## Antecedentes históricos

### Decadencia del Imperio romano de Occidente
Definir el papel preciso que jugaron las grandes migraciones en el colapso del Imperio romano de Occidente constituye un ejercicio difícil. Es cierto que Roma a finales del siglo IV y principios del siglo V ya no tenía la capacidad de impedir la llegada de recién llegados y menos aún de integrarlos en el imperio, como había hecho en el pasado. El establecimiento de «reinos» (regna) germánicos en los siglos V y VI en el oeste del imperio por lo tanto sigue siendo un proceso complejo y difícil de entender, al contrario de lo que se pensaba durante mucho tiempo describiendo las cosas de manera bastante simplista.
Así, en su libro L’Empire chrétien publicado en 1947, el historiador André Piganiol defiende la tesis de la destrucción de la civilización romana por los germanos. Una tesis tan simple ya no puede sostenerse hoy en día, los francos son considerados por san Remigio como los guardianes del país y los garantes del derecho (romano). De la misma manera, especialmente durante la primera mitad del siglo XX, muchos historiadores tanto en el mundo romance como en el anglosajón han desarrollado teorías que reflejaban más el conflicto de sus gobiernos con el entonces Estado alemán que la realidad histórica. A cambio, muchos historiadores nacionalistas alemanes, principalmente en la época del nazismo, intentaron probar la pretendida «herencia alemana» de la época de las grandes migraciones. Las investigaciones realizadas desde la década de 1970 han enfatizado que la Antigüedad tardía (y, por tanto, la era de las grandes migraciones) fue un período de transformación cultural en el que los pueblos migrantes desempeñaron un papel fundamental. Al mismo tiempo, reconocen que ese fue un período de gran violencia y considerable declive económico.

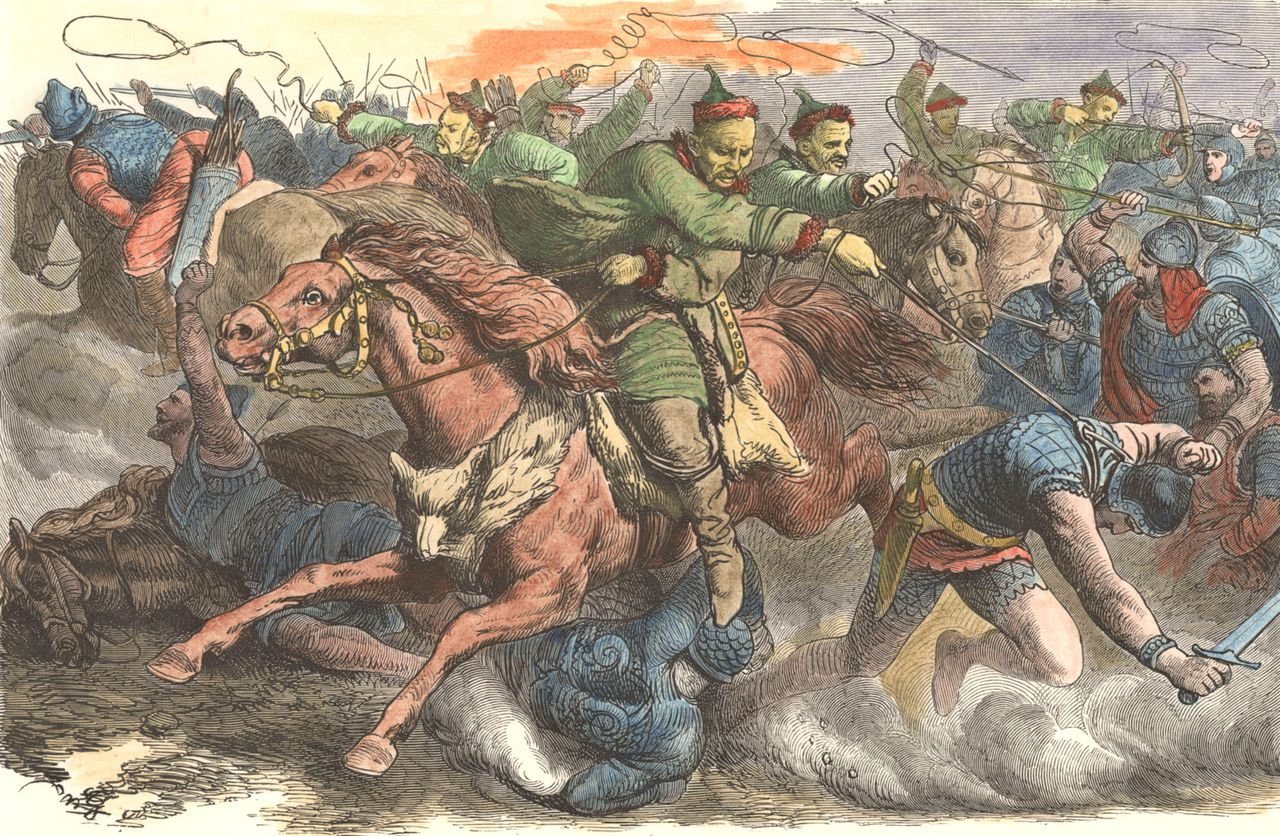
La invasión de los hunos precipitó la decadencia del Imperio romano de Occidente. Ilustración de Johann Nepomuk Geiger

La mayoría de los historiadores, sin embargo, están de acuerdo en ver en la llegada de los hunos una de las principales causas del declive del Imperio romano de Occidente. Por el contrario, el Imperio romano de Oriente, inicialmente su primer objetivo, resistió a sus asaltos principalmente porque esas tribus no podían pasar de Europa hacia las ricas provincias de Asia Menor, probando ser las murallas de Constantinopla siempre un obstáculo insuperable. Luchando contra estos invasores, el Imperio de Oriente no pudo movilizar recursos para apoyar eficazmente la resistencia del Imperio de Occidente. A nivel cultural, la cultura clásica de la Antigüedad, según una hipótesis tradicional, ya no tendría la vitalidad necesaria para sobrevivir en la parte del continente europeo donde paulatinamente, tras la instalación de esos pueblos, se produjo una fusión de las culturas germánica y romana; esta idea de un declive cultural, sin embargo, es generalmente rechazada por los historiadores actuales. A lo largo del siglo V, la política romana consistió la mayor parte del tiempo en enfrentar a las diversas tribus bárbaras entre sí; así, enfrentó a los visigodos de España contra los vándalos y, más tarde, a los ostrogodos de Italia contra Odoacro. En el marco de esa política, las victorias romanas aparecen en la mayoría de los casos parciales, poco sólidas y portadoras de las semillas de un debilitamiento posterior; de hecho, al salir militarmente derrotados por Roma, los reyes bárbaros negociaron su sumisión frente a nuevas ventajas, fortaleciéndolos frente a una autoridad central cada vez más debilitada.
Tradicionalmente, se ha considerado la «barbarización» progresiva del ejército romano como una de las causas de la «decadencia» del imperio, mientras que los historiadores modernos consideran más bien que se trataría de una evolución que, a través de los «bárbaros» integrados en el ejército regular romano y así romanizado, pero sobre todo a través de los foederati germánicos, conducirá a la sustitución por etapas del Imperio romano de Occidente por reinos germánicos, del que, sin embargo, sigue siendo el modelo. En el plano económico, el paso a manos de los pueblos germánicos de las provincias más ricas, en particular las del norte de África, transfirió gradualmente los recursos financieros del Imperio hacia sus foederati, enrolados en las filas de un ejército cada vez menos «romano de cepa» (si es que este sintagma tiene algún significado, dado que Roma integró así a los pueblos a lo largo de su historia). La novedad es que las tropas de los foederati germánicos escapaban progresivamente al control del emperador reemplazando gradualmente a las tropas regulares, estableciendo reinos de facto si no independientes, al menos autónomos. Escapando poco a poco a la autoridad del emperador de Occidente, siguieron aceptando, al menos teóricamente hasta el siglo VI, el poder nominal del emperador romano de Oriente cuya legitimidad reforzaron.
Las guerras del emperador Justiniano para restaurar el Imperio en Occidente (Italia, Dalmacia, sureste de Hispania, islas del Mediterráneo occidental, África del Norte) muestran a la vez que en 550 una intervención imperial seguía siendo posible, pero que sus recursos militares no eran suficientes para recuperar también la Galia franca y toda la Hispania visigoda. La complejidad y la progresividad de los cambios no permitieron a los contemporáneos percibir ninguna «caída del Imperio Romano» que, de la noche a la mañana, habría sido reemplazada por el «reinado de los bárbaros»: esta visión reduccionista se forjó más tarde, después de que muchos gobernantes sucedieran a los reinos germánicos, desde Carlomagno hasta Napoleón pasando por los «Emperadores de los romanos», tuvieron como horizonte político, durante más de mil años, la reconstitución del Imperio para su beneficio.

### Reinos romano-germánicos

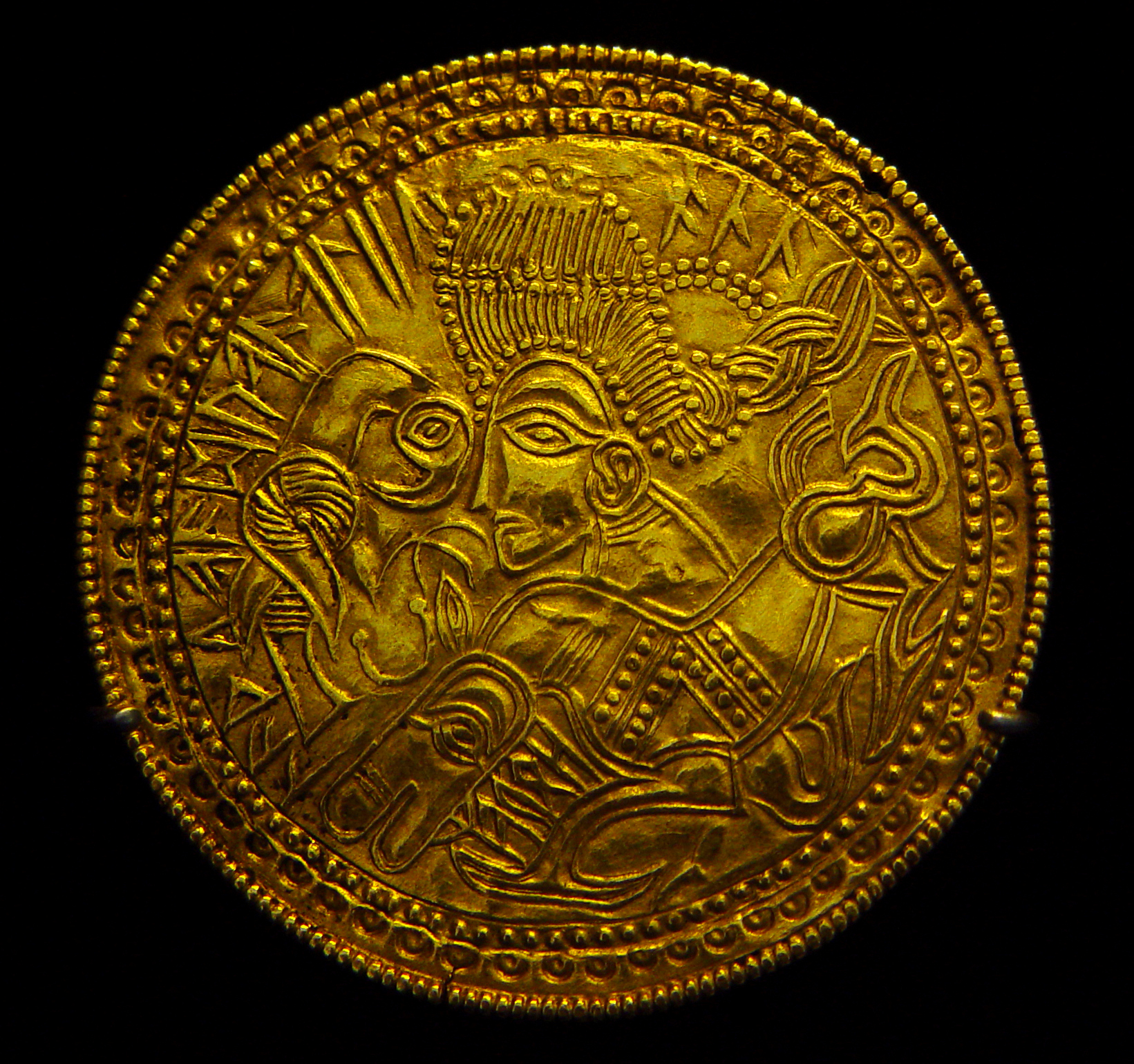
Un brazalete de oro que data del período migratorio germánico, mostrando un pájaro, un caballo y un rostro estilizado con un Wōden y, lo que será más tarde en la rúnica incluye el término religioso alu.

La administración romana, por su eficacia, jugó un papel fundamental en la creación de los reinos (regna) germánicos en el territorio del imperio: reino godo en Italia (ocupado, más tarde, por los lombardos) y en reino visigodo en España, reino vándalo en el norte África, francos y burgundios en la Galia; los pequeños reinos anglosajones de Bretaña jugaron un papel particular a este respecto al ser más autónomos frente a las antiguas instituciones romanas.
Por el contrario, todos estos regna ejercieron una influencia considerable en el desarrollo de Europa en la Edad Media. De no haber sido por el modelo tomado del Imperio romano de la Antigüedad tardía, estos pequeños reinos, que continuaron manteniendo muchos vínculos con el imperio, no hubieran existido. Fue gracias a ese modelo, por ejemplo, que los visigodos de España y los ostrogodos de Italia pudieron asimilar la cultura romana y posiblemente utilizarla para su propio fin sin destruirla. Como escribió el medievalista Patrick J. Geary:

El mundo germánico fue quizás la creación más brillante y duradera del genio político y militar de Roma.
Le monde germanique fut peut-être la plus brillante et la plus durable création du génie politique et militaire de Rome

Esta integración de los pueblos germánicos, sin embargo, siguió siendo más difícil debido a las oposiciones doctrinales que dividían al mundo cristiano. Al establecerse en el territorio del imperio, los recién llegados, hasta entonces paganos, adoptaron con bastante rapidez la fe cristiana, pero a menudo seguían la confesión arriana, encontrándose así en conflicto con las autoridades imperiales del movimiento católico.
Numéricamente, los recién llegados germanos constituyeron grupos con efectivos significativamente más bajos que los de los romanos. Aunque solo son posibles estimaciones, lo cierto es que los autores de la Antigüedad y de la Edad Media tuvieron una clara propensión a la exageración. De 20 000 a 30 000 soldados (a los que hay que añadir mujeres, niños, ancianos) probablemente constituyesen el límite absoluto de esos grupos de migrantes, que muchas veces serían mucho menos cuando se tratase de grupos de aventureros liderados por «señores de la guerra». Por tanto, los germanos no constituyeron en cualquier caso más que una pequeña minoría dentro de las poblaciones romanas en las provincias donde se asentaron, lo que a menudo les animó a adoptar una política de cooperación con los autóctonos de modo que se puede hablar efectivamente de «reinos romano-germánicos». De estos varios reinos, solo los de los francos, lombardos, anglosajones y visigodos conocieron una existencia duradera.

## Primer período: los movimientos migratorios delsigloIII
Los grandes movimientos migratorios de las poblaciones germánicas comenzaron mucho antes de su invasión del Imperio. De hecho, en la segunda mitad del siglo II, cuados, marcomanos, lombardos y sármatas aparecieron en el Danubio e invadieron las provincias de Recia, Nórico, Panonia y Mesia.
Tras los siglos dorados del Imperio romano (periodo denominado Pax Romana, siglos I al II), a consecuencia de las malas administraciones de la dinastía de los Severos —en particular la de Heliogábalo, y tras la muerte del último de ellos, Alejandro Severo—, el Imperio cayó en un estado de ingobernabilidad, la crisis del siglo III. Entre 238 y 285 pasaron 19 emperadores, los cuales —incapaces de tomar las riendas del gobierno y actuar de manera conforme con el Senado— terminaron por situar a Roma en una verdadera crisis institucional. Las guerras civiles arruinaron al Imperio y el desorden interno no solo acabó con la industria y el comercio, sino que debilitó a tal punto las defensas de las fronteras imperiales que, privadas de la vigilancia de antaño, se convirtieron en puertas francas por donde penetraron las tribus bárbaras. Comenzó la llamada invasión pacífica, cuando varias tribus bárbaras se situaron en los limes del Imperio. Los germanos, en busca de nuevas tierras, se desplazaron hasta la frontera norte del imperio. Los emperadores de la época permitieron su entrada bajo dos condiciones teóricas: debían actuar como colonos y trabajar las tierras, y además ejercer como guardianes de la frontera. Sin embargo, ese periodo pacífico terminó cuando Atila, el rey de los hunos, comenzó a hostigar a los germanos, que habían invadido el Imperio.
Al principio del siglo III, los alamanes ya aparecen en las fuentes latinas, constituyendo una amenaza para el «limes de Germania» en los territorios entre el Rin y el Danubio. En 233, el recrudecimiento de las amenazas en el Danubio obligó al emperador Alejandro Severo a llamar de vuelta a los ilirios de Oriente. Al año siguiente, los alamanes invadieron el sector rético del «limes» y multiplicaron sus incursiones en dirección a los Campos Decumanos. Una década más tarde, franqueando el «limes», los alamanes llegaron a su vez a Recia. Al comienzo de la segunda mitad del siglo III, con los francos, invadieron la Galia. Empujados al otro lado del Rin por el emperador Galieno, los francos regresaron a la Galia en la década de 260, mientras que los alamanes hicieron lo mismo a partir de Recia. Luego, los grupos se reunieron y se aventuraron en el centro y sureste de la Galia. Algunos incluso llegaron a España y a Mauritania; otros entraron en Italia, pero fueron derrotados por Galieno en Milán. En Grecia, Atenas fue tomada en 267-268 por los hérulos quienes destruyeron gran parte de la ciudad y en particular el Ágora. Después del breve reinado del emperador Claudio II el Godo, el emperador Aureliano debió luchar en Panonia contra los vándalos y los sármatas, mientras que los jutungos invadían Italia; fueron detenidos en Fano y Pavía. En 275, los francos llevaron a cabo incursiones en la Galia siguiendo los cursos del Rin y el Mosa, mientras que los alamanes progresaron siguiendo los valles del Saona y el Ródano. Dos años más tarde, Probo puso fin a su invasión en la Galia y, en 278-279, liberó a Recia de los burgundios y los vándalos.
Los numerosos movimientos migratorios que se produjeron más allá del horizonte romano solo se conocen por relatos que emanan de tradiciones orales y que fueron puestos por escrito a medida que adquirieron una dimensión mítica. Una de los más conocidas de esas antiguas tradiciones es la denominada: De origine actibusque Getarum, o Historia de los godos (también conocido como Getica) de Jordanes, la cual fue puesta por escrito en el siglo VI. Ahora se sabe que los godos abandonaron la zona del Vístula en el siglo II y se dirigieron hacia el mar Negro, primero persiguiendo a los dacios en su territorio, y obligándolos a refugiarse en Transilvania. Los godos provocaron así el primer gran movimiento migratorio, haciendo retroceder a los vándalos y a los marcomanos hacia el sur y a los burgundios hacia el oeste. Este desplazamiento de pueblos fue una de las causas de las guerras con los marcomanos al final de las cuales los romanos solo pudieron vencer a los alamanes con dificultad. Durante las décadas de 250-260, aprovechando de la crisis del siglo III, bandas de godos se aventuraron cada vez más en el territorio del imperio. En 252-253, devastaron las costas de Asia menor, así como la ribera derecha del Rin, antes de invadir los Balcanes y Grecia por tierra y mar, en 267. Fueron aplastados en 269 por Claudio en Naïssus. En 275, los godos, aliados con los alanos para esa nueva incursión, invadieron nuevamente Asia menor, hasta Cilicia. Tres años más tarde, Probus lanzó una campaña contra ellos y logró limpiar la región del Danubio.
Durante la década de 290, los godos se dividieron entre tervingios (luego devenidos en visigodos, según Herwig Wolfram), greutungos, los posteriores ostrogodos. Los greutungos o «godos del Este» se asentaron cerca del mar Negro, donde hoy se encuentra Ucrania. Los tervingios o «godos del Oeste» se dirigieron primero a la península de los Balcanes para establecerse en Transilvania, donde entraron en contacto directo con los romanos, provocando muchos enfrentamientos indecisos. En 332, los godos que vivían cerca del Danubio obtuvieron el estatus de foederati, el cual los obligaba a proporcionar asistencia militar al Imperio. La migración de los godos fue de particular importancia debido a los eventos que provocó; en efecto la invasión de su territorio por los hunos en 375 los empujó al interior del mundo romano.
Casi al mismo tiempo, los lombardos abandonaron la región entre el mar del Norte y Hamburgo en el Elba para moverse hacia Moravia y Panonia. Las pequeñas incursiones en los territorios controlados por Roma fueron repelidas o resultaron en pequeñas rectificaciones de la frontera. Más al oeste, la confederación alamana obligó a Roma a abandonar el «limes germano-rético»; los alamanes ejercieron entonces su presión desde Maguncia hasta Ratisbona, es decir, al mismo tiempo sobre el Palatinado, Alsacia, Suiza y Cisalpina. Varias tribus se establecen a lo largo de la frontera del Imperio, como aliados del Imperio; sirvieron como amortiguadores contra otras tribus más hostiles.
Roma extrajo lecciones de las invasiones del siglo III y desde el comienzo del siglo IV, sus dirigentes tomaron las medidas adecuadas. En todas partes, las ciudades construyeron recintos fortificados, que a menudo se hicieron más pequeños que la extensión que tenían las ciudades en el siglo anterior. Desde la fundación del Imperio persa de los Sasánidas, Roma debió luchar en varias fronteras al mismo tiempo. Los combates violentos con los ejércitos persas monopolizaron a las fuerzas romanas, lo que permitió el éxito de las invasiones germánicas del siglo III. Ante esta situación, hacer que el ejército romano fuese más eficiente y más móvil se convirtió en una prioridad. Los emperadores Diocleciano (r. 284-305)y Constantino I (r. 306-337), después de repartir el ejército entre comitatenses (ejército de campaña o acompañante del emperador) y limitanei o fuerza de protección fronteriza, llevó a sus tropas a reconquistar los territorios en el norte del Rin y el Danubio, y estableció fortificaciones y reforzó las fronteras del norte y el este. La batalla de Estrasburgo, librada en 357 entre el ejército romano del césar Juliano (r. 361-363) y la confederación tribal alamana dirigida por el rey Chonodomario, marcó el punto culminante de la campaña para evitar las incursiones bárbaras en la Galia y restablecer una fuerte línea defensiva a lo largo del Rin, una línea severamente dañada durante la guerra civil de 350-353 entre el usurpador Magnencio y el emperador Costancio II (r. 337-361). A pesar de las dificultades que conllevó el reagrupamiento durante el siglo III de diversas tribus en confederaciones (alamanes y francos) y de la guerra que debió afrontar simultáneamente contra los persas, Roma logró repeler militarmente esos ataques y reanudar en el año 378 la iniciativa de las campañas.
Sin embargo, la brutal invasión de los hunos cambio radicalmente el curso de los acontecimientos. El ejército romano había alcanzado entonces el límite de su eficacia y no pudo mostrar más flexibilidad. Este estado de cosas, así como el aumento de tamaño y fuerza de las tribus migratorias, fueron las dos principales características que marcaron los movimientos migratorios posteriores y los distinguieron de los de los siglos anteriores.

## Segundo período: las grandes invasiones de los siglosIVyV

### La llegada de los hunos y sus consecuencias

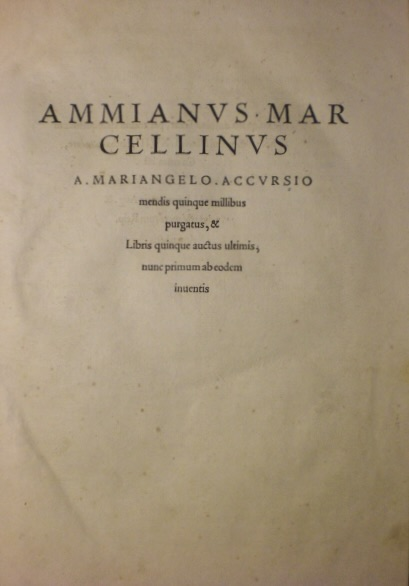
Reproducción datada en 1533 de uno de los libros de Amiano Marcelino cuyas memorias son una fuente preciosa de informaciones sobre las grandes migraciones

Las memorias del historiador y antiguo oficial romano Amiano Marcelino en su libro número 31 constituyen el único panorama completo de las invasiones de los hunos, un pueblo nómada originario de la zona de Mongolia,. Amiano, que generalmente informa de los hechos de manera concienzuda, sin embargo, no tiene conocimiento directo de los eventos que tuvieron lugar en 375 fuera de los territorios del Imperio, en Ucrania (la cronología de este período es incierta, por lo que incluso la fecha de 375 generalmente retenida como la del comienzo de la invasión de los hunos es una conjetura). Representa cómo los hunos primero derrotaron a los alanos y luego destruyeron el reino godo de Hermanarico (r. 340-375) en Ucrania, con la ayuda de los alanos ya sometidos. La región de origen de los hunos aún se desconoce en la actualidad. Durante mucho tiempo se creyó que estaban relacionados con los xiongnus, citados en las fuentes chinas. La mayoría de los investigadores contemporáneos rechazan esta hipótesis o son al menos escépticos, debido a un intervalo demasiado considerable entre la aparición de cada uno de estos dos grupos. En cuanto a las causas que empujaron a los hunos a migrar, solo se puede especular. Las fuentes antiguas coinciden en su crueldad y falta de cultura; a partir de entonces, los autores occidentales generalmente usan el término para describir cualquier grupo nativo de las estepas de Asia central (como también se hace con el término «escitas»). Los autores cristianos vieron rápidamente un castigo de Dios en la repentina aparición de los hunos, cuya brutalidad y rapidez de acción fueron tan legendarias como el tiro con arco montados.
Está establecido que los hunos, al no tener un mando unificado, desencadenaron la huida desordenada de muchas tribus germánicas y sármatas hacia el sur y el oeste de Europa. Primero atacaron a los alanos, algunos de los cuales se unieron a sus filas para atacar a los greutungos. Estos últimos, habiendo visto a sus líderes, Ermenaric y Vithimer, perecer en una de las muchas batallas que los opusieron a los hunos, huyeron al territorio de los tervingios en compañía de los cuales se dirigieron hacia el Danubio para pedir al emperador Valente (r. 364-378), que reinaba sobre la parte oriental del imperio, permiso para refugiarse en el Imperio romano y establecerse en Moesia (Serbia y Bulgaria actuales). El emperador finalmente accedió a su solicitud en 376. Miles de tervingios y otros refugiados se presentaron así en las fronteras del limes Indudablemente se subestimó por parte de los romanos el número de esos refugiados que se olvidaron de desarmar. Las autoridades encargadas de organizar la acogida de los godos, más preocupadas por las posibilidades de sacar un beneficio inmediato de la situación que por gestionar la crisis lo mejor posible, rápidamente se mostraron abrumadas. La administración no estaba entonces preparada para hacerse cargo de poblaciones tan grandes, por lo que los godos tuvieron que esperar mucho tiempo en ambas orillas del Danubio. El comes de Mesia, Lucipinus, revendía a un precio desorbitado las materias primas y los recursos alimenticios que pusieron a su disposición para la construcción de aldeas, de modo que los godos, rápidamente reducidos al hambre, se rebelaron contra los romanos a principios del año 377.
A primera vista, esos hechos y sus consecuencias difícilmente parecían suponer un peligro grave. El emperador Valente renunció a una campaña contra los sasánidas para marchar contra los godos de Tracia. Pero en el verano de 377, los romanos se dieron cuenta de la verdadera naturaleza de su nuevo adversario germánico. El propio emperador fue a Tracia en la primavera de 378 y transfirió a muchos oficiales superiores. Graciano, sobrino de Valente y César de Occidente, habiendo prometido su ayuda, no pudo cumplir su promesa debido a un ataque de los alamanes, que debería llevar a Graciano a dirigir una operación a través del Rin, la última dirigida allí por un emperador romano. El 9 de agosto tuvo lugar la batalla de Adrianópolis entre los godos comandados por Fritigerno y el ejército romano. Sin necesidad alguna, Valente y unos 30 000 soldados, la élite del ejército de Oriente, se desplegaron en campo abierto. Por su parte, los tervingios también habían recibido refuerzos en forma de la «confederación de los tres pueblos», formada por greutungos, alanos y algunos hunos desertores, que deseaban escapar del dominio de los hunos. Además, los espías romanos subestimaron la fuerza del ejército enemigo formado por unos 20 000 soldados. Los romanos, agotados por su larga marcha bajo un sol abrasador y sin suministros suficientes, se encontraron indefensos frente a la caballería altamente móvil de sus enemigos mientras la infantería de los godos los asaltaba por todos lados. Solo un tercio de las fuerzas romanas pudo escapar y el emperador Valente cayó en batalla. Con él, muchas unidades de élite del ejército de Oriente fueron aniquiladas, así como un gran número de oficiales superiores, incluidos dos de los de más alto rango. Amiano, que escribió su obra entre 391 y 394, la termina con la batalla de Adrianópolis que compara con la batalla de Cannas donde Hannibal ganó una batalla decisiva sobre las legiones romanas en la segunda guerra púnica.

### De la batalla de Adrianópolis al saqueo de Roma en 410: los godos se instalan en el Imperio romano
Tras una breve «estabilización» en manos de algunos emperadores fuertes como Diocleciano, Constantino I el Grande y Teodosio I, el Imperio se dividió definitivamente a la muerte de este último, dejándole a Flavio Honorio la parte occidental, con capital en Roma, y a Arcadio la oriental, con capital en Constantinopla.
Después de la retirada de los hunos, las tribus bárbaras se establecieron en el interior del imperio: los francos y burgundios tomaron la Galia; los suevos, vándalos y visigodos se asentaron en Hispania; los hérulos tomaron la península itálica tras derrotar y destituir al último emperador romano, Rómulo Augústulo (r. 476). Posteriormente, los hérulos se enfrentarían a los ostrogodos, saliendo estos últimos victoriosos, y haciéndose con el control de toda la península itálica. Cabe destacar que, si bien los germanos no eran muy desarrollados culturalmente, asimilaron muchas de las costumbres romanas, desarrollándose así como parte de la actual cultura occidental.

#### El tratado de 382 entre Roma y los godos

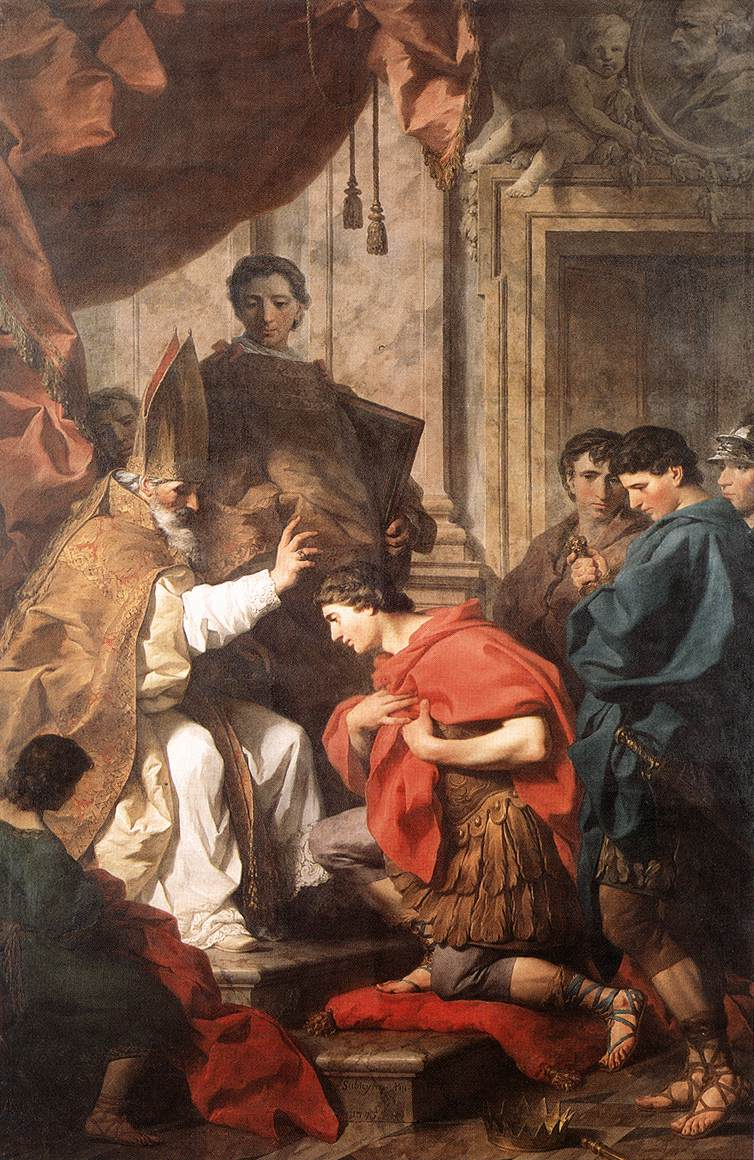
Teodosio, que firmó el tratado de 382 con los godos, fue también quien impuso el cristianismo como religión de Estado. Lienzo de Pierre Subleyras (1745): San Ambrosio convirtiendo a Teodosio.

La severa derrota de Adrianópolis de ninguna manera significó el final del imperio. Los godos no pudieron explotar su victoria. Graciano (r. 359-383), al frente de la parte occidental del imperio, se apresuró a nombrar un nuevo emperador en Oriente, eligiendo para este fin a un militar originario de España, Teodosio (r. 379-395), hijo de Teodosio el Viejo que ya se había distinguido como general.
Teodosio se reveló de una escala diferente a la de Valente. Estableció su cuartel general en Salónica en 379 desde donde dirigió numerosas operaciones contra los godos. Sin embargo, esas ofensivas romanas adolecieron de la ausencia de oficiales calificados, por lo que Teodosio tuvo que finalmente aceptar acordar con los «bárbaros». Comenzó acogiendo a Atanarico en Constantinopla en 380/381, entonces en mala relación con Fritigerno, e integró a sus seguidores en sus propias tropas. Graciano, habiendo aceptado en 380 que parte de la confederación de tres pueblos se estableciera en Panonia y Tracia, terminó enviando oficiales calificados en Oriente, incluidos Bauto y Arbogasto el Viejo. Pero el comandante en jefe Flavius Saturninus debió concluir, en octubre de 382, un tratado con los godos de Tracia. El fœdus del 3 de octubre de 382 establecido con Fritigern autorizaba a los visigodos a establecerse entre el Danubio y el Hémus. Como nación independiente afincada en la tierra del imperio, permanecían sujetos a sus propias leyes y estaban exentos de impuestos, pero no obtuvieron permiso para casarse con ciudadanos romanos, los únicos que conservaron solo las leyes romanas. La tierra en la que se establecieron seguía siendo tierra del imperio, incluso si los godos disfrutaron en ella de cierta autonomía. A cambio, debían servir como federados pero comandados por sus propios líderes que permanecerían bajo la jurisdicción de los oficiales superiores del ejército romano. El tratado estableció un precedente: una nación germánica federada podía establecerse dentro de las fronteras del imperio manteniendo su estatus como nación independiente y, en teoría, tratar a Roma como iguales. Este tratado ha sido visto a menudo en el pasado como el comienzo del fin del Imperio de Occidente, ya que los bárbaros nunca antes habían alcanzado tal estatus de autonomía y se habían establecido tan cerca de Roma. Sin embargo, varios académicos contemporáneos argumentan que no difiere fundamentalmente de tratados similares. Roma continuaba reivindicando su autoridad sobre todo el imperio mientras tenía tanto una nueva fuerza de trabajo rural como nuevas tropas permanentes, ya que los ciudadanos romanos por nacimiento dudaban cada vez más de enrolarse en el ejército, incluso si posteriormente, se observa que los altos salarios otorgados a los nuevos soldados constituían una carga financiera significativa. Por tanto, esos mismos investigadores consideran ese tratado de 382 más bien como el comienzo del proceso que conduce a la creación de reinos bárbaros en el territorio del imperio.

#### Los godos a la vez "federados" y enemigos de Roma
Los nuevos federados jugaron un papel importante en la política militar de Teodosio. Este perseguía con determinación una política realista y, contrariamente a lo que afirma Jordanes, no era ese «amigo de los godos» como demuestra la alta tasa de bajas dentro de sus tropas. Sin embargo, la política de integración liderada por el emperador no logró reconciliar a todos los godos. Mientras que algunos, como Fravitta, permanecieron leales a Roma, otros consideraron que las concesiones del tratado eran insuficientes. Ya en 391 algunos de ellos se rebelaron y solo fueron derrotados por el general romano Estilicón con dificultad. En 392, se renovó el tratado de 382; fue en esa ocasión cuando aparece por primera vez en las fuentes el nombre de Alarico, descendiente de la aristocrática familia de los Balthes y cabeza de un nuevo pueblo emergente, los visigodos.

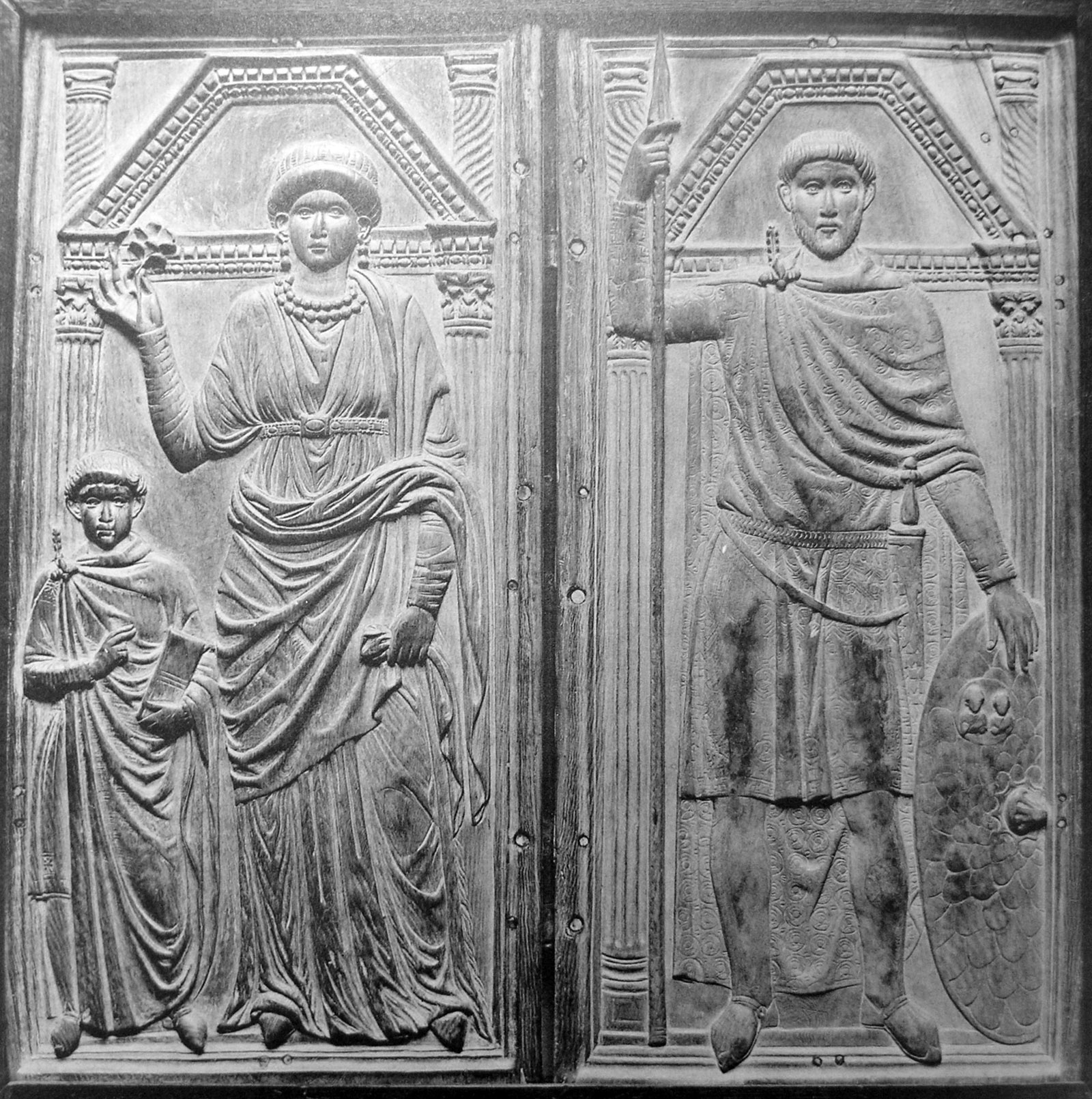
Díptico que muestra al generalísimo Estilicón con su esposa Serena y su hijo Eucherius (c. 395)

En 394, en la guerra que lo enfrentó al usurpador Eugenio, el ejército de Teodosio incluía tropas romanas bajo el mando de Timasius y de Estilicón, a federados godos bajo el de Alarico y de Gainas y a contingentes orientales (armenios, árabes y medos) bajo el liderazgo del príncipe georgiano Bacurius. Los godos sufrieron grandes pérdidas en esa ocasión; no es imposible que Teodosio actuara deliberadamente para debilitar a un enemigo potencial. La muerte de Teodosio en Milán en 395 liberó a las partes de sus obligaciones; los godos obtuvieron así permiso para regresar al Este, pero pronto se dieron cuenta de que los territorios que les habían sido asignados habían sido devastados por los hunos. Amer, Alarico se dirigió a Constantinopla para obtener un nuevo tratado por la fuerza. Los siguientes dos años, los riesgos del enfrentamiento entre Roma y los godos fueron numerosos, Estilicón oponiéndose a los visigodos mientras Alarico multiplicaba el vaivén entre el este y el oeste. Además, la partición de 395 entre los dos hijos de Teodosio, Honorio (r. 395-423, Occidente) y Arcadio (r. 395-408, Oriente), dio lugar a nuevos conflictos que se agravaron rápidamente.
Arcadio debió comprar la paz finalmente al nombrar a Alarico magister militum per Illyricum y encargar a los visigodos que ocupasen Iliria que el emperador de Occidente Honorio controlaba, afirmara luego, desafiando sus derechos. En 397, los godos ocuparon la región y luego la abandonaron en 401, probablemente debido al desarrollo del sentimiento anti-godo en pleno apogeo en Oriente y al carácter severo de la región. Las bandas partieron hacia la cercana Italia a lo largo de las orillas del Adriático. Para salvar a la amenazada Italia, Occidente estaba reuniendo todas sus fuerzas en un esfuerzo supremo. Estilicón llamó a las legiones que defienden la Galia, Noricum, Recia, el paso del Rin y el Danubio. Derrotó a los bárbaros en dos grandes batallas, en Pollentia y en Verona, y los rechazó en Friuli. A pesar de esas victorias, las agotadas finanzas del Imperio ya no le permitían mantener en las fronteras sólidos ejércitos capaces de contener por doquier el empuje de los germanos rechazados por Atila cuyas hordas continuaban avanzando triunfantes hacia el oeste. Estilicón había salvado a Italia pero dejaba indefensas a todas las provincias al norte de los Alpes.
Después de unos años, Estilicón, que se había convertido en el verdadero hombre fuerte de Occidente, trató de utilizar a los godos para sus propios fines. Planeó una expedición para recuperar Iliria, pero debió renunciar a esa empresa en 406, cuando, inesperadamente, bandas de germanos procedentes de las provincias de Nórico y de Recia cruzaron los Alpes bajo el liderazgo de Radagaiso, devastando la Cisalpina y marchando hacia Roma pidiendo tierras. Por segunda vez, Estilicón tuvo que reunir sus tropas a toda prisa y logró derrotar a las tropas de Radagaiso cerca de Florencia. Por su parte, Alarico, sintiendo un odio anti-germano en aumento en Occidente similar al que se había manifestestado unos años antes en Oriente, llevó a sus propias tropas a la frontera italiana en 401 y exigió al gobierno imperial en Ravena importantes compensaciones financieras. Estilicón, cada vez más aislado en la corte de Rávena, no intervino cuando, en agosto de 408, soldados de nacionalidad romana masacraron a los líderes germánicos presentes en el entorno del emperador. Abandonado por sus aliados godos, Estilicón fue ejecutado el mismo mes.

#### La conquista y el saqueo de Roma en 410

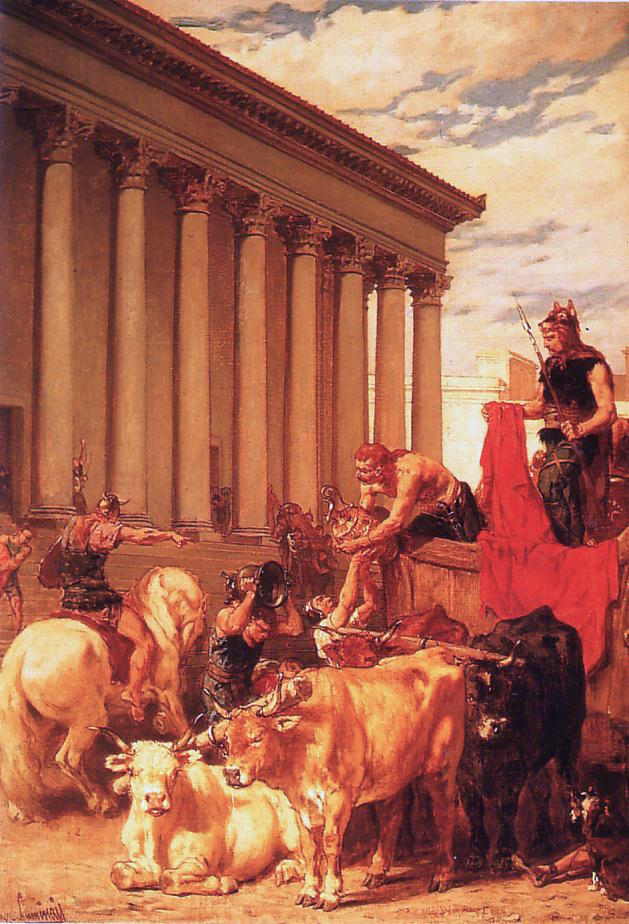
El saqueo de Roma de Evariste-Vital Luminais (Nueva York, Sherpherd Gallery)

En noviembre de 408, los no católicos fueron excluidos del palacio; en toda Italia, las familias de los soldados godos fueron masacradas. A finales del mismo año, Alarico tomó nota de ese cambio de política, presionando a la autoridad romana: sus ejércitos, intactos, fueron reforzados por varios contingentes godos que habían servido en el ejército romano bajo Estilicón, incluidos 12 000 soldados que habían desertado de las fuerzas de Radagaiso. El débil emperador Honorio se negó a negociar, tanto que Alarico decidió denunciar el tratado celebrado previamente y marchar sobre Roma, lo que hizo tres veces. Desde hacía años Roma ya no era la capital del imperio, pero la ciudad no había perdido nada de su valor simbólico. En octubre de 408, la población de Roma, sometida al hambre, pudo evitar la destrucción de la ciudad pagando un fuerte tributo. A pesar de esto, ni los senadores ni el obispo de Roma lograron convencer al emperador seguro en Rávena para que negociase, por lo que Alarico volvió a aparecer a las puertas de Roma donde hizo nombrar emperadoral al senador Prisco Atalo. Este último, sin embargo, no cumplió con las expectativas de Alarico y fue despedido unos dos años después. Al mismo tiempo, las esperanzas de Alarico de poder cruzar el mar hacia el norte de África se derrumbaron. Al menos, los godos lograron derrotar al general romano Sarus, un antiguo competidor de Alarico a la cabeza de los godos. Al quedarse sin opciones, Alarico solo vio una solución: el 24 de octubre de 410, los godos se apoderaron de la vieja metrópoli del Tíber y la saquearon. Alarico, cristiano como la mayoría de los godos, simplemente ordenó que se respetaran las iglesias.
La responsabilidad del saqueo de Roma, el primero desde la invasión de los galos en 387 a. C. se debió sin duda a la terquedad de Honorio. Calculó mal la gravedad de la situación y se vio privado de importantes consejeros como Estilicón para tratar con los godos. Roma sobrevivió a ese saqueo. Durante tres años, los godos permanecieron en Italia. Al pasar por Campania, Alarico deseó llevarlos a Sicilia, pero murió repentinamente no lejos de Cosenza en 410. Los visigodos reconocieron a su cuñado Ataulfo (r. 410-415) como sucesor de Alarico. Para deshacerse de él, Honorio se resignó a darle en matrimonio a su hermana Gala Placidia.y le encargó de utilizar a sus fuerzas para expulsar a los vándalos que todavía ocupan el sur de la Galia. Fue allí, entre 416 y 418, donde acabó concluyéndose un acuerdo que les dio un terreno fértil en la Aquitania segunda y vio a su líder reconocido como interlocutor oficial de Roma. La política de Roma hacia los godos había evolucionado, y ocho años después del saqueo de Roma, su establecimiento en la Galia fue visto como un medio para estabilizar el imperio.
La captura de Roma y su saqueo enviaron una onda de choque por todo el imperio. Entre los cristianos, a veces se consideró como las primicias del fin del mundo, mientras que los paganos lo vieron como un castigo para un pueblo que se había alejado de los dioses ancestrales. Agustín de Hipona (hoy Annaba en Argelia) encontra en ella la fuente de inspiración para su obra De Civitate Dei contra paganos en la que relativiza el acontecimiento, desligando el destino del cristianismo del del Imperio. Por otro lado, el historiador cristiano Paulo Orosio intenta en su obra Historiae adversum paganos demostrar que la Roma pagana merecía un destino aún peor que el que le había sido reservado. Los efectos de esas discusiones entre especialistas fueron profundos, sin embargo menos en el nivel político que en el filosófico, y por tanto se sintieron durante siglos.

### El cruce del Rin en 406/407 y sus consecuencias: los godos en Aquitania y los vándalos en el norte de África

Mapa de la migración de pueblos danubianos hacia el Rin en el año 406

Mapa de la Galia con detalle de los saqueos producidos durante la invasión de la Galia en el año 407

#### La debacle en la frontera del Rin: invasiones y usurpaciones
El 31 de diciembre de 406, varias tribus bárbaras cruzaron el Rin helado cerca de Mogontiacum (ahora Maguncia). Los motivos de ese cruce aún dividen a los historiadores que dudan entre la huida de los hunos o las expediciones de saqueo. Los vándalos, los suevos y los alanos constituyen los tres pueblos principales implicados en esta travesía. Los vándalos, divididos en dos grupos, los asdingos y los silingos, se establecieron alrededor del año 400 en el sur de lo que hoy son Polonia y Bohemia, aunque una parte de entre ellos fue fijada por el emperador Constantino en Panonia. Durante el invierno de 401/402, atacaron por sorpresa la provincia romana de Recia; una parte de ellos se unió a la expedición de Radagaiso. Es más difícil determinar el origen de los suevos. Si bien este nombre aparece en las fuentes del inicio del imperio, desaparece entre 150 y 400 y probablemente designase a ciertos grupos marcomanos y cuados, antiguos miembros de la antigua confederación sueva que se establecieron, como los vándalos, en la región del Danubio Medio, al oeste de los Cárpatos. Los alanos iranios fueron expulsados de sus territorios tradicionales por los hunos. Una parte de ellos se unió en 405/406 a las fuerzas de Radagaiso para luego mezclarse con los vándalos. Los suevos terminaron uniéndose a ellos y, juntos, se adentraron en el interior de la Galia. Los francos federados, ya establecidos en esos territorios desde mitad del siglo IV, fracasaron en sus intentos de detener a los asaltantes. Las fuentes no permiten seguir cada una de las invasiones en todos sus detalles. Según todas las apariencias, los invasores se habrían dirigido primero al oeste y al norte de la Galia antes de dar la vuelta y encaminarse al sur y al suroeste. Las fuentes indican claramente la devastación perpetrada durante esa invasión sin que las pocas tropas romanas estacionadas en el Rin pudieran oponerse realmente a ella. Sin embargo, unos años más tarde, la defensa del Rin fue reforzada, al menos durante algún tiempo. El distrito militar de Maguncia logró restablecerse tras esta invasión de 406/407.
El cruce del Rin en 406/407, comparable a la ruptura de un dique, constituía un hecho previsible desde hacía algún tiempo. Así, hacia el año 400, la sede de la prefectura de la Galia, que junto con la prefectura de Italia constituía la autoridad administrativa más septentrional del Imperio occidental, fue transferida desde Tréveris a Arlés. El éxito de los invasores se benefició de las luchas descritas anteriormente entre Estilicón por un lado, y Radagaiso y los godos por otro, por lo que Galia estaba prácticamente vacía de tropas. Esto sería probablemente lo que explicaría los intentos de Estilicón de ganarse a los godos de Alarico y, con su ayuda, restaurar el orden. La muerte del general en 408 habría puesto fin a esos planes. El usurpador Constantino III, el último de una larga lista de usurpadores llegados de Bretaña, pasó con el resto de las tropas británicas en la Galia y estableció allí su propia autoridad. La salida de las tropas romanas de la isla presagiaba la pérdida de Gran Bretaña a corto plazo; los pictos y diversas tribus irlandesas se establecieron en esa provincia romana que adquirió de facto un estatus de autonomía. Fue por ello por lo que se pidió ayuda a los sajones en 440, lo que permitió un dominio germánico en la isla, aunque los pequeños reinos romano-británicos pudieron sobrevivir durante mucho tiempo en Gales y en el suroeste de Inglaterra.

Mapa del Imperio occidental durante la primera mitad del año 410 (antes del saqueo de Roma por Alarico) con detalle de las zonas controladas por cada uno de los 4 emperadores existentes (Honorio, Atalo, Constantino y Máximo).

Proclamado emperador por sus tropas en 407, Constantino III logró concluir acuerdos con ciertas tribus germánicas de la Galia, calmando así los disturbios allí mientras aumentaba sus propias fuerzas. Después de establecer su residencia en Arlès, en el sur de la Galia, extendió su autoridad sobre Hispania. A finales de 409, sin embargo, no pudo detener la invasión de los vándalos, los alanos y los suevos, que se establecieron en España; terminó siendo derrotado por el general Constancio (futuro Constancio III) y ejecutado en noviembre de 411. A pesar de esa derrota, la agitación se reanudó en la Galia cuando la aristocracia gala proclamó emperador a uno de los suyos, Jovino, con la ayuda de los alanos comandados por Goar y de los burgundios que avanzaron sobre el Rin para crear pronto su propio reino.
El emperador Honorio (r. 395-423) parecía haber perdido todo el control sobre la Galia. De Hispania surgió un nuevo usurpador, Máximo, que no consiguió imponerse de forma duradera. Luego, dirigidos por Ataúlfo, el sucesor de Alarico I, los godos, retirados de Roma, apoyaron a Jovino. Tal como había sucedido con otro usurpador, Átalo, esa alianza no iba a durar mucho y Ataúlfo abandonó rápidamente a Jovino. Ataulfo se casó en 414 en Narbona con la hermana de Honorio, Gala Placidia, quien había caído en manos de los godos durante el saqueo de Roma; al año siguiente, sin embargo, Ataulfo fue asesinado. Ataulfo transformó a los godos en una especie de ejército nómada a caballo; habría declarado durante las ceremonias nupciales que deseaba reemplazar la «Romania» por una «Gotia». Tanto si la anécdota es verdadera como falsa, demuestra que los godos querían establecerse de forma permanente en un territorio reconocido como suyo por Roma. Esto es también lo que explica por qué Ataulfo tenía un fuerte deseo de aliarse mediante el matrimonio con la dinastía teodosiana, algo que le resultaba difícil como godo y cristiano que profesaba el arrianismo.

#### El establecimiento de los godos en Aquitania
Constancio III, el general en jefe de Honorio, mostró un gran talento militar durante la guerra contra el usurpador Constantino III (r. 409-411). Entonces se hizo evidente que necesitarían más soldados para combatir con éxito a los invasores. Por ello el gobierno de la parte occidental del imperio apeló de nuevo a los godos. Su líder desde finales de 415 era Wallia (r. 415-418); su principal objetivo era continuar la guerra contra los romanos para poder llegar al norte de África. Sin embargo, desde los primeros meses de 416 tuvo que capitular ante Constancio. Galia Placidia regresó a escena al casarse con este último el 1 de enero de 417. Constancio aparece así cada vez más como el heredero de Estilicón. Los godos se convirtieron en foederati y Constancio los obligó a luchar contra los germanos y los alanos que habían entrado en Hispania, lo que los godos hicieron con cierto éxito.
En 418, a los visigodos se les asignó la Aquitania segunda en el suroeste de la Galia como hogar permanente. Las cláusulas de los tratados de 416 o 418 no se conocen y deben deducirse de citas dispersas de las fuentes. La investigación contemporánea, por tanto, permanece dividida en puntos esenciales. La subyugación (deditio) era la consecuencia lógica de un tratado (fœdus): los visigodos se instalarían en el valle del Garona, desde Toulouse hasta Burdeos. Una de las incógnitas es saber si los godos, como era habitual en el sistema de las federados romanos, debian ser aprovisionados de acuerdo con el sistema de la hospitalitas, o si se les asignaba tierras o si recibían una parte de los ingresos fiscales. Además de los diferentes términos del tratado, las consecuencias de esa colonización siguen siendo controvertidas. Así, la política cada vez más expansionista que los visigodos practicarón a partir de entonces, fruto de la debilidad del gobierno romano, conducirá a la obtención de un estatuto de autonomía de facto; y la creación de un llamado reino de los godos con Toulouse como primera capital, y luego en Toledo, habría sido un factor de estabilidad en la región. Esa colonización se habría hecho con el acuerdo de la alta sociedad galorromana que no veía ninguna amenaza ya que los godos constituían solo una pequeña fracción de la población romana local, una observación que generalmente podría aplicarse a todas las gentes que se pusieron en movimiento durante ese período.

#### Los vándalos en Hispania y la conquista de la provincia de África

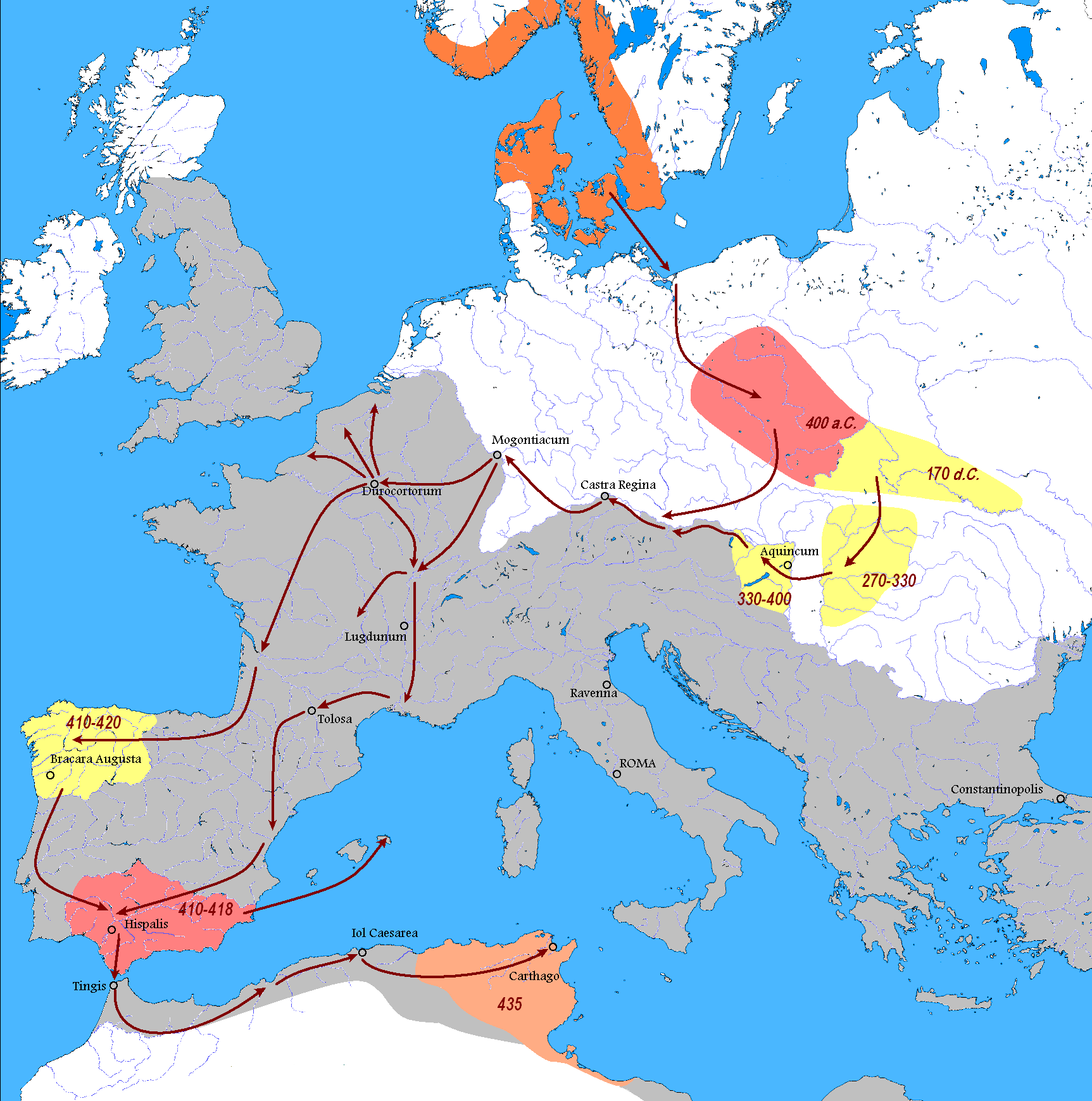
Mapa que ilustra la invasión de los vándalos

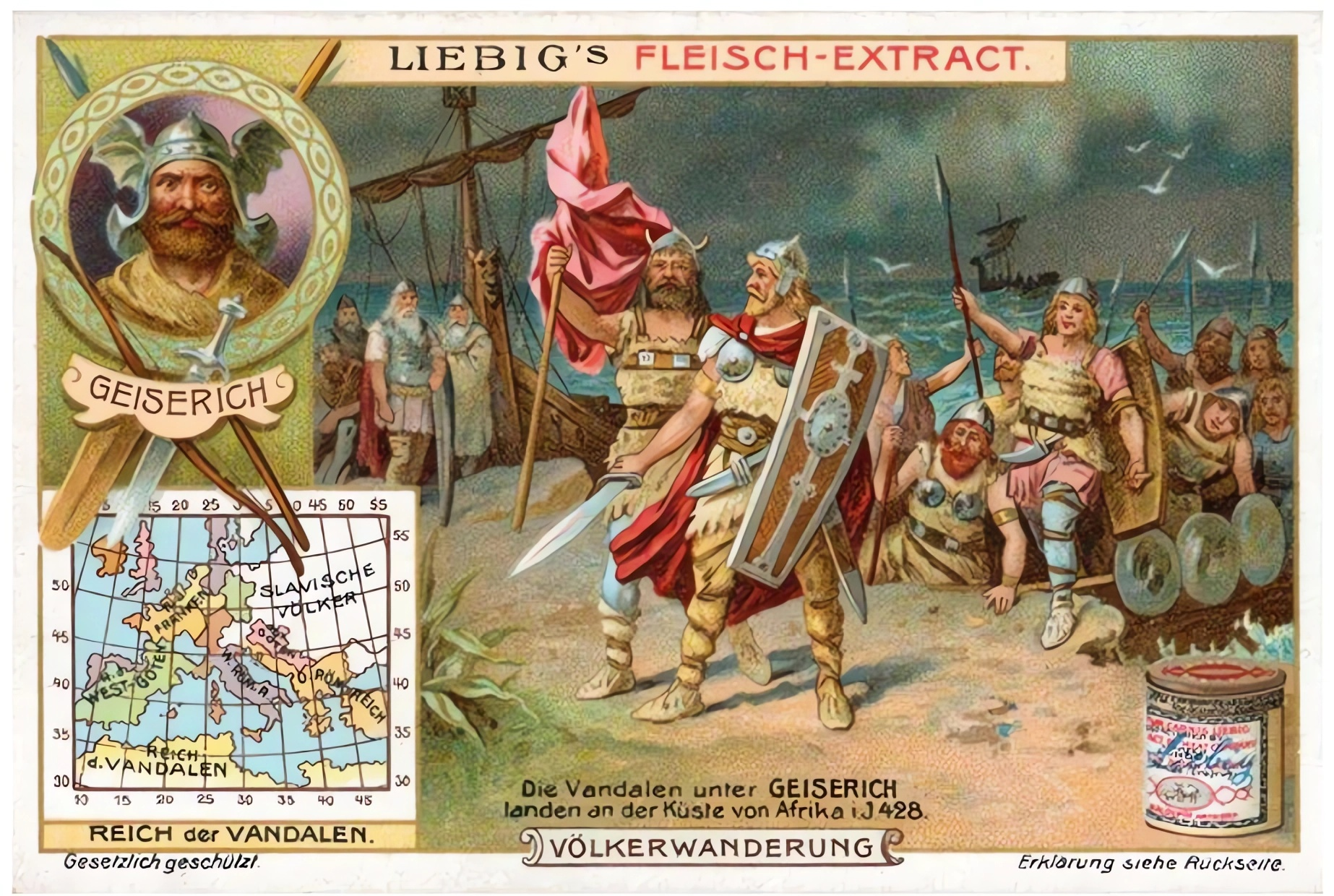
Los vándalos dirigidos por Genserico cruzaron el estrecho de Gibraltar y desembarcaron en la costa de Mauritania (actual Marruecos) en 429.

Mientras tanto, los vándalos, así como gran parte de los suevos y de los alanos, abandonaron la Galia en 409 para dirigirse hacia Hispania. Una de las fuentes más importantes de los hechos ocurridos en la península ibérica son las Crónicas del obispo Hidacio de Chaves. Este relata elocuentemente el miedo que sentía la población ante la devastación que siguió a la llegada de los invasores. En 411 consiguieron arrebatarle con una feroz lucha un tratado al gobierno de Rávena, de cuyo contenido informó el obispo Hidacio: parte de los vándalos y de los suevos fueron asignados al noroeste de la península ibérica; los alanos a Lusitania y a la región de Cartagena; los vándalos silingos a la Bética (aproximadamente la actual Andalucía). Cuando en 416 los visigodos entraron en Hispania como pueblo federado para librar a la península de invasores, masacraron a la mayoría de los silingos y alanos que se habían asentado en el sur. Los supervivientes se reunieron alrededor del rey vándalo Gunderico (r. 407-428). Este resulta unificador, por lo que alanos y vándalos formaron rápidamente un grupo homogéneo. Mientras que los suevos permanecieron en el noroeste, los vándalos y los alanos se movieron hacia el sur. En 422, derrotaron a un ejército romano y conquistaron el principal puerto de la flota romana, Cartagena. Muy rápidamente, se convirtieron en atrevidos piratas.
Tras la muerte de Gonderico, su hermanastro Genserico (r. 428-477) tomó el mando en 428. Sería uno de los líderes más notables de todo el período de las grandes migraciones. Jordanes, en su De origine actibusque Getarum [El origen y las hazañas de los godos], dejó un retrato detallado de Genserico aunque cabe preguntarse si, escrito mucho después de la muerte del rey vándalo, realmente correspondía a la realidad. Desafortunadamente, no se tiene ningún testimonio de los propios vándalos. Sin duda, Genserico era un líder decidido y un hombre hambriento de poder que podía actuar cuando era necesario con la mayor brutalidad. Para asegurarse ese poder, no dudó en hacer asesinar a la familia de Gunderico. También fue un militar y un hábil político cuyas capacidades se verán confirmadas en el transcurso de los acontecimientos. En 429, los vándalos y los grupos que se les habían unido, unas 80 000 personas cruzaron el estrecho de Gibraltar y se establecieron en el norte de África. Su objetivo era apoderarse de la provincia de África, granero del Imperio de Occidente y una de las regiones más urbanizadas de todo el imperio. Los visigodos se habían propuesto el mismo objetivo tras el saqueo de Roma, pero habían fracasado. Los vándalos partieron de Ceuta para cruzar unos 2000 km en dirección este y se apoderaron de muchas localidades romanas a su paso. En 430, se encuentran ante Hipona cuyo obispo, famoso teólogo, Agustín de Hipona (san Agustín), murió durante el asedio. Los vándalos se apoderaron de Cartago, que en ese momento era una de las ciudades más grandes del imperio y uno de sus puertos más importantes. Aunque no lograron apoderarse de la ciudad, los vándalos lograron algunas hazañas notables de cuyo telón de fondo se informa de manera diferente por varias fuentes. Así Procopio de Cesarea, un escritor que vivió en el siglo VI, informó como parte de sus Historias (o Historias de guerra) como los vándalos habrían sido invitados de acuerdo a las normas por parte del comandante romano para África, Bonifacio, porque había tenido problemas con Rávena. La investigación contemporánea generalmente no mantiene esa hipótesis, porque Bonifacio luchó contra los vándalos en cuanto partieron con todos los medios a su disposición. Además, la situación entre Rávena y Bonifacio ya se había regularizado en 429, de lo que las fuentes de la época no hablan.
De todos modos, los medios a disposición del Imperio de Occidente no fueron suficientes para detener a los vándalos. Para poder permanecer en Cartago, el Imperio resolvió concluir en 435 un tratado cuyas cláusulas se desconocen. A los vándalos se les concedió la parte de la provincia ya conquistada. Sin embargo, en 439, Genserico aprovechó la oportunidad y cayó a Cartago donde se apoderó de la flota romana que estaba estacionada allí, cortando así a Roma de su tradicional suministro de cereales. El Imperio de Occidente no tuvo más remedio que reconocer su derrota en un nuevo tratado en 442. La más rica de las provincias romanas estaba entonces oficialmente en manos de los germanos que, además, se convirtieron en una importante potencia marítima. En este punto, los vándalos se distinguieron de otros pueblos germánicos, tal como lo harán en el trato reservado a las poblaciones autóctonas locales.

### El Imperio huno y el fin del Imperio romano de Occidente

#### El imperio de los hunos en el Danubio y el ascenso de Aecio

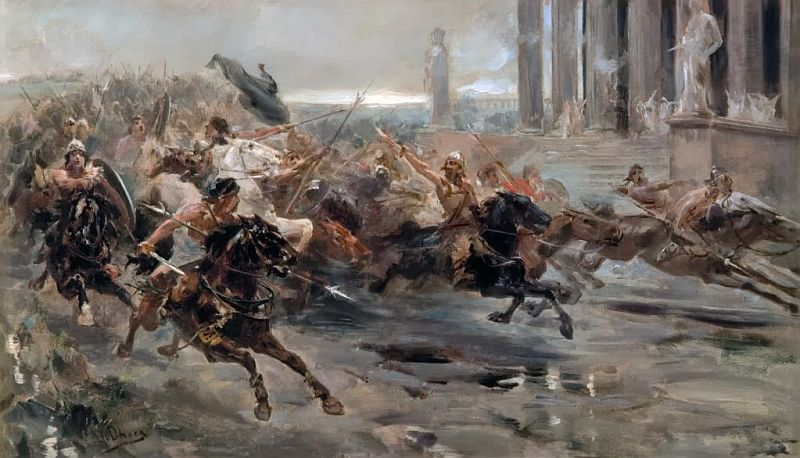
Los hunos surgiendo sobre Italia, lienzo de Ulpiano Checa, 1887.

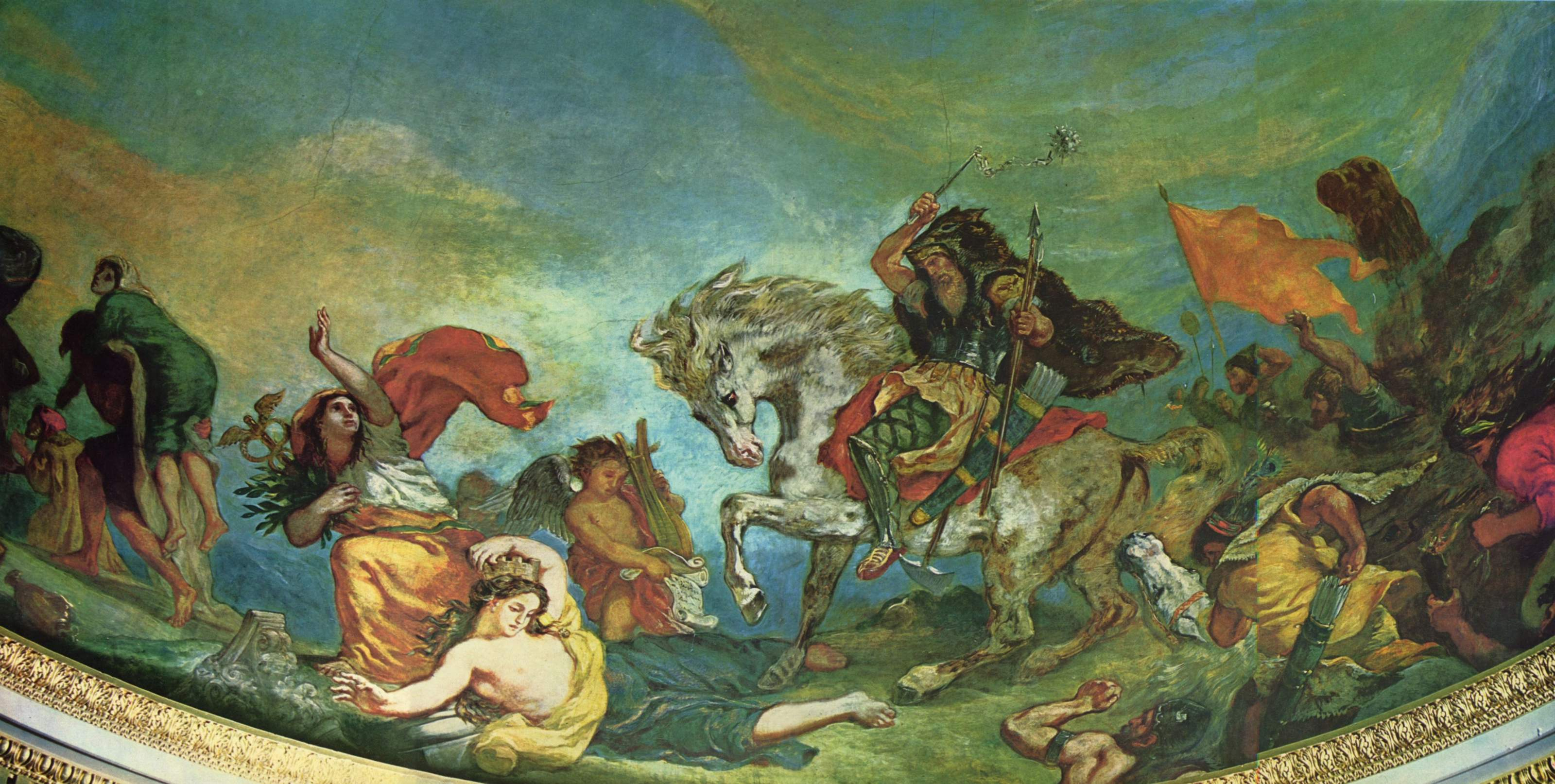
Atila y sus hordas invadiendo Italia, obra de Eugène Delacroix (1798-1863)

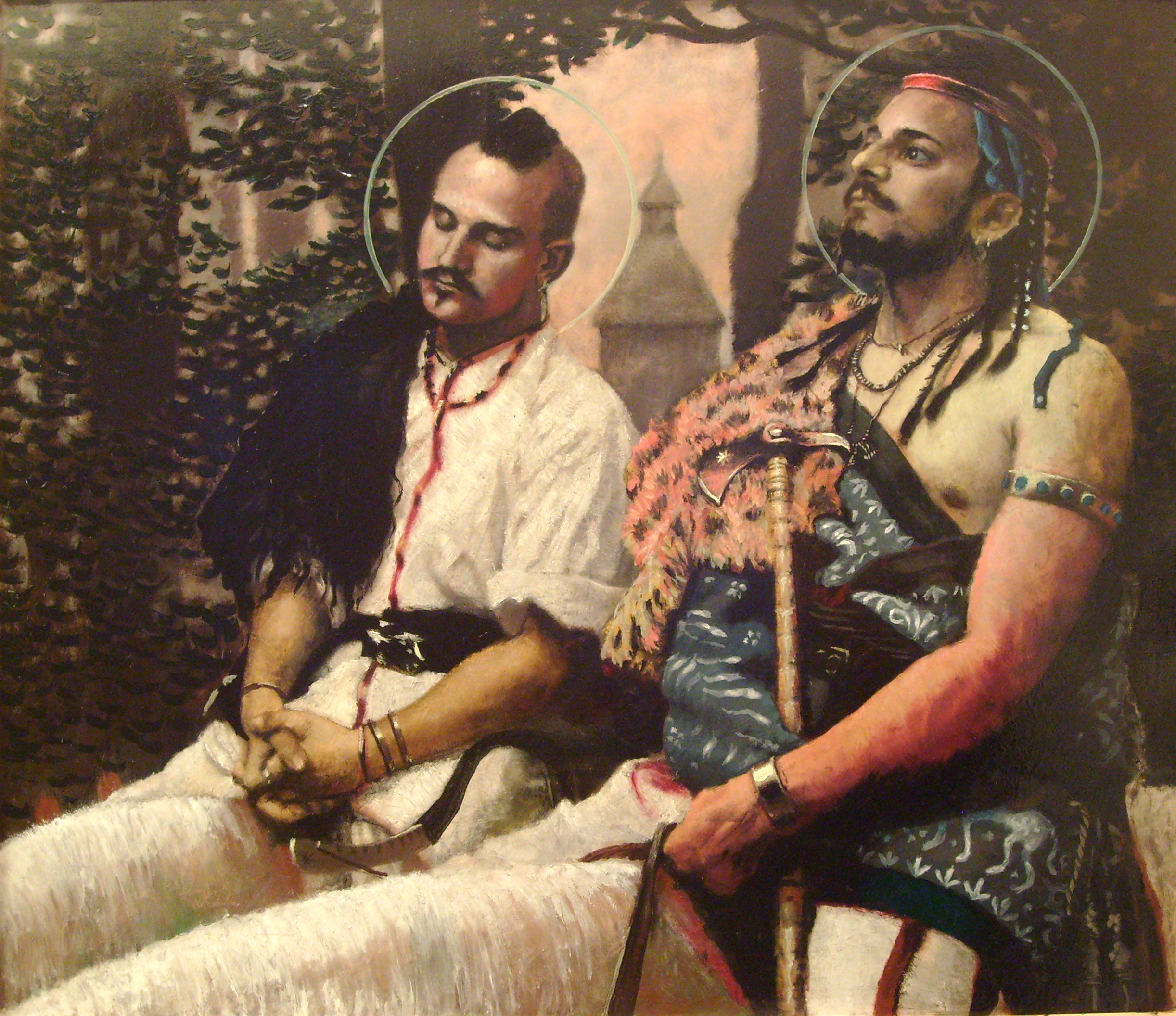
Bleda y Atila, mientras rezan, por Tamás Tulipán

Las fuentes informan que los hunos cruzaron el río Don en 375 y que derrotaron a los alanos y los greutungos; pero durante las décadas siguientes las menciones a ellos son prácticamente inexistentes. Solo se sabe que los hunos estaban aumentando las incursiones. Durante mucho tiempo parece que no habrían actuado bajo un mando unificado, ni siquiera habrían tenido una política común. Sin embargo, los hunos demostraron ser capaces de coordinar operaciones militares, como muestra su invasión del Imperio sasánida y de las provincias romanas orientales en el verano de 395. En el invierno del mismo año, grandes contingentes de hunos se precipitaron hacia los Balcanes. Sin embargo, todavía no se podría hablar en ese momento de un imperio huno, porque no se aprecia una forma de organización que reúna a todos los grupos.
El primer soberano que se puede identificar concretamente con un jefe de los hunos (la figura de Balamir o Balamber no es de ninguna manera segura) fue un tal Uldin, que alrededor de 400 reinaba sobre los hunos al norte del bajo Danubio, quizás en el territorio que ahora es Rumanía. Durante el mismo período, el magister militum Gaïnas, un godo, intentó desempeñar con el emperador Arcadio en la corte de Constantinopla, un papel similar al desempeñado por Estilicón en Occidente. Esto refleja tanto la importancia del papel desempeñado por este «maestro de las milicias» que, en Oriente, puede seguirse mucho mejor en el siglo V que en Occidente, y el peso de los foederati del Imperio. Tras la llegada al poder del antigermanista Aureliano, que se había convertido en prefecto del pretorio, Gaïnas entró en Constantinopla con sus bárbaros, pero pronto la abandonó, lo que dio la señal de una masacre de godos en la ciudad. Cazado por el godo pagano Fravitta, Gaïnas cruzó el Danubio y fue derrotado por Uldin. Este último, cuyo territorio se extendía hacia el oeste hasta la actual Hungría, concluyó un acuerdo con Estilicón en 406 para detener el avance de los godos de Radagaiso. Aunque Uldin dominaba un vasto territorio, en ningún momento pudo pretender gobernar a todos los hunos. En 404/405, Uldin ya se había apoderado de territorios pertenecientes al Imperio de Oriente, una hazaña que repitió en 408. Sin embargo, debió devolverlos a partir de entonces, y murió poco después.
Si bien el movimiento de los hunos hacia el oeste habría encontrado una fuerte resistencia aquí y allá de otros grupos bárbaros, se aprecia la lenta creación de un centro de autoridad suprarregional en los Cárpatos orientales. Lamentablemente, se dispone de muy poca información sobre el tema. Las escasas fuentes, sin embargo, mencionan en varias ocasiones a tropas de hunos que llegaban en apoyo del ejército romano. En 427, los romanos habrían terminado cediendo la región de Panonia a los hunos, pero el hecho es controvertido. Varios líderes presiden los destinos de los hunos como Charaton pero se sabe poco sobre ellos. Hacia 430, dos hermanos Oktar y Ruga llegaron a la cabeza de los hunos que vivían a lo largo del Danubio. Después de la muerte de Oktar en 430, Ruga continuó gobernando por su cuenta y parece haber logrado imponer un poder más organizado que antes. En 433, el general Aecio (Flavius Ætius), nombrado «magister militum per Gallias», concluyó un acuerdo con Ruga. Aecio, que se había criado en la corte imperial de Rávena y que luego había sido enviado como rehén a la corte de Alarico, y luego a la de Ruga, se convirtió en amigo del joven Atila, sobrino de Ruga (y su futuro sucesor). Durante años, Aecio utilizó a varias tribus, incluidos los hunos, para luchar contra visigodos, burgundios, alanos, francos y otros, defendiendo así el trono de Valentiniano III y convirtiéndose en el verdadero señor del Imperio de Occidente.
 En 436, Aecio también derrotó a los burgundios del rey Gondicaire y los obligó a aceptar la paz. Al año siguiente, envió a los hunos para destruirlos; 20 000 burgundios murieron en una batalla, una de las bases posibles para la leyenda de los Nibelungos. En 443, negoció el reasentamiento de los burgundios supervivientes en Sapaudia (la futura Saboya, precisamente en los territorios entre los Alpes y el Jura). También relocalizó en la región de Orleans a parte de los alamanes, que permanecieron en la Galia. En sus esfuerzos por mantener la soberanía del Imperio sobre la Galia, luchó contra los francos que gradualmente se asentaron en el Rin, así como contra los bagaudes que agitaron la Galia e Hispania.
Ruga murió en 434. No es imposible que fuera asesinado por orden de sus sobrinos Bleda y Atila, quienes luego tomaron el mando de gran parte de los hunos entonces establecidos en Europa.

#### Atila, líder de los hunos

Mapa que muestra el imperio huno bajo Atila (hacia 450)

Un mapa histórico que muestra la invasión de los hunos a la Galia en 451, que condujo a la batalla de Chalons. Se muestran las rutas generalmente aceptadas, junto con las ciudades mayores amenazadas o saqueadas por los hunos.

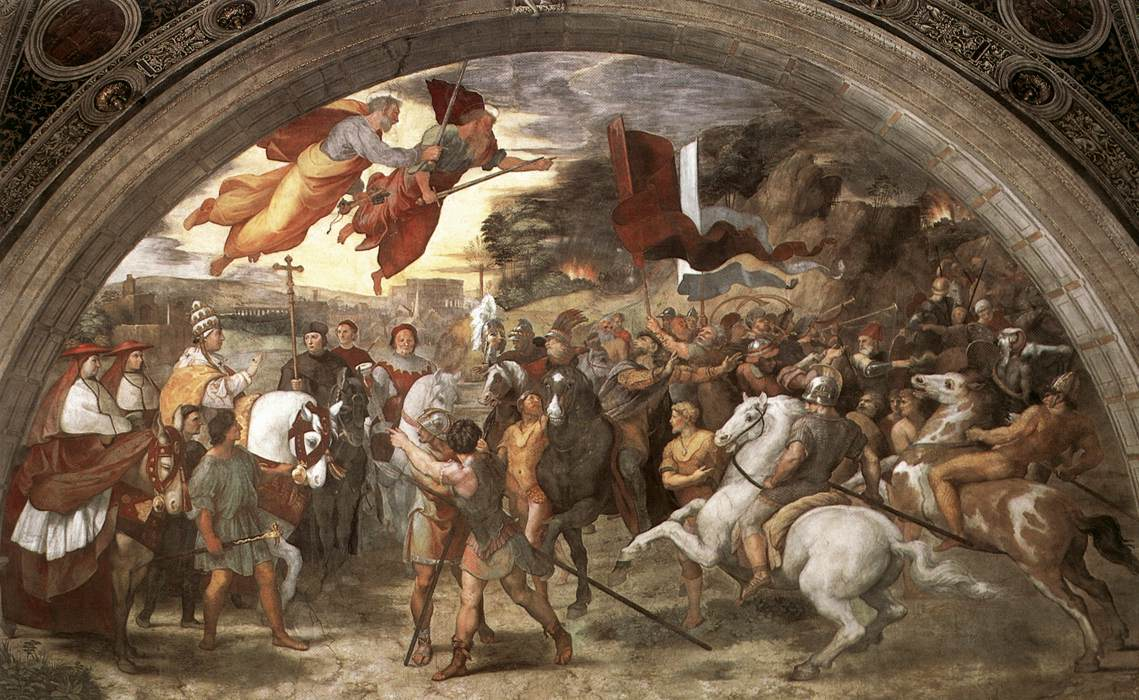
El encuentro entre León el Grande y Atila, obra de Rafael, representa al papa León I, escoltado por san Pedro y san Pablo, reuniéndose con Atila fuera de Roma

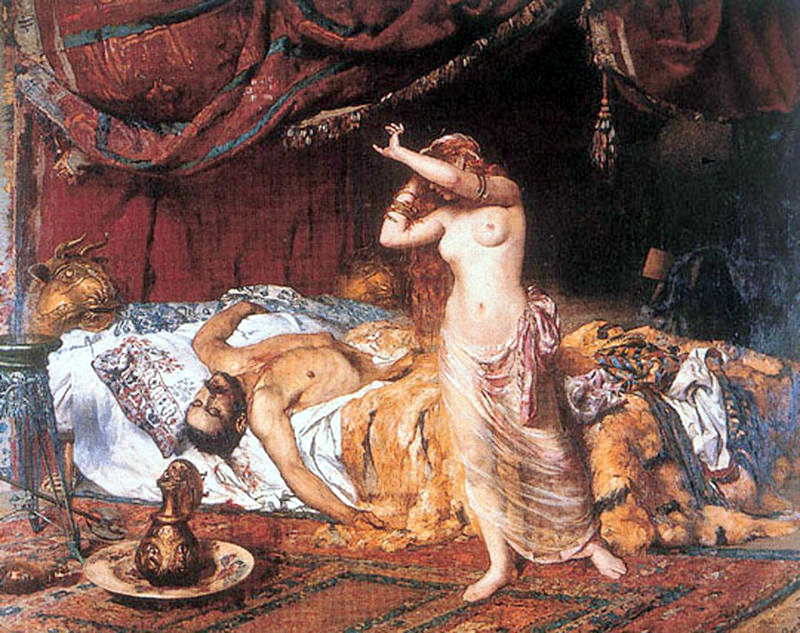
La muerte de Atila, de Ferenc Paczka.

Aunque Atila (r. 434-453) ha adquirido una fama considerable, aunque negativa, en la historia de Europa, se sabe relativamente poco sobre él y menos aún sobre su juventud. Después de tomar el poder, en asociación con su hermano Bleda, se dedicó a consolidar el «imperio de los hunos» fundado por su tío Ruga.
Por el tratado de paz de Margus (actual Orašje, en la desembocadura del río Morava), cuya fecha es incierta, Constantinopla aceptó no aliarse más con los enemigos «bárbaros» de los hunos y el tributo anual pagado se incrementó a 700 libras de oro (229 kg). Además, los romanos se comprometieron a abrir un mercado, cuya seguridad estaría garantizada por ambas partes, y a extraditar a los desertores que viajasen a sus hogares desde el territorio de los hunos. A pesar de ese tratado, los dos hermanos lideraron una expedición contra el Imperio de Oriente en 441 y 442 que les permitió apoderarse de las ciudades de Singidunum (Belgrado) y Sirmium (Sremska Mitrovica). Después del asesinato de Bleda (probablemente en 445), Atila se convirtió en el único líder de los hunos del Danubio. En ningún momento de su vida Atila fue el líder de todos los hunos. Para consolidar su poder sobre su entonces imperio, Atila emprendió numerosas expediciones dirigidas contra el Imperio de Oriente. Así en 447, y aunque el emperador Teodosio II (r. 408-450) elevó el tributo que se les pagaba, los hunos se adentraton profundamente en los Balcanes y se dirigieron a las puertas de Grecia. Entre los pueblos pertenecientes a su ejército se encontraban los gépidos y los godos bajo dominación de los hunos. Pronto, el emperador se vio obligado a hacer las paces con Atila.
Las dificultades experimentadas por el Imperio de Oriente solo podían alegrar al débil Valentiniano III, emperador de Occidente que subió al trono cuando era niño. El dominio ejercido por los hunos sobre un buen número de tribus germánicas reducía los riesgos de invasión a condición de que la corte de Rávena mantuviera buenas relaciones con los jefes hunos. En eso estaría trabajando Aecio, que mantenía excelentes relaciones con Ruga y a favor de mantener esa política con Atila, de quien había sido amigo en la infancia. En Constantinopla, sin embargo, no se pretendía financiar a Atila de forma indefinida. En 449, Constantinopla envió una embajada a Atila, que incluía a Priscus (o Priskos). Posteriormente contará la historia de esa embajada en una crónica de la que solo han sobrevivido algunos fragmentos. Describió su capital como una ciudad de tiendas alrededor de un promontorio donde se encontraba el palacio real construido en madera y rodeado por una alta empalizada guarnecida con torres.
Cuando en Constantinopla Marciano, el nuevo emperador, se opuso al pago del tributo tradicional, Atila se volvió hacia Occidente. Jordanes, que residió en Constantinopla en 451, informa que Honoria, la hermana del emperador occidental, amenazada con casarse por la fuerza debido a su estilo de vida libertino, le habría pedido a Atila que la liberara y se habría ofrecido a casarse con el. La investigación contemporánea ha arrojado dudas sobre esta versión de los hechos. Sin embargo, no es imposible que Atila estuviera en contacto con movimientos de oposición en el entorno del emperador de Occidente. En constante búsqueda de las ventajas que podía encontrar en Oriente y Occidente, Atila fingió unos diez años más tarde que se tomaba en serio esa propuesta y exigió la entrega de Aquitania como dote. Sin embargo, tal petición comprometía la posición de Aecio, magister militum per Gallias, enfrentándolo a su amigo de la infancia.
En 451, Atila invadió la Galia a la cabeza de un ejército imponente, que comprendía junto a los hunos un número indeterminado de contingentes de tribus sometidas o que pagaban tributo a los hunos. Sin embargo, sus esfuerzos diplomáticos para provocar la entrada en la guerra de los vándalos no tuvieron éxito. Los hunos avanzaron hacia Orleans, que asediaron. Aecio reunió entonces lo que quedaba de las fuerzas regulares romanas en la región, fuerzas compuestas cada vez por más soldados de pueblos federados como los visigodos, los francos, los sármatas y los alanos. La famosa batalla de los campos catalaunicos, cuya ubicación exacta aún se desconoce en las cercanías de Troyes, no fue la batalla decisiva descrita tan a menudo, pero Atila se vio obligado a retroceder después de la lucha. No es imposible que Aecio hubiese dejado superar a los visigodos que formaban el ala derecha de su ejército y cuyo líder, Teodorico I, murió en la batalla, con el fin de debilitar a un enemigo potencial. De cualquier manera, parece haber temido que los godos intentaran liberarse del dominio romano antes de que los hunos fueran completamente derrotados. Los romanos y sus aliados, si no bien pudieron derrotar definitivamente a los hunos, les inflingieron grandes pérdidas, destruyendo así el mito de su invencibilidad. En 452, Atila se vio obligado a retirarse a Italia. Allí logró cierto éxito, apoderándose entre otros de Aquileia. Sin embargo, esa conquista no fue definitiva. Debilitados por el hambre y las enfermedades, Atila y su ejército tuvieron que retroceder. Según la tradición, el papa León I el Grande se reunió con Atila a quien convenció de que abandonara la invasión de Roma; de hecho, la retirada de los hunos se debió más probablemente al hecho de que en el este el emperador Marciano acababa de iniciar hostilidades con miras a invadir el corazón del imperio huno. Atila se vio así obligado a regresar a Panonia para preparar una ofensiva contra Marciano y proteger su frontera oriental, especialmente en el Cáucaso. Fue allí donde murió repentinamente en 453 durante la noche siguiente a una fiesta para celebrar su matrimonio con una nueva compañera, Ildiko.
La repentina muerte de Atila condujo al desmembramiento de su imperio. La mayoría de los pueblos sumisos se rebelaron y se sacudieron el yugo huno. Fue en vano que los hijos de Atila intentasen mantener la herencia de su padre. La batalla de Nedao en 454, donde los ostrogodos lucharon junto a los hunos, marcó el final de ese imperio. El imperio de los hunos se estaba derrumbando incluso más rápido de lo que se había erigido. La cabeza de Dengizik, hijo de Atila, fue enviada a Constantinopla para su exhibición. El resto de los hunos se dispersó; todavía se les encuentra en el siglo VI en el ejército romano de Oriente. Aecio, por su parte, no pudo disfrutar de su victoria mucho tiempo: fue asesinado en septiembre de 454 de la mano misma del emperador Valentiniano III que temía el poder ejercido por su general. Poco después, en marzo de 455, el mismo emperador fue asesinado.

#### Los últimos años de Roma: los emperadores efímeros
La muerte de Aecio constituyó un acontecimiento de graves consecuencias para Roma. Incluso si el poder imperial ya no se extendía hasta los límites del Imperio de Occidente, permanecía en Italia y parte de la Galia, liderando con éxito una serie de guerras. La ambición del Aecio militar fue sin duda una de las razones por las que el poder imperial no dejó de debilitarse. También su muerte y la de Valentiniano III fueron interpretadas por muchos federados como una oportunidad para incrementar su poder a expensas del imperio. Así, el Imperio de Occidente estuvo gobernado durante sus dos últimas décadas por emperadores efímeros, varios de los cuales permanecieron en el poder solo unos meses sin que ninguno de ellos lograse estabilizar la situación.
Además, los bárbaros no solo formaban entonces el núcleo de las tropas de élite del ejército romano, sino que ocupaban cada vez más los escalones más altos. Su lealtad no puede cuestionarse; por el contrario, varios de ellos demostraron ser fieles servidores del emperador, como Bauto, Estilicón o Fravitta, quienes además intentaron adoptar el estilo de vida romano. Pero por la fuerza de las circunstancias, cuanto más aumentaba el poder de los miltares de alto rango, más disminuía la del Emperador de Occidente, especialmente porque personas como Estilicón, mitad vándalo, y Aecio y Belisario tenían sus tropas personales (bucellarii). Aunque ningún generalísimo germano tomó para sí mismo la púrpura, circunstancia imposible tanto por su origen y su pertenencia a la herejía arriana, esos líderes no dejaron de tener desde el final del siglo IV una influencia considerable. Por el contrario, en el Imperio de Oriente, los emperadores tuvieron más éxito en mantener el control de los comandantes de sus ejércitos. El emperador León I (r. 457-474) terminó el último intento real de un general de origen bárbaro, el álano Aspar, de influir en la política imperial. Fue mérito de los emperadores de Constantinopla haber sabido durante el siglo V estrechar los lazos con los señores del nuevo imperio sasánida, tradicionalmente enemigo jurado de Bizancio, relaciones mejores que nunca. Incluso cuando, tras la muerte de Atila estalló la guerra en los Balcanes con las tribus que entonces formaban los ostrogodos, que deseaban expandir su territorio de Panonia, ningún peligro amenazaba la estabilidad del Imperio oriental, incluidas las provincias más ricas que apenas se preocupaban de ello. A diferencia de sus homólogos occidentales, los emperadores del este disponían de recursos económicos sobrados para pagar a sus ejércitos e incluso, en ocasiones, para proporcionar a sus homólogos de Rávena lo suficiente para pagar los suyos.

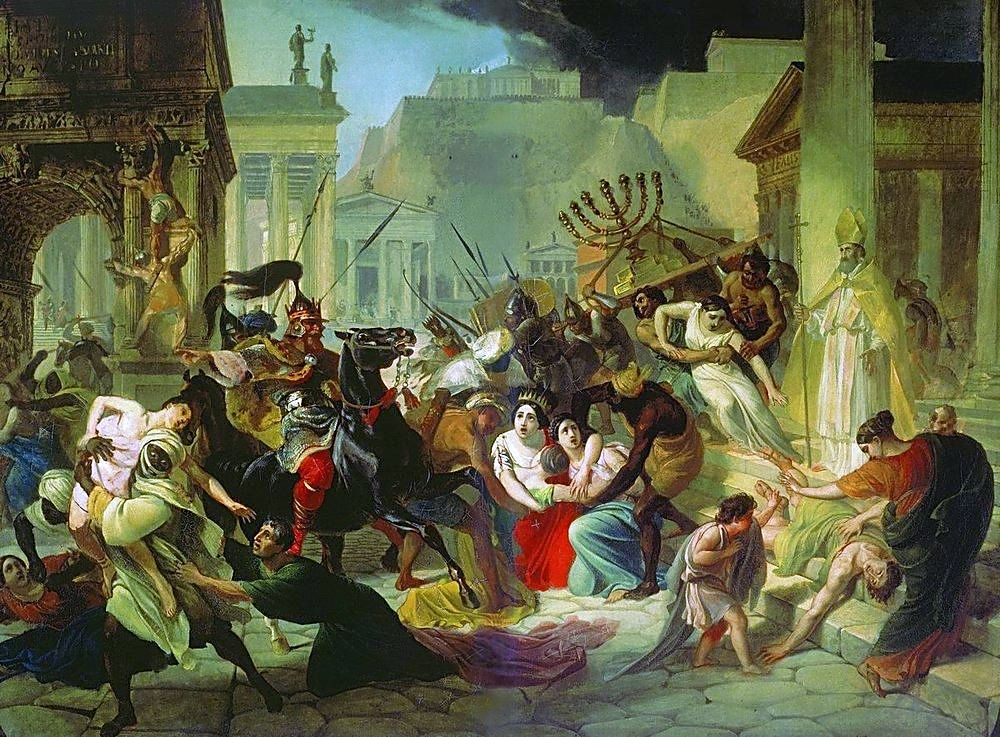
El saqueo de Roma de Genséric en 455. Lienzo de Karl Briullov (1799-1852)

Durante el mismo siglo, los disturbios de todo tipo se multiplicaron en Occidente. Roma fue así conquistada y saqueada por segunda vez en cuarenta y cinco años por los vándalos cuyo rey, Genserico, evidentemente consideraba nulo el tratado celebrado en 442 con Valentiniano III a la muerte de este emperador. Petronio Máximo (r. 455), que se había casó con Licinia Eudoxia, la viuda de Valentiniano III, tomó el poder después de su asesinato. En mayo de 455, una flota vándala que, el año anterior ya había amenazado a Sicilia, apareció en la desembocadura del Tíber. El emperador, prácticamente sin poder y totalmente privado de medios, fue asesinado el 31 de mayo por soldados burgundios. Tres días después, los vándalos se apoderaron de la ciudad, que saquearon de forma sistemática, pero no con el deseo de destrucción que sugiere el término «vándalo» hoy. Los vándalos no se marcharon solo con un rico botín, sino también con la viuda de Valentiniano así como con dos de sus hijas y muchos personajes importantes que condujeron prisioneros a Cartago. Hacia el año 460, una de las hijas de Valentiniano, Eudoxia, se casó con Hunerico (r. 477-484), el hijo de Gensérico, lo que le permitió reclamar Sicilia e Italia como parte de la herencia de Valentiniano.
Luego comenzó un período durante el que los emperadores, marionetas de los líderes militares y políticos germánicos, se sucedieron rápidamente. El primero fue Eparquio Avito (r. 455-456), descendiente de una noble familia gala y jefe de los ejércitos, proclamado emperador con el acuerdo de los visigodos, luego en campaña contra los suevos que aspiraban a ampliar su reino en Hispania. En 456, el general Flavius Ricimero, hijo de un príncipe suevo y de una princesa goda, hizo campaña contra los vándalos en Sicilia y Córcega. Ricimero fue elevado entonces por Avito al rango de magister militum. Habiendo obtenido con esa victoria una gran popularidad, Ricimero obtuvo permiso del Senado para montar una expedición contra el emperador Avito, a quien derrotó en Piacenza el 16 de octubre de 456. Tomado prisionero, Avito debió aceptar el cargo de obispo de Piacenza y murió poco después. Ricimero obtuvo entonces del emperador León I el título de Patricio de los Romanos mientras Mayoriano que le había ayudado a la derrota de Avito le reemplazó como magister militum.
Por orden de Ricimero, el ejército de Italia aclamó a Mayoriano como nuevo emperador (r. 457-461). Este fue a la Galia para luchar contra los germanos que querían aprovechar la confusión que reinaba en el Imperio occidental. El nuevo magister militum nombrado por Mayoriano, Egidio, obtuvo muchos éxitos contra los francos en el Rin y reconquistó Lyon, tomada por los burgundios. Arlés, desde 407 sede del mando civil de las Galia y de Hispania, se defendió de los visigodos que se consideran liberados de los compromisos contenidos en su tratado de federados y que deseaban extenderse por Hispania. Mayoriano, sin embargo, logró llegar a un entendimiento con los burgundios y los visigodos. En 460, el emperador fue a Hispania, la primera visita de un emperador occidental a la península. Varias fuentes como Sidonio Apolinar presentan a Mayoriano como un emperador enérgico, decidido y deseoso de restaurar la función imperial en Occidente. Así, en 461, planeó una expedición a África contra los vándalos que bloqueaban las entregas de cereales. Sin embargo, el emperador debió renunciar a su proyecto, los barcos vándalos bloquearon a los romanos en Hispania e impidieron el desembarco de las tropas. Poco después, por orden de Ricimero, Mayoriano fue arrestado y asesinado, probablemente no por el fracaso de ese intento, sino por su deseo de independencia. Ahora poniendo y derrocando emperadores, Ricimero elige al senador Libio Severo como el nuevo Augustus (r. 461-465).
El asesinato de Mayoriano condujo a la secesión de la Galia, en particular la de Egidio, ahora Magister equitum per Gallias y amigo del difunto emperador, que se negó a reconocer a Libio Severo. Cuando Ricimero intentó retirarle su mando, Egidio se rebeló, pero una ofensiva de los visigodos le obligó a retirarse al norte de la Galia donde, con parte del mando y los aliados francos, erigió su propio reino en la región de Soissons. El pequeño enclave galo-romano continuó hasta el final del Imperio occidental. Después de la muerte de Egidio (464 o 465), el poder probablemente pasó a un oficial llamado Paulus, luego al hijo de Egidio, Siagrio (r.464-486). En 486 o 487, el enclave, conocido como reino de Siagrio fue conquistado por los francos en la batalla de Soissons, gracias a la expansión iniciada por Clovis I (r. l 481-509?). Además, en Tréveris, el comes Arbogasto el Joven, probablemente un franco romanizado, mantuvo la región frente a sus antiguos compatriotas hasta 475.
Libio Severo no pudo permanecer mucho tiempo en el trono, y terminó asesinado en 465. Durante los siguientes seis meses, durante los cuales el rey visigodo Eurico rompió el tratado con el Imperio occidental y entró en el sur de la Galia y en Hispania, Ricimero no designó un nuevo emperador. La función imperial fue asumida en 467 por el general y aristócrata Antemio (r. 467-472), enviado por Constantinopla con tropas frescas y un tesoro imponente. Se esforzó por detener la influencia de Ricimero nombrando a un segundo magister militum en la persona de Marcelino, asesinado por instigación de Ricimero en 468. Mientras la defensa contra los germanos en Galia y Noricum se desmoronaba para finalmente colapsar, Antemius planeaba, con la ayuda de Constantinopla, una expedición a gran escala contra Cartago, capital del reino vándalo liderado por Genserico al que se quería castigar por el saqueo de Roma mientras se recuperaba una de las provincias más ricas del imperio. La campaña se inició en el 468, coordinando una flota oriental liderada por Basiliscus y las tropas de Occidente. Pero esta expedición acabó en fiasco y la flota romana fue incendiada frente a Cartago. Esa batalla, que aseguró la supervivencia del reino vándalo, sacudió definitivamente el poder del emperador de Occidente. En la Galia, los visigodos, los burgundios y los francos pasaron a estar siempre luchando para ampliar sus territorios a expensas del Imperio occidental, que solo se mantenía en Auvernia y en Provenza. Se dice que un líder bretón (o británico) desconocido de nombre Riothamus habría apoyado a los romanos en su guerra defensiva, pero fracasó contra los visigodos. Antemius se peleó con Ricimero y estalló una guerra civil; Ricimero asedió a Antemio en Roma. En julio de 472, Antemio murió asesinado por un sobrino de Ricimero, el burgundio Gundobado. Su sucesor fue Olibrio (r. 472), poco antes de la muerte de Ricimero. Los juicios sobre este tema a lo largo de la historia serán generalmente negativos y mucho más homogéneos que los relativos a Estilicón y Aecio. Por supuesto, Ricimero siempre dio prioridad a sus propios intereses, pero eso no le impidió hacer el mejor uso de los pocos recursos que quedaban a disposición de Roma para asegurar la protección de Italia. Sin embargo, esos esfuerzos no serían suficientes y, cuatro años después, el último emperador de Occidente será depuesto.

#### La caída de Roma

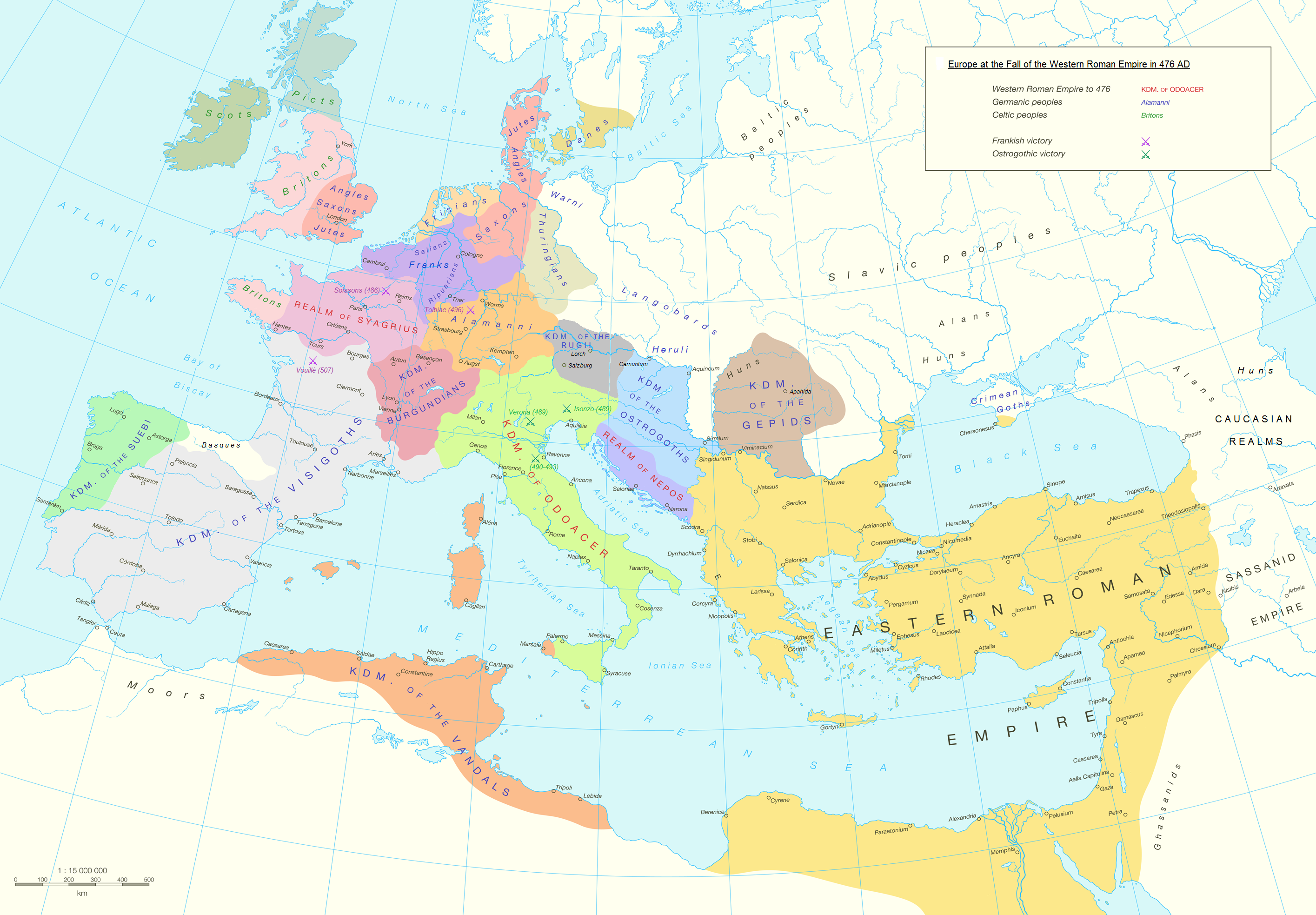
Europa tras la caída del Imperio de Occidente (ca. 476)

Olibrio, el último emperador nombrado por Ricimero, murió prematuramente en noviembre de 472, pocos meses después de la muerte del magister militum suevo. El sobrino de este último, Gundebaldo, ya mencionado, lo sucedió y eligió al oficial Glicerio como emperador (r. 483-484). El emperador oriental Léon II (r. 457-474) rechazó primero el nombramiento y prefirió al magister militum de Dalmacia Julio Nepote; pero murió al poco. Julio Nepote, sobrino del conde Marcelino asesinado en Sicilia en 468 donde lo había sucedido, en 474 fue nombradopor el emperador oriental Zenón (r. 474-491) como César (r. 474-475) con la misión de derrocar a Glicerio. Nepote desembarcó en Rávena, persiguió y capturó a Glicerio a quien hizo tonsurar y nombrar obispo. Su ejército lo proclamó emperador de Occidente el 24 de junio de 474. Fue el último emperador romano occidental reconocido por el Imperio romano de Oriente. Gundebado, por su parte, huyó a la Galia y se convirtió en rey de los burgundios (r. 473-516).
En 474, los coemperadores León I y Zenón concluyeron un tratado con Genserico en virtud del cual este vería su reino reconocido por Constantinopla a condición de que cesase sus actividades de bandidaje. Julius Nepote se enfrentaba así a una situación difícil. Mientras tanto, el imperio había perdido Hispania por completo ante los suevos y visigodos. Estos últimos sitiaron Clermont en la Galia, de la cual Sidonio Apolinar organizó la defensa; en 471, la última gran posesión del imperio fue conquistada por los visigodos. En 473, Arlés y Marsella fueron tomadas mientras los godos se adentraban en Auvernia y en el valle del Ebro en España a pesar de la feroz resistencia. El emperador, que ya había reconocido de facto la pérdida de Auvernia, lo reconoció de jure en un tratado de 475 con el visigodo Eurico y retiró al magister militum Ecdicio Avito de la Galia. Este abandono sacudió la ya vacilante confianza de la aristocracia galorromana en el emperador. En 475, Julius Nepote ascendió a la dignidad de magister militum y de patricio a un antiguo alto funcionario de Atila, Flavius Oreste, que ya había servido en la corte de Constantinopla. Esto resultó ser un error fatal. El 28 de agosto del mismo año, Orestes a la cabeza de los federados tomó el control de Rávena. Julius Nepote debió huir a Dalmacia donde siguió siendo magister militum y desde donde siguió reinando hasta que fue asesinado en 480. Orestes, por su parte, llevó al puesto imperial a su joven hijo Rómulo cuando este tenía doce años, lo que le valió inmediatamente el sobrenombre de Rómulo Augústulo.

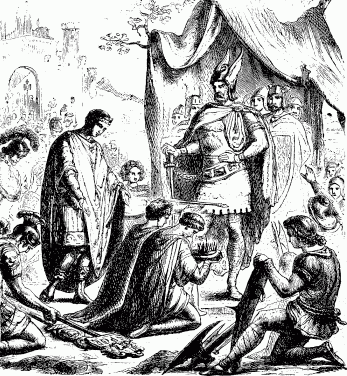
Rómulo Augústulo coloca la insignia imperial frente a Odoacro (impresión de artista, 1880)

Mientras tanto, los federados germánicos, que constituían casi todo el ejército y que llevaban años acuartelados en Italia, pidieron a Orestes que les cediera tierras donde pudieran asentarse definitivamente. Orestes se negó. Luego, los federados recurrieron a uno de los suyos, Odoacro, para liderar su revuelta. Hijo, se cree, de un príncipe esciro, Odoacro derrotó a Orestes en Plaisance. Los esciros y los hérulos así como parte del ejército romano proclamaron entonces a Odoacro «rey de Italia». En 476, Odoacro tomó Rávena y obligó al joven emperador a abdicar el 4 de septiembre. Conmovido por la juventud y la belleza del adolescente, Odoacro le permitió vivir en paz otorgándole una cómoda pensión. Prescindió de nombrar a un nuevo emperador y simplemente devolvió la insignia imperial a Constantinopla, mientras se afirmaba como súbdito de Julio Nepote, como muestran las monedas acuñadas en 480 con la efigie de este último. Sin embargo, el emperador de Constantinopla se negó a reconocer a Odoacro y movilizó contra el usurpador a los rugios, que habían fundado su propio reino al norte del Danubio bajo el liderazgo de su líder Flaccitheus en 470. Odoacro se vengó destruyendo su reino en 487/488. Para garantizar la seguridad de Italia, pidió a su comandante Pierius que transladase las poblaciones romanas de Noricum, entonces amenazadas, hacia Italia.
A menudo se hace referencia a 476 como la fecha de «la caída de Roma». Esto requiere serias reservas. Por un lado, el último emperador, Julio Nepote, continuó reinando hasta el 480 en el exilio en Dalmacia. Por otro lado, es dudoso que los contemporáneos vieran esa fecha como un «hecho histórico». De hecho, el Imperio romano siguió existiendo con el de Constantinopla como único emperador. Se regresaba así al sistema que había estado vigente hasta Teodosio. Los doscientos años que seguirán verán muchos intentos de reconstituir el Imperio romano en Occidente, sin éxito. Además, durante décadas, las autoridades germánicas seguirán reconociendo y respetando la preeminencia del emperador de Constantinopla. Fue un cronista oriental, Marcellinus Comes, el que adoptó en 520 la fecha de 476 como la del fin del Imperio romano de Occidente. No es imposible que esa proposición también apareciera en otras fuentes. Si reflejase sobre todo la visión oriental de aquellos años, está lejos de haber sido adoptada por la aristocracia senatorial occidental que sobrevivió a la crisis. Por otro lado, en Constantinopla, los emperadores utilizaron abiertamente ese «fin del Imperio romano de Occidente» para establecer mejor sus propias reclamaciones sobre esos territorios. Las opiniones de los especialistas siguen divididas sobre este tema. Asimismo, la tesis según la cual la invasión de los germanos habría sido la única causa de la caída del Imperio romano de Occidente es una burda simplificación rechazada por la mayoría de los estudiosos contemporáneos que prefieren hablar de un conjunto de causas. En sentido contrario, la supervivencia del Imperio de Oriente en el siglo V, a pesar de los ataques que enfrentó, parece mostrar que nada condenaba al sistema romano a implosionar. Del mismo modo, la tesis defendida en investigaciones anteriores viendo en la destitución de Rómulo Augústulo el final de la Antigüedad apenas es aceptada en la actualidad.
Sin embargo, es cierto que el proceso de decadencia del Imperio occidental, que comenzó a más tardar con el fin de la dinastía teodosiana en 455, se aceleró rápidamente desde 470. La «barbarización» del ejército romano fue un factor preponderante en ese proceso. Debilitado por las guerras civiles del siglo IV, el ejército ya no era capaz en el siglo V de proporcionar una protección eficaz de las fronteras. No es que se cuestionara la lealtad de las tropas, sino que al estar vacías las arcas del Estado, los legionarios ya no eran pagados. La rebelión de Egidio inició la desintegración del ejército de las Galias. La pérdida de las ricas provincias de la Galia tuvo entonces consecuencias catastróficas para las finanzas del Estado, pero resultó menos dramática que la de la provincia del Norte de África, que no pudo compensarse; pronto, Rávena no tuvo suficiente dinero para remunerar y retener las tropas necesarias para la defensa, provocando la pérdida de otros países. El territorio sobre el que se ejercía la autoridad efectiva de los emperadores de Occidente fue menguando cada vez más y acabó reducido al núcleo central de Italia y a la región alpina. El declive de la autoridad imperial condujo a la progresión de la de los comandantes en jefe del ejército occidental. En los últimos años, los recursos eran escasos, tanto que la dignidad imperial se convirtió en el juguete de los comandantes ávidos de poder que creaban y destronaba emperadores como les placía. Después de que muchos generales hubiesen gobernado a través de emperadores títeres, Odoacro solo pudo ver la inutilidad de mantener el cargo imperial en Occidente. Cuando el emperador Zenón finalmente envió en el año 488 a los ostrogodos bajo el liderazgo de Teodorico a Italia para derrocar a Odoacro, este confió en sus propias fuerzas y extrajó su autoridad de su posición como patricio del imperio y de rey de los godos.

### Del Imperio a los reinos: la creación de reinos germánicos en Occidente y reinos eslavos en Oriente

#### Los ostrogodos en Panonia e Italia

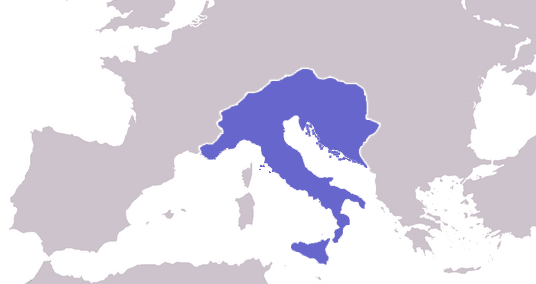
El reino de los ostrogodos en su apogeo.

Los greutungos (que se convirtieron en los ostrogodos) estuvieron entre pueblos los más afectados por la llegada de los hunos en 375. Cruzando el río Don y empujando a los alanos ante ellos, los hunos destruyeron el reino de los greutungos. Algunos, bajo el liderazgo de sus líderes Alatheus y Saphrax, huyeron, pero la mayoría simplemente fueron subyugados por los hunos. Sin embargo, los godos lograron la aculturación de los hunos y su lengia, el godo, será imprescindible en los años que siguieron como lengua de uso en el imperio de Atila; los hunos utilizaron muchos nombres de origen godo. Al final del reinado de Atila, tres hermanos parecen haber tomado el mando de los greutungos que vivían bajo el dominio de los hunos: Valamer (r. 468), Teodomiro (r. 470-475) y Vidimer de la familia Amelungos.
A Jordanes y su Historia de los godos (XIV, 2), que resume un texto más extenso de Casiodoro, se debe el nombre de ostrogodos que, según una etimología, significaría los «godos de Oriente», al igual que los tervingios, cuyo nombre significaría las «gente del bosque», y los greutungos, las «gente de las riberas». En el caso de los ostrogodos, sin embargo, el propio Jordanes ofrece otra posibilidad: «ostrogodo» también podría haber sido el nombre de su primer rey: Ostrogotha. Varios autores, que apenas se fían de Jordanès, proponen por su parte: los «godos brillantes» (raíz germánica ostr–).
Después de la muerte de Atila, los ostrogodos liderados por Teodomiro (r. 470-475) y aliados de sus antiguos vasallos y rivales, los gépidos, aplastaron a las fuerzas húnicas en la batalla de Nedao en 454. Después de deshacerse de sus antiguos señores, crearon su propio reino en Panonia. Allí entraron casi de inmediato en conflicto con las tropas romanas y con varias otras tribus ya asentadas en la zona. El punto crucial lo constituyó la victoria de los ostrogodos en la batalla de Bolia, en 469, durante la cual derrotaron a una alianza de suevos, gépidos, esciros y rugios. El hijo de Teodomiro, Teodorico el Amalo (apodado el Grande) habiendo pasado parte de su vida en Constantinopla como rehén, fue asociado con el poder de su padre, a su regreso a Panonia (r. 474-526). Sus intentos de ascender en la jerarquía goda fracasaron solo porque en ese momento otro ostrogodo, Teodorico Estrabón, el líder de la godos federados instalados en Tracia, fue nombrado por el emperador León I magister militum.
Las tentativas del sucesor de León, Zenón, de utilizar a Teodorico el Amalo como contrapeso fracasaron y Teodorico Estrabón se mantuvo firme. Sin embargo, perdió la vida en 481 tras una caída de su caballo. Teodorico el Amalo pudo entonces aumentar considerablemente la fuerza de su ejército. No solo fue nombrado magister militum, sino que en 484 accedió al prestigioso cargo de «cónsul». En 487, surgió un nuevo enfrentamiento que Zenón resolvió diplomáticamente: envió a el Amalo para acabar con la soberanía de Odoacro sobre Italia. En el verano de 488, los ostrogodos de Teodorico abandonaron el Imperio de Oriente, pero una parte de ellos se quedó atrás y se unió a los rugios. La invasión de Italia tuvo éxito en 489. Odoacro fue sitiado varias veces y acabó refugiándose en Rávena, que estaba fuertemente fortificada. Odoacro se rindió en 498 después de un compromiso por el él mismo que quedaría asociado con el poder godo. Poco después, sin embargo, Teodorico asesinó a Odoacro con un vago pretexto. Teodorico entonces se involucró en una rápida pero sangrienta purga destinada a asegurar el control de los godos sobre Italia.
Teodorico lideró en Italia una política de equilibrio entre los godos y los italianos. Con este fin, utilizó el bien establecido aparato administrativo de los antiguos romanos y dejó que el muy distinguido romano Liberio se encargara de la instalación de los godos en Italia. Liberio llevó a cabo esta difícil tarea con habilidad, sin despojar demasiado de los derechos de los primeros ocupantes. Teodorico tuvo cuidado de vincularse con muchos miembros de la antigua aristocracia senatorial, incluido Casiodoro, para hacer aliados entre ellos. Por otro lado, Teodorico siguió una política de estricta separación de godos y de romanos para preservar la identidad del exercitus Gothorum (unidades del ejército gótico, sin embargo, no completamente homogéneas). Además, el hecho de que los godos fuesen arrianos mientras que la población de Italia era católica reforzó la separación entre los dos pueblos. Teodorico deseaba fomentar la cultura antigua en el reino de los godos, incluso aunque bajo su reinado el filósofo Boecio fuera ejecutado, al sospechar Teodorico de su complicidad con Constantinopla.
En 498, Teodorico fue nombrado «gobernador» por Constantinopla; pero las relaciones se tensaron rápidamente, al liderar Teodorico una política de alianzas con los reinos vecinos. Sin embargo, esa política no se vio coronada por el éxito, ya que los francos tuvieron que combatir duramente a los visigodos y apoderarse de la mayor parte del reino visigodo de las Galias. Como reacción, las tropas ostrogodas ocuparon militarmente una parte del sur de la Galia y, en 511, Teodorico fue reconocido como rey de los visigodos, aunque esa unión de coronas no sobrevivió a su muerte.
La desaparición de Teodorico dio la señal de una lucha por la sucesión. La regente en el cargo, Amalasunta (r. 526-534), intentó mejorar las tensas relaciones con Constantinopla. Muy impopular entre los godos, Amalasonte, convertida en reina, se casó con su primo Teodato (r. 534-536) para consolidar su posición. Teodato alentó entonces el descontento de los godos contra la regente, a la que hizo exilar y encarcelar en la isla de Martana en el lago de Bolsena (Toscana) y luego asesinar en 534 o 535. Esto proporcionó un excelente pretexto para que el emperador Justiniano atacase a los ostrogodos. Su general, Belisario, ya victorioso sobre los vándalos en 533/534, se apoderó de Sicilia y del sur de Italia, marcando el comienzo de varios años de guerra (de la que Procopio de Cesarea será la fuente principal). Esas guerras causaron la devastación de amplios territorios en Italia y el declive económico de una región anteriormente próspera. Los francos aprovecharon la oportunidad para infiltrarse en el norte de Italia, que saquearon sistemáticamente. Roma, escenario de feroces combates, cambió de manos en varias ocasiones. La tenaz resistencia de los godos, que se reagruparon en varias ocasiones, fue derrotada por primera vez en 552, aunque algunos focos de resistencia lograron mantenerse durante algún tiempo. Esa conquista romana siguió siendo efímera, porque, en 568, las lombardos comenzaron su conquista de Italia dolorosamente recuperada por los romanos.

#### El reino de los visigodos

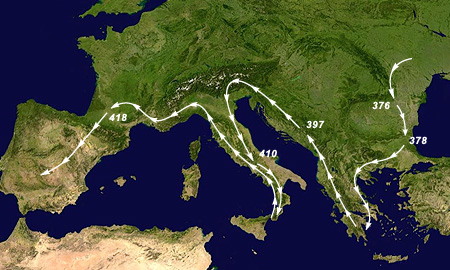
Mapa que muestra las migraciones de los visigodos hasta su establecimiento en Aquitania en 418

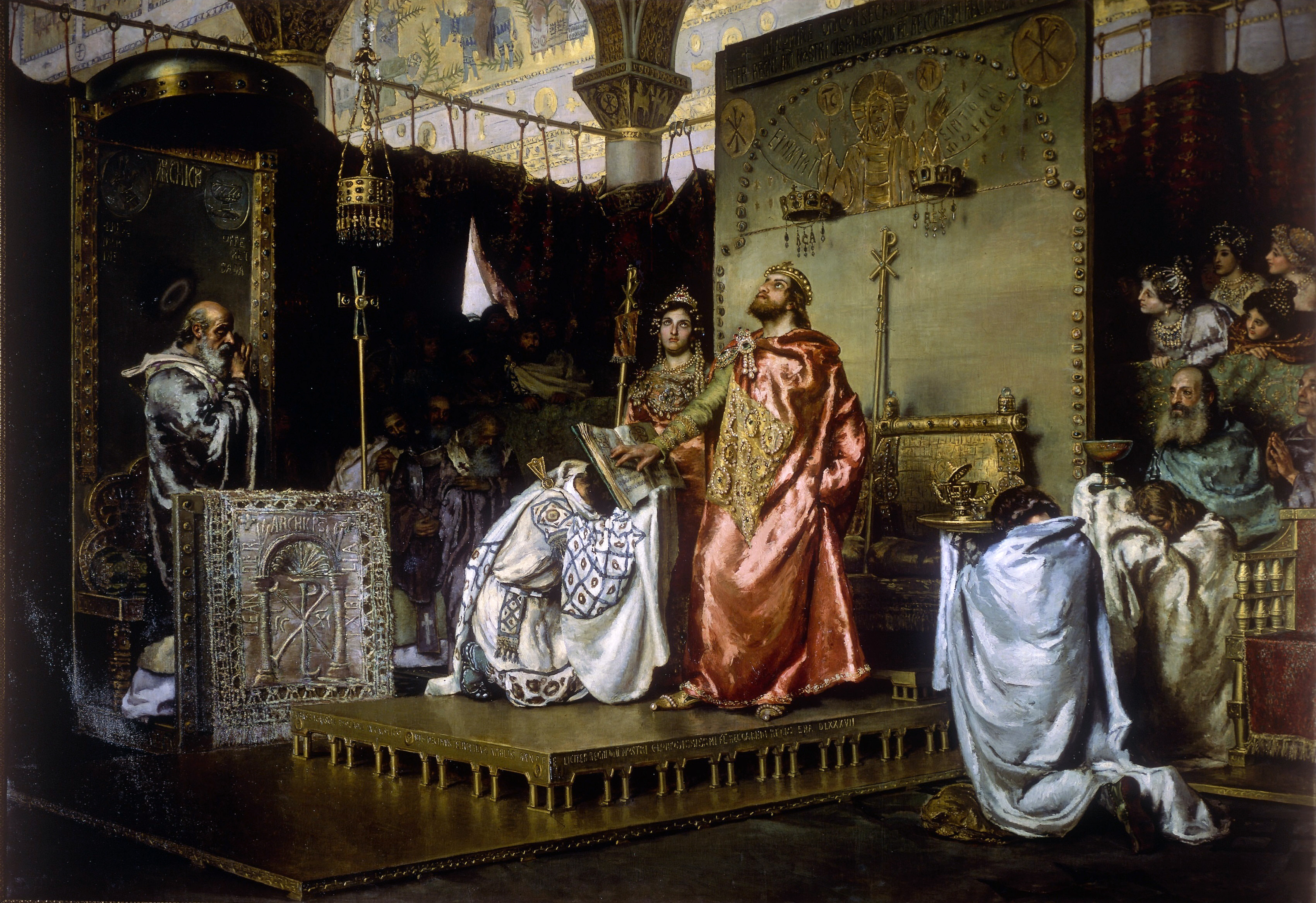
Conversión de Recaredo, de Muñoz Degrain (1888)

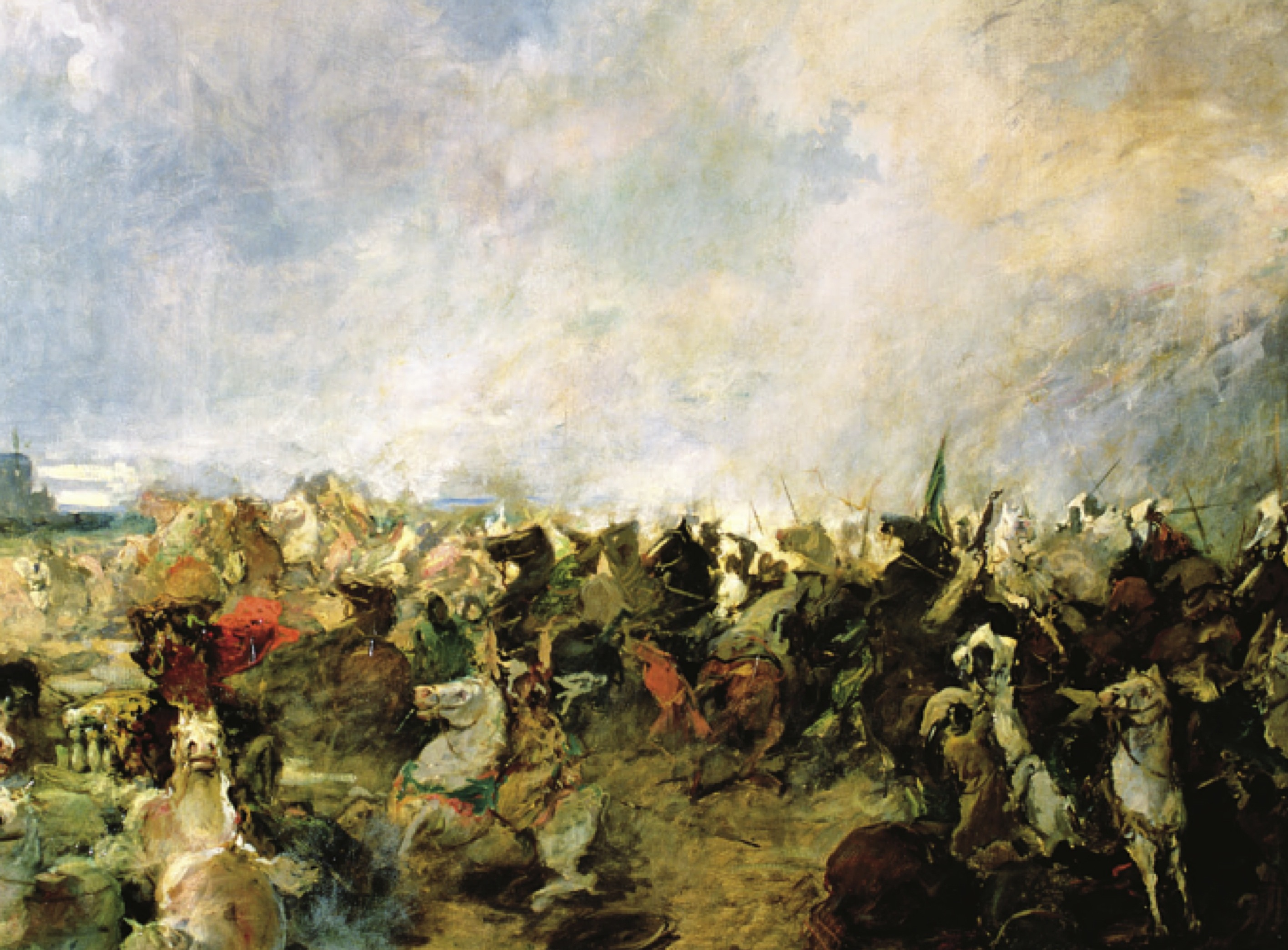
Batalla de Guadalete, desastre para el reino visigodo de Toledo, ya que el rey don Rodrigo murió en ella (obra de Salvador Martínez Cubells, 1845-1914)

Por el fœdus de 418, los visigodos tomaron posesión de Aquitania segunda para establecerse allí como federados. Esa provincia constituyó el primer núcleo del reino de los visigodos, designado durante su primer período (418-507) con el término de «reino de Toulouse», por el nombre de su capital. En los años siguientes, los visigodos intentaron continuamente expandir su territorio y, a llamado de Aecio, lucharon contra los hunos. El reinado de Eurico (r. 466-484), ascendido al trono en 466 tras el asesinato de su hermano, marcó un punto de inflexión en la historia del reino. De hecho, rompió el fœdus vinculándolo con el Imperio de Occidente y siguiendo una política de expansión territorial: en el norte, el reino se extendió hasta el Loira; al sur rápidamente ocupó rápidamente la mayor parte de Hispania, excepto en el noroeste, la parte ocupada por los suevos que lograron mantenerse allí hasta el siglo VI; al este, donde ya había conquistado Arlés y Marsella y en 471 derrotó al último ejército romano intacto en las Galias, el tratado de 475 le dio el control sobre Auvernia.
La población romana fue aculturándose a los «bárbaros»: las fuentes mencionan específicamente que en los pueblos galos muchos hombres se dejaron crecer el pelo y comenzaron a usar calzones, adoptando así ciertos rasgos distintivos de los bárbaros, cosas que los emperadores de Occidente habían prohibido incluso a los esclavos en tiempos de crisis. Muchos romanos entraron entonces al servicio de los visigodos y ejercieron mandos militares.
Eurico murió en 484; su hijo, Alarico II (484-507), se enfrentó a los francos y murió mientras luchaba contra ellos. Tras este desastre y los ataques de los ostrogodos bajo el liderazgo de Teodorico el Grande, casi toda la Galia goda se perdió con la excepción de la región de Narbona (Septimania). Esto cambió completamente la situación de los visigodos en Hispania donde eligieron Toledo como la nueva capital en el siglo VI, ciudad que dio el nombre al reino godo, el reino de Toledo (507-711). En la política de restauración de su imperio oriental Justiniano I (r. 527-565), que retomó los reinos de los vándalos y de los godos, también se apoderó de amplios territorios en el sur de la península ibérica, aunque esas conquistas probaron ser de corta duración, ya que los romanos no las conservaron más que hasta el comienzo del siglo VIII. El reino de los visigodos se convirtió entonces en escenario de intensas disputas entre las distintas familias aristocráticas sobre quién tomaría el poder mientras los problemas religiosos persistieron.
Considerado el mayor de los reyes de la España visigoda, Leovigildo (r. 568/569-586) promulgó, o tomó de sus predecesores, 324 leyes que sus sucesores agruparon en el Liber judiciorum hacia 654. Considerado por los españoles como el primer unificador nacional, lideró una serie de campañas militares contra los bizantinos instalados en Andalucía y se apoderó de Córdoba y Málaga. En el norte, luchó contra los vascones y los francos, mientras que en el noroeste de la península luchó desde el 575 contra los suevos que se habían vuelto católicos nuevamente; habiéndolos derrotado en la batalla de Braga en 585, destruyó su reino de Galicia. Arriano convencido, tuvo mucho que ver que su pueblo era de mayoría profundamente católica. Uno de sus hijos, el príncipe Hermenegildo, casado con una princesa católica franca, encabezó el partido católico y se rebeló contra su padre, sin dudar en aliarse con los suevos y los bizantinos. Hermenegildo sublevó Andalucía en 579/580. Despiadado, Leovigildo peleó con su hijo, lo hizo prisionero (584) y lo hizo ejecutar en 585 en Tarragona. Su hijo menor y sucesor, Recaredo (r. 586-601), resolvió el conflicto convirtiéndose en 587 al catolicismo (ver: Conversión de Recaredo), reconocido como fe de todos los visigodos durante el III Concilio de Toledo en 589. Los reinados de Leovigildo y Recaredo fueron importantes en la historia del reino que salió consolidado. La muerte de Recaredo en 601 fue seguida por un período de disturbios durante el cual varias familias aristocráticas compitieron por el poder. Culturalmente, el reino vivió desde el final del siglo VI, un periodo de prosperidad del que Isidoro de Sevilla fue el representante más famoso. Las escuelas monásticas difundieron la cultura de la Antigüedad incluso entre los francos, dando así al reino visigodo una importante influencia cultural.
El fin del reino visigodo llegó de forma abrupta. Los árabes y bereberes, que al comienzo del siglo VIII, avanzaron a lo largo de la costa del norte de África atravesaron el estrecho de Gibraltar y obtuvieron una victoria decisiva sobre el rey Rodrigo (r. 710-711) que murió en la batalla de Guadalete en julio de 711, sellando la decadencia del reino visigodo. Los godos continuaron la resistencia en el noreste de la península hasta alrededor del 719. Los musulmanes se apoderaron de los territorios al norte de los Pirineos del 719 al 725. Derrotados, los visigodos se reconciliaron con los invasores y parte del pueblo se convirtió al Islam.

#### Reino de los vándalos

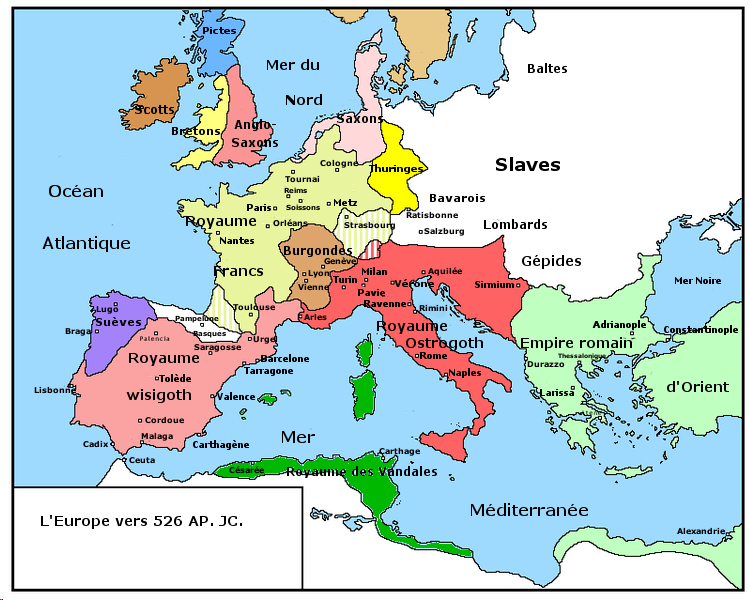
Mapa del reino vándalo en su apogeo tras la muerte de Genserico.

El reino vándalo (que ocupó lo que hoy es Túnez, el este de Argelia y la Tripolitana, además de las islas Baleares, Córcega y Cerdeña) fue una excepción en el proceso de creación de reinos bárbaros. Por un lado, los vándalos, tras haber tomado Cartago en 439, contaban con una importante flota que les permitía controlar gran parte del Mediterráneo occidental y aventurarse hasta Grecia. Por otro lado, seguidores convencidos del arrianismo, los nuevos señores practicaban una política de coerción contra los notables locales, en su mayoría católicos. Los reyes Genserico (r.re 428-477) y Hunerico (r. 477-484) perseguieron a los católicos que se oponían a su poder, desterraron a algunos y, para acabar con la oposición sistemática de los obispos (sacerdotes), pusieron a algunos bajo arresto domiciliario en el sur de Túnez (Gafsa). Sin embargo, hay que tener en cuenta que la mayoría de las fuentes son de origen católico, como el obispo Víctor de Vita, que acompañaría a sus correligionarios a Sicca Veneria y Lares, y luego al desierto del Hodna. Por otro lado, los católicos bereberes que se sometieron a su poder no fueron víctimas ya que pagaron un impuesto como en hacían en la época de la administración romana. Los vándalos conservaron buena parte de las estructuras políticas y administrativas romanas, incluido el culto al emperador. Sin duda, los reyes vándalos no perdieron la esperanza de llegar a un entendimiento con sus súbditos católicos, pero las discusiones emprendidas sobre este tema en febrero de 484, no lo consiguieron. Sin renunciar a convertir a sus súbditos, el rey Trasamundo puso fin a la larga persecución que había comenzado bajo su tío Hunerico, permitiendo también mejorar considerablemente las relaciones del reino con el Imperio bizantino.
Tras el fracaso de la operación conjunta entre Roma y Constantinopla que acabó con el incendio de la flota romana frente a Cartago en 468, el reino ya no debería temer a los enemigos externos, sobre todo porque su misma existencia acabó siendo reconocida por Constantinopla. Posteriormente, solo tuvo que preocuparse por la hostilidad de los «moros», nombre por el que se entiende a varias tribus bereberes que ya habían creado sus propios pequeños reinos en el territorio de la provincia romana de África (entre ellos, el reino de Masties, en Aurès) que convivió la mayor parte del tiempo pacíficamente con las poblaciones romanas circundantes. Los reyes vándalos, habiendo tomado el título de rex Vandalorum et Alanorum (rey de los vándalos y de los alanos), reclutaron tropas auxiliares de los moros mientras que la tripulación de su flota estaba formada por romanos llegados de varias provincias. Tanto económica como culturalmente, los vándalos, que expropiaron a muchos grandes terratenientes católicos, pudieron disfrutar de las ventajas de esa rica provincia romana que, bajo su dominio, lejos de derrumbarse, siguió prosperando. El comercio continuó expandiéndose y la cultura antigua floreció entre la élite. Los vándalos pudieron disfrutar del alto nivel de vida al que estaban habituados los romanos y apreciar tanto el teatro como el circo. La reputación de los vándalos que dejan las fuentes, retomadas por los historiadores del pasado, parece, pues, enormemente exagerada y, a los ojos de los historiadores contemporáneos, bastante infundada.
La continuidad del reino vándalo fue cuestionada por la usurpación de Gelimer (r. 530-534) que derrocó al rey Hilderico, un aliado de Constantinopla, en 530. El emperador Justiniano aprovechó la oportunidad para intervenir. Si se ha de creer a Procopio, el prefecto del pretoriano Juan de Capadocia, hostil a esa iniciativa, la considerába demasiado arriesgada. Finalmente, en marzo, se envió una pequeña expedición bajo el mando del magister militum Belisario con el objetivo inicial y único de devolver al rey Hilderico al trono. Después de que este fuera asesinado por oden de Gelimer, Belisario desembarcó con solo 15 000 soldados y obtuvo asombrosas victorias durante las batallas de Ad Decimum y Tricamerón a finales de 533. Gelimer huyó, pero, hecho prisionero, fue enviado a Constantinopla donde apareció en el triunfo de Belisario. Sin embargo, pudo continuar una vida tranquila en una propiedad que le fue cedida. Las tropas vándalas, integradas en el ejército imperial, sirvieron durante las batallas de Justiniano contra los persas. Entonces el reino vándalo se colocó debajo bajo la jurisdicción imperial y así permaneció hasta su conquista por los árabes a mediados del siglo VII.

#### Reino franco
Los francos, una confederación de varias tribus germánicas, fueron establecidos por el césar Juliano el Apóstata en Toxandria (probablemente la región arenosa entre el Escalda y el Mosa). En 388, devastaron los alrededores de la ciudad de Colonia pero fueron derrotados por los romanos. Estilicón también debió luchar contra los francos que, en el 407, habían asegurado la protección de las provincias de Bélgica y Germania contra los invasores vándalos, alanos y suevos uniéndose al usurpador Constantino III. En los años siguientes, los francos aprovecharon la convulsa situación en la que se encontraban los galos para ampliar su territorio. Aecio detuvo a diferentes grupos que intentaron establecerse a lo largo del Mosela y del Rin. Sin embargo, Aecio los animó a establecer su propio reino en el noreste de la Galia. Después de la muerte de Aecio, los francos cruzaron en masa el "limes" del Rin y se apoderaron de varias ciudades, incluida Maguncia. Posteriormente, en el norte de la Galia los francos se dividieron en un gran número de pequeños principados mientras que en el sur dominaabn los visigodos, los burgundios y finalmente los ostrogodos (en la Provenza).

Fases de la extensión del reino franco del 481 al 814; en amarillo, el reino de Syagrius en 486, en rojo el reino de Toulouse en 507.

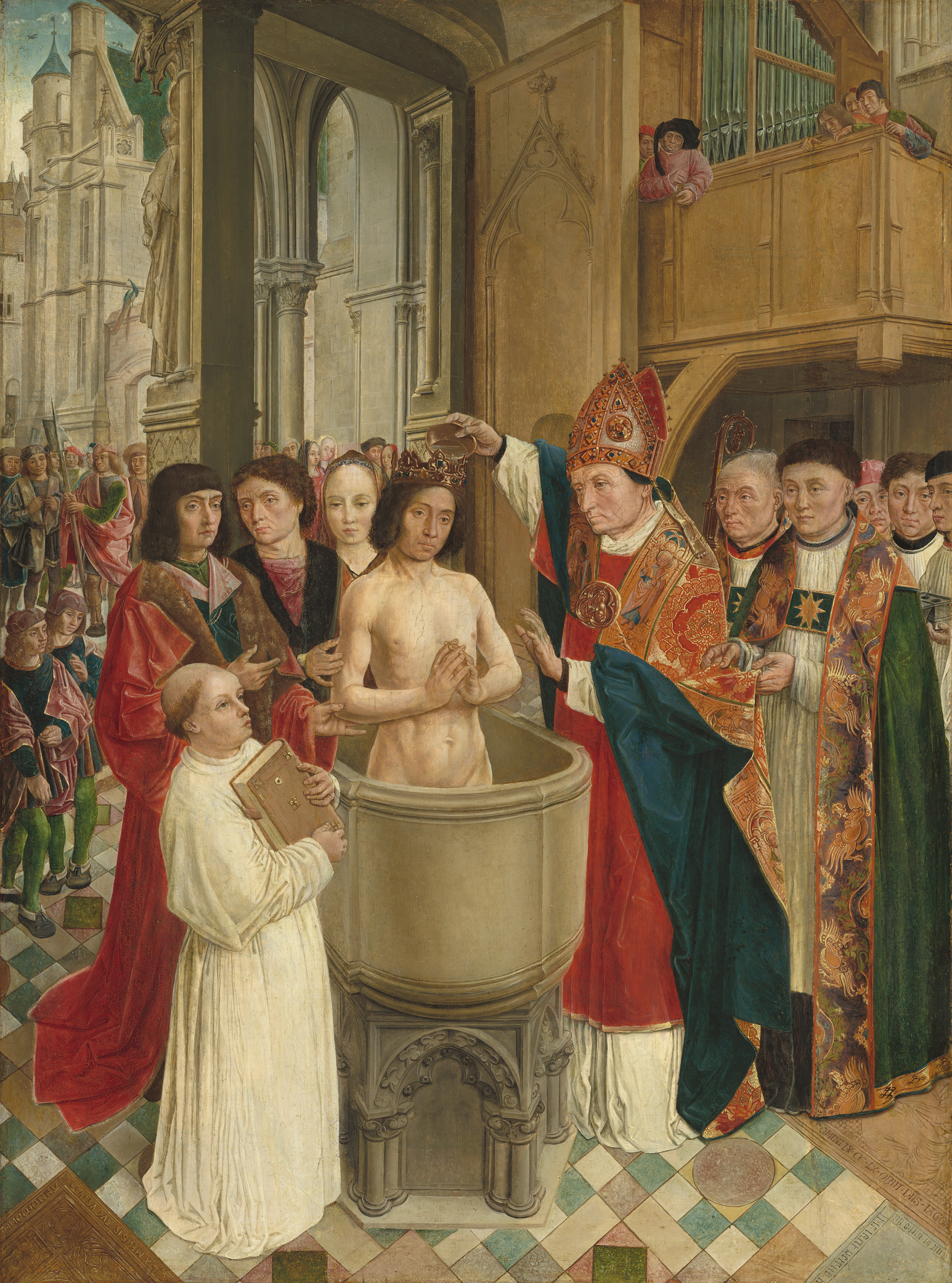
Bautismo de Clovis I.

Childerico I (r. 457-481) —cuya tumba bellamente decorada fue descubierta en 1653— rey de los francos salios y gobernador romano de la provincia de la Bélgica segunda, con sede en Tournai, probablemente usando al general galorromano Egidio, se rebeló contra el emperador Libio Severo y Ricimero para defenderse de los visigodos. De la misma manera, Childerico, quizás en colaboración con el comandante romano Paulus, luchó contra los saqueadores sajones que invadieron la Galia bajo el liderazgo de un tal Adovacrius. Egidio estableció su propio dominio en la región de Soissons; después de su muerte, su hijo, Siagrio, lo sucedió. Hijo de Meroveo, Childerico, primer representante histórico de la dinastía merovingia, presidió con éxito la expansión de los francos. El hijo de Childerico, Clovis I (r. 481-¿509?), destruyó los pequeños reinos francos de Ragnachar y Chararic. En 486/487, Clovis invadió el reino de Siagrio. Los visigodos fueron derrotados y debieron abandonar la Galia en 507. Clovis probablemente emprendió dos guerras contra los emprendedores alamanes después del colapso del dominio romano en la Galia; de hecho, cruzaron el Rin y avanzaron hacia el este en la provincia de Nórico (correspondiente a una parte de las actuales Austria, Alemania y Eslovenia). Clovis se alió con los burgundios y se casó con una princesa de ese pueblo. Pagano en su juventud, Clovis se convirtió al cristianismo en un momento no especificado que probablemente fue hacia el final de su reinado. A diferencia de la mayoría de los otros jefes francos de la fe arriana, Clovis adoptó la fe católica, evitando así los antagonismos que aparecieron en los otros reinos bárbaros entre gobernantes arrianos y pueblos católicos. La política hábil pero también sin escrúpulos de Clovis aseguró a los francos un lugar dominante en la Galia y sentó las bases para una reconstrucción del Imperio de Occidente bajo Carlomagno y sus sucesores. En 508, Clovis recibió del emperador oriental Anastasio I (r. 491-518) el título de «cónsul» y fue recibido como «Augusto» durante una ceremonia en Tours. Fue entonces cuando decidió hacer de París su residencia principal después de Tournai y Soissons.
De acuerdo con la ley sálica adoptada durante su reinado, el reino de Clovis se dividió entre sus hijos a su muerte en 511. En 531, destruyeron el reino de Turingia y en 534 invadieron el reino de los burgundios que anexionaron al suyo. Teodeberto I (r. 534-548) intervino en el norte de Italia; para subrayar su independencia, hizo acuñar monedas de oro (solidus) en su nombre, privilegio exclusivo del emperador romano. En 560, el reino franco fue unificado por Clotario I, pero se separó de nuevo un año después de su muerte. En el interior del país, los francos se aliaron con la nobleza y los obispos galo-romanos para la gestión del territorio y utilizaron el sistema romano de las civitates que prevalecía entre otros en el sur de la Galia. Por ello la mayoría de los galo-romanos aceptaron notablemente bien el gobierno franco. El obispo Gregorio de Tours, descendiente de una familia senatorial y cuya obra histórica constituye una fuente importante para este período, se esforzó por armonizar la historia de los francos y la tradición romana. Así presentó a Clovis no como un invasor germano, sino más bien como el gobernador romano de las Galias.
Poco a poco, los reyes merovingios perdieron su poder y, a partir de la segunda mitad del siglo VII este fue ejercido por los «mayordomos de palacio» (Maire du palais), que llevó a su sustitución en el año 751 por los carolingios.

#### El reino de los burgundios
Después de la destrucción del reino de los burgundios del Rin 436 por Aecio y de su traslado a Sapaudia («país de los abetos»), estos construyeron su propio reino federado a orillas del lago Léman. La posición de los burgundios frente al poder romano era entonces ambivalente, los soberanos velaban constantemente sobre su legitimidad. A diferencia de muchos otros confederados germánicos, los burgundios respetaron escrupulosamente las obligaciones que les imponía su condición de federados y lucharon en numerosas ocasiones contra los invasores. Tropas burgondias a las órdenes de Aecio lucharon contra los hunos y luego participaron, por ejemplo, en la ofensiva contra los suevos a mediados del siglo V. En 457, después de la muerte de Aecio, los burgundios explotaron la conflictiva situación en la Galia para invadir la región alrededor de Lyon. Al año siguiente, sitiaron esa ciudad que cayó en su poder en 469 y sirvió como residencia desde esa fecha a los reyes de Burgundia. En Auvernia, volvieron a luchar junto a los romanos, contra los visigodos. En los años 470 y 480 fueron a la guerra contra los alamanes. Educado en la corte imperial de Rávena y magister militum (r. 472-473) de la Galia, Gundebaldo, fue elevado al rango de patricio de los romanos en 456 y realmente ejerció el poder (r. 473-516) en las regiones que controlaba, desde el Mediterráneo, en el sur, hasta el lago de Constanza, al norte.

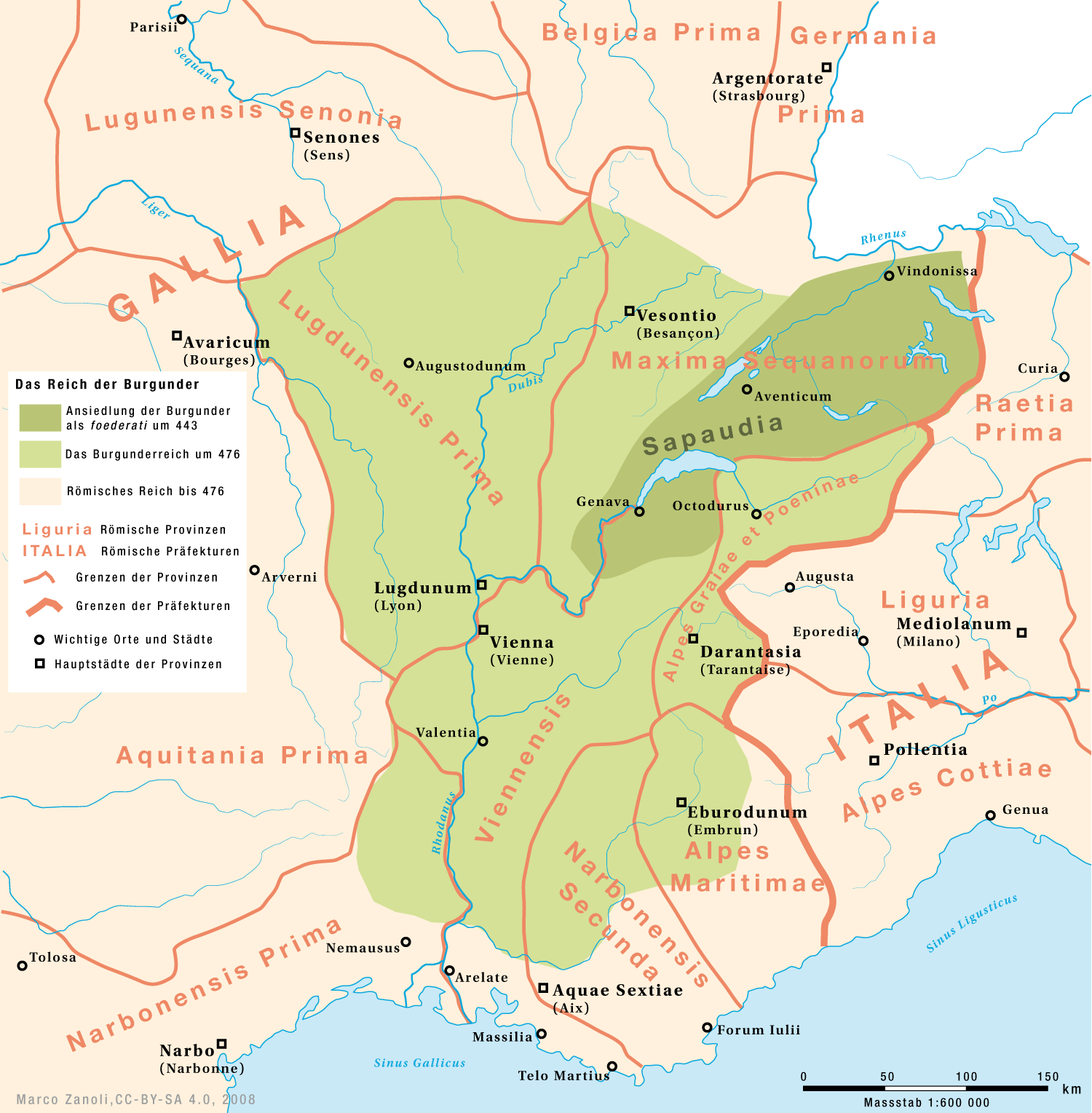
El reino de los burgundios entre 443 y 476.

Con la creación del reino federado en Sapaudia, el proceso de romanización de los burgundios se aceleró. El rey autorizó el conubium, es decir los matrimonios entre burgundios y romanos de provincias. La asombrosa adaptabilidad de los burgundios condujo a la pérdida de todo sentido de identidad y a la rápida asimilación con los pueblos entre los que vivían. La aristocracia galorromana, que convivía sin dificultad con los burgundios, veía en ellos una garantía de mantenimiento del orden establecido que les permitiría quizás recuperar la posesión de sus tierras. Tras la deposición del emperador Rómulo Augústulo en 476, el rey de los burgundios ejerció directamente en su territorio los poderes del emperador de Occidente. Sin embargo, para legitimar su buena fe romana, pidió al emperador de Oriente que lo confirmara en su rango de magister militum. Un rasgo sorprendente de la realeza burgundia fue la devolución de los apanages a los miembros de la familia real sin que la soberanía se dividiese por todo eso; junto a Lyon, Ginebra y Vienne se convirtieron así en residencias reales. Esa cohabitación de elementos romanos y germánicos se materializó en la «ley gombette» o «Ley de los burgundios». Promulgada a principios del siglo VI por el rey Gundebaldo, luego completada por sus sucesores, fijó las costumbres que debían respetar los súbditos burgundios del reino. Una segunda ley o «ley romana de los burgundios» fijó el derecho de los súbditos galo-romanos del reino. En conjunto, esas dos leyes muestran el grado de convivencia entre los romanos libres y los germánicos.
En el ámbito religioso, que en otros reinos adquirió un aspecto muy político, no se observa ninguna controversia entre arrianos y católicos aunque los burgundios fuesen arrianos. La casa real parece haberse orientado muy temprano hacia el catolicismo. Además, no es seguro que todos los reyes de Burgundia fueran arrianos, incluso aunque los altos cargos de la Iglesia estuviesen ocupados en el reino por arrianos.
Tras la muerte del rey Segismundo  (r. 516-524), su hermano Gundemaro III (524-534) fue proclamado rey. Los francos merovingios aprovecharon la oportunidad para intentar apoderarse del reino. Después de perder la batalla de Vézeronce en 524, los francos tuvieron que esperar diez años para apoderarse del reino que, tras la victoria en la batalla de Autun se dividieron entre ellos, perdiendo los burgundios para siempre su independencia política. A pesar del colapso de la dinastía burgundia y de la victoria definitiva de los sucesores de Clovis, la cohesión entre las dos etnias burgundias y galo-romanas, nacidas de las acciones pacificadoras y unificadoras de los reyes burgundios, dio origen a un particularismo que perduró.

#### Los anglios, sajones y jutos en Britania

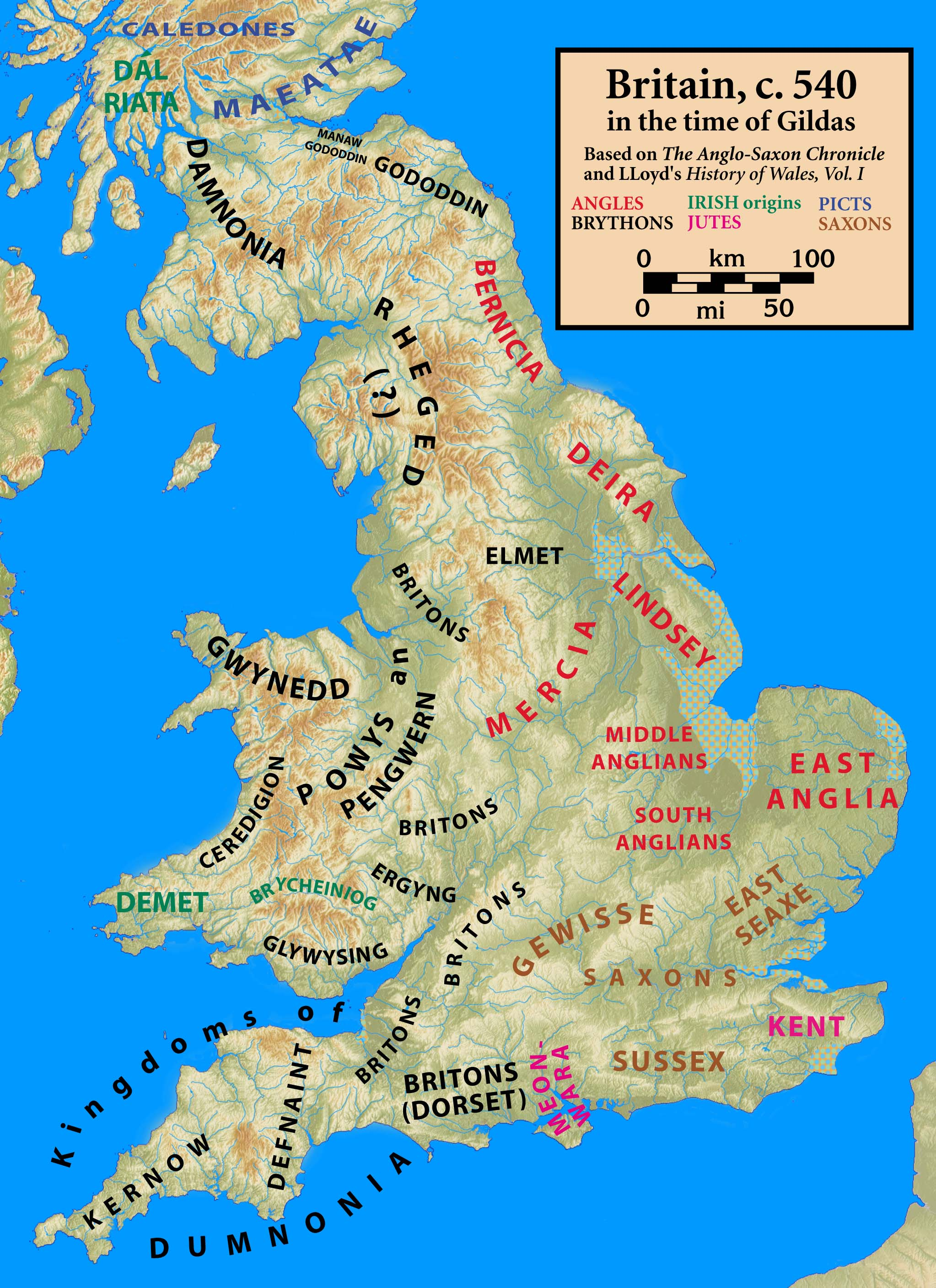
Gran Bretaña en la época de Gildas el Sabio, hacia mitad del, se comparte entre los reinos anglo-sajones (en rojo, marrón y rosa) y britones (negro).

Con la salida de las últimas unidades del ejército romano en el inicio del siglo V, la provincia romana de Britania quedó expuesto a repetidos ataques de los pictos y escoceses. La administración romana se derrumbó gradualmente y fue reemplazada por autoridades regionales que se hicieron cargo de la defensa. La salida de las tropas y de la aristocracia romana conllevó la obligación para los pocos civitates existentes en esa provincia menos urbanizada de asumir solos las cargas de la administración pública. El hstoriador pagano Zosimo que escribió una Nueva Historia alrededor del año 500, basándose en los relatos de su predecesor Olimpiodoro de Tebas, afirmó que el emperador Honorio habría informado a los civitates británicos de su incapacidad para asegurar su protección. De todos modos, las autoridades de Ravenna se desinteresaron por el destino de la isla, y no nombraron a un nuevo magistrado. El obispo Germain d'Auxerre visitó Britania en 429 y 444. Un último llamamiento de ayuda de los romanos que permanecieron en Bretaña en el año 446 y dirigido al general Aecio aparece en la obra de Gildas el Sabio titulada De excidio et conquestu Britanniae [Sobre la conquista y ruina de Britania], redactada en el siglo VI.

Los bárbaros nos arrojaron al mar; el mar nos arrojó sobre los bárbaros; por tanto, no tuvimos más remedio que morir ahogados o bajo la espada
Les barbares nous jetèrent à la mer; la mer nous rejeta sur les barbares; nous n’avions dès lors d’autre choix que de mourir noyés ou sous l’épée.
De Excidio Britanniae, Gildas

Como faltan fuentes para el período siguiente, solo se conocen los hechos principales. Para protegerse del peligro de ataques de varias tribus bárbaras, los romanos apelaron a los federados sajones en Britania (algunos investigadores sitúan esta llamada un poco antes). Los piratas sajones del siglo III, que habían sido entonces un problema para los romanos, ahora estaban regresando como aliados. Sin embargo, se produjo rápidamente una nueva ruptura que las crónicas galesas ubican en 440 después de que jutos y anglos llegaran para establecerse definitivamente en la isla.
Desde la década de 1960, una controversia persiste entre los especialistas en cuanto al papel desempeñado por las tribus germánicas establecidas en Gran Bretaña a finales del siglo IV. Muchos historiadores y algunos arqueólogos sostienen que la «anglosajonización» del país durante los siglos V y VI se debió a la llegada de un gran contingente de emigrantes llegados de Alemania y de los Países Bajos o de la Dinamarca de hoy. Otros, especialmente entre los arqueólogos, en su lugar creen que los inmigrantes habrían sido pocos, pero que los britones romanizados se habrían unido a ellos, y habrían adoptado el idioma y el modo de vida de los conquistadores recién llegados, de acuerdo con la teoría de la transferencia de la elites. Según Gildas, un «tirano arrogante» habría sido el responsable de la apelación a los sajones hecha por las ciudades romanas de Gran Bretaña. De acuerdo con Beda el Venerable, que traza en el siglo VIII la historia de la Iglesia, sería el «soberano» Vortigern el que habría contratado como mercenarios a los sajones, expulsados de su reino a causa del hacinamiento, y desembarcados en la costa de la isla bajo el liderazgo de los hermanos Hengist y Horsa. Este tipo de epopeya también está muy extendida entre los godos y los lombardos, mientras que pocos hechos históricos concretos sobre Britania se han conservado. Sin embargo, las pocas fuentes de las que se dispone dan fe de que no hubo colapso del orden establecido. Además, los pequeños reinos britones (los eruditos hablan de la «Gran Bretaña subromana» para el período que se extiende desde el fin del dominio romano hasta la llegada de la misión gregoriana en 597), fundados antes de la llegada de los sajones, continuaron existiendo a partir de entonces y oponiéndose a los anglosajones. Los «señores de la guerra» germánicos habrían luchado así contra los britones. Fue en este contexto en el que encajaría el episodio de la batalla del monte Badon alrededor del año 500. Ligado a la gesta del rey Arturo, es difícil saber quiénes fueron los participantes (¿el rey Arturo, un tal Ambrosio Aureliano?). Sin embargo, se puede dar por sentado que detuvo la invasión sajona y permitió la recuperación de territorios previamente perdidos por los britones. Sin embargo, estos últimos fueron finalmente expulsados fuera de la isla, ya sea al norte o a Gales y al suroeste de Inglaterra. Parte de la población se refugió en el continente en la Armórica, en lo que hoy es Bretaña. Los anglosajones operaban en pequeñas unidades, no tenían un mando unificado y se enfrentaban entre sí. No se reagruparon hasta el siglo VII en reinos más grandes, permaneciendo los más potentes hasta la llegada de los vikingos en el siglo IX.
Gran Bretaña, que por su insularidad iba a desempeñar un papel particular en la migración de los pueblos, experimentó entonces una verdadera «barbarización». El idioma latino cambió. Las últimas inscripciones latinas que se encuentran en Gales datan del siglo VI. Según el arqueólogo Bryan Ward-Perkins, el nivel de vida en la isla habría vuelto a ser el de la época prehistórica. El cristianismo también habría sufrido importantes reveses incluso si las fuentes, muy limitadas, se prestan a la confusión. Por un lado, la misión de Irlanda parece haber salido de Gran Bretaña durante el siglo V, por el otro, el papa Gregorio el Grande tuvo que enviar misioneros en lo que hoy es Inglaterra (región de Canterbury) al final del siglo VI. Los grandes impulsos religiosos y culturales parecen haber llegado principalmente de Irlanda, y fue gracias a los misioneros llegados de ese país que realmente se inició la conversión de los anglosajones en el siglo VII.

#### Los lombardos en Italia

En violeta, el reino de los lombardos a la muerte de Alboino (572): en naranja, los territorios bajo la Italia bizantina

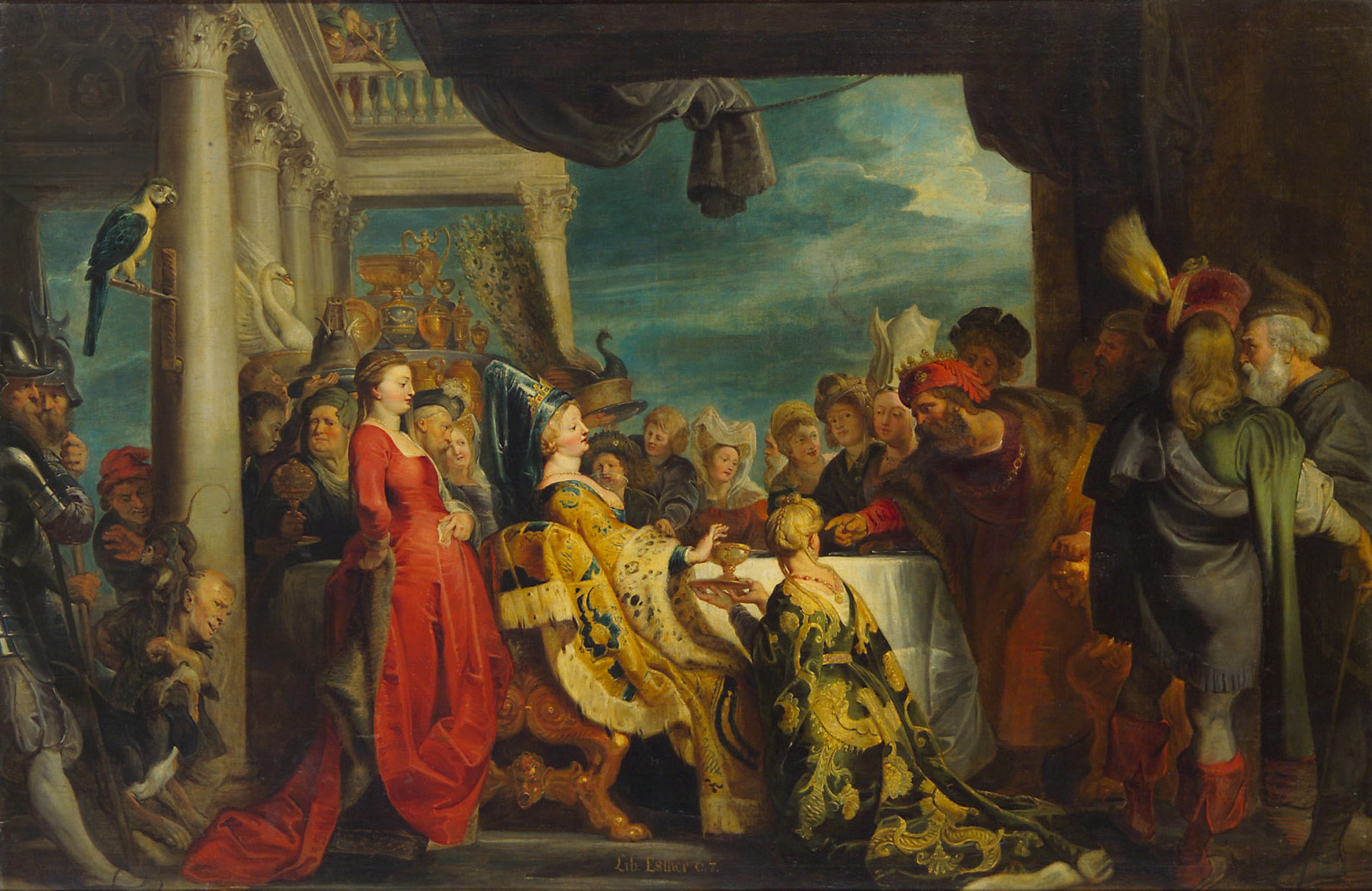
Alboino y Rosemonda: representa a Alboino ordenando servir vino a Rosamunda en el cráneo de su padre, que él había matado previamente. (Peter Paul Rubens, con probable ayuda de su taller, 1615).

La leyenda de los orígenes de los lombardos (o más exactamente longobardos, que significa barbas largas) se cuenta en el Origo gentis Langobardorum. Según esa leyenda, el dios Wotan habría asegurado la victoria de los lombardos, originarios de Escandinavia, sobre los vándalos. Como resultado, es casi imposible restaurar la verdad histórica. Además, su principal historiador, Pablo el Diácono, escribió su Historia Langobardorum entre 784 y 799, mucho después de los hechos y basándose en fuentes más antiguas. De acuerdo con las fuentes romanas, los lombardos se establecieron en los siglos I y II en las orillas del Alto Elba donde se enfrentaron al emperador Tiberio. Pero rara vez se mencionan en las fuentes y las excavaciones arqueológicas no permiten reconstruir la ruta de sus migraciones. En 488/489, aprovecharon la destrucción del reino de los rugios por parte de Odoacro para asentarse en su territorio. A partir de ahí, comenzaron a expandir su poder, primero derrotando a los hérulos en 508, y casi al mismo tiempo expulsando al resto de las poblaciones suevas del Danubio Medio. 
El segundo período se sitúa entre 520 y 540 cuando ocuparon la antigua provincia romana de Panonia al sur del Danubio. Fue entonces cuando entraron en contacto con el Imperio de Oriente. Durante la guerra de Justiniano contra los godos, el rey de los lombardos, Alduino (r. 546-563), conquistando territorios que antes ocupaban los ostrogodos en Panonia, concluyó un tratado con el emperador de Constantinopla, al servicio de los intereses de ambas partes, obteniendo las tropas romanas refuerzos para poner fin ante la resistencia de los ostrogodos en Italia, los lombardos obtuvieron protección contra la expansión de los gépidos. En 552, Narsés hizo campaña en Italia. Algunos miles de lombardos bajo el liderazgo del hijo de Alduino, Alboino (r. 563-572), lo acompañaron en la campaña. Narsés se vio obligado a despedir a los lombardos indisciplinados. Poco después, los lombardos triunfaron sobre los gépidos. Pablo el Diácono relata un episodio más legendario que histórico, según el cual Alboino habría matado al hijo del rey de los gépidos y luego, para restablecer la paz, se habría rendido al rey gépido Thorisind (r. 548-560). Al llegar al poder alrededor del año 560, Alboino comenzó a planear la destrucción del reino de los gépidos. Para ello concluyó un acuerdo con los avaros, una tribu de jinetes nómadas que recientemente habían emigrado desde Asia a Europa central y poco después erigieron un reino rico en la región del Danubio desde donde amenazaron al Imperio de Oriente. En 567, Alboino derrotó a los gépidos sin la ayuda de los ávaros. Luego, Alboino mató al rey de los gépidos, Cunimundo, con su propia mano y uso su cráneo como copa para beber. Luego se casó con la hija del rey, Rosamunda, a la que habría obligado a beber en su copa, por lo que luego será instigadora de su asesinato el 28 de junio de 572 en Verona.
La hipótesis de larga circulación de que los lombardos se habrían visto obligados a huir de los ávaros está ahora prácticamente abandonada. En 568, Alboino utilizó su sólida posición para partir hacia Italia en compañía de grupos pertenecientes a otras gentes de la región de los Cárpatos. A pesar de la devastación causada por las guerras godas, la provincia central del Antiguo Imperio todavía ofrecía la tentadora perspectiva de un rico botín. La afirmación de que los lombardos fueron llamados por Narsés difícilmente parece corresponder a la realidad. La contraofensiva del ejército imperial resultó impotente, principalmente debido a la falta de tropas en Italia. A partir de entonces, muchas ciudades, incluida Milán, se rindieron. Por el contrario, Pavía solo abrió sus puertas después de un asedio de tres años y posteriormente se convirtió en la residencia principal de los reyes lombardos. Bandas aisladas empujaban hacia el sur de Italia y a los territorios francos. Ravena, Roma y ciudades costeras como Génova pudieron resistirlos. Las fuentes hablan abundantemente de la brutalidad de los conquistadores, algunos aún paganos, otros arrianos. Muchos latifundistas debieron huir ante el invasor. Poco después del inicio de la invasión, Alboino creó en Cividale del Friuli un ducado que confió a su sobrino, Gisulfo I, claramente inspirado en el modelo militar romano. Alboino combinó el sistema de defensa existente y el sistema tradicional lombardo de los farae (del germánico: banda). Esta forma de gobierno, adecuada para un pueblo que prefería el campo a la ciudad, aseguró la supervivencia de los lombardos después del asesinato de Alboino en 572 y del colapso de la potencia central lombarda.
Fundado en 568, el reino lombardo, el último en asentarse en el territorio del Imperio de Occidente durante la Antigüedad tardía, marcó el final de la era de las grandes migraciones que vio el estallido de una constelación de principados en Europa central y occidental. Aproximadamente en el mismo tiempo, los bávaros (o bajuwaren) aparecen en las fuentes. Un poco más tarde, los eslavos ejercieron presión sobre muchos territorios germánicos así como en los Balcanes bajo dominación romana donde, a partir del 580, comenzaron a asentarse.
Después de la muerte de Alboino, el reino lombardo de Italia del norte, del Benevento y de Spoleto, todavía muy poco organizado, se dividió en varios ducados autónomos, incluso independientes entre sí. En los años siguientes, entraron en conflicto cada vez más a menudo con el Imperio de Oriente, presente desde hacía mucho tiempo en el centro y sur de Italia. En 584, el rey Autario (r. 584-590) restableció la realeza lombarda después de un período de anarquía cuando los lombardos se enfrentaron a las incursiones francas lideradas por el rey Childeberto II. Agilulfo (r. 590-616) lo sucedió en mayo de 591, después de haberse casado con su viuda según la costumbre lombarda, la reina católica Teodelinda. Bajo la influencia de esta, hizo bautizar a su hijo Adaloaldo (r. 616-625) según el rito católico y él mismo abandonó el arrianismo en 607. Esta conversión fue un éxito importante de la política del papa Gregorio, que tuvo lugar en octubre de 598 para que los bizantinos finalmente concedieran a los lombardos la Italia del norte.
Liutprando (r. 712-744) intentó en vano unificar la península italiana bajo la dominación lombarda, entrando regularmente en conflicto con el papado. También debió someter a los ducados lombardos semiindependientes de Spoleto y de Benevento, e intentar expulsar definitivamente a los bizantinos de Italia sitiando Rávena en 734, sin éxito. El reino de los lombardos terminó bajo los ataques de los francos liderados por Carlomagno en 774, intervenido a petición del papa el año anterior. Después de conquistar el resto del reino, Carlomagno tomó el título de «rey de los lombardos» y obligó al último rey, Desiderio de Lombardía (r. 756-774), a convertirse en monje. Pero el reino permaneció al menos virtualmente ya que los emperadores del Sacro Imperio Romano Germánico continuaron siendo coronados con la corona de Hierro de Lombardía.

#### Los eslavos en el Imperio de Oriente y el fin de las grandes migraciones

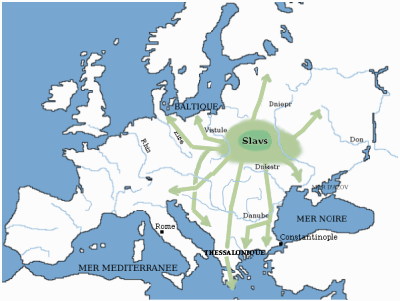
Origen y expansión de los eslavos (siglos -)

Las tribus de lengua eslava comenzaron a ser conocidas en el mundo grecorromano en los siglos V y VI cuando se extendieron sobre los territorios abandonados por los gépidos, los visigodos, los ostrogodos y lombardos se dirigieron hacia el Imperio romano de Occidente para escapar de los hunos y de sus sucesores. Alrededor del siglo VI los eslavos se presentaron en gran número en las fronteras del Imperio romano de Oriente, incluyendo la parte europea, entonces habitada por griegos en las costas, estando poblado en las tierras del interior por proto-albaneses y tracios latinizados. Desde el reinado de Justiniano (r. 586-610) la presencia de los eslavos es mencionada por autores como Jordanes, Procopio de Cesarea o Teofilacto Simocatta bajo los nombres de «antes» o «esclavenos». Procopio especifica en 545 que «Los antes y los esclavenos alguna vez tuvieron un único nombre, porque todos se llamaban spori en la antigüedad». Jordanes señala que al principio los esclavenos se asentaron primero cerca de los pantanos y bosques, lo que les recordaba su país de origen (según la mayoría de los autores, más o menos las actuales Bielorrusia y Ucrania Occidental). Luego y dado su número creciente, ocuparon paulatinamente todas las llanuras, mientras las antiguas poblaciones helenófonas, latinófonas o albanófonas retrocedían de las costas o los piedemontes, convirtiéndose en minoría.
En los siglos VI y VII, una parte de los eslavos migró hacia el sur sin pasar por los Cárpatos, llegando a la llanura de Panonia y a Dacia. Llegados al Danubio, aliados con los ávaros (ellos mismos llegados en 567) los eslavos irrumpieron en el sur del río, llegando al Imperio romano de Oriente. Entraron en los Balcanes y llegaron al mar Adriático. Hacia el 548, se encontraban en Iliria (Carintia, Istria y Albania), provocando el abandono del limes oriental. En los Balcanes, los eslavos se establecieron hasta en el corazón de Grecia, descendiendo hasta el Peloponeso. Algunos grupos cruzaron el Bósforo y se establecieron en Asia Menor; otros cruzaron el Adriático y desembarcaron en Italia (donde dejaron apellidos como Schiavenno o Schiano).
En el siglo VI Procopio de Cesarea y Teofilacto Simocatta mencionan que «en 577, una horda de 100 000 eslavos» invadió Tracia y Iliria: Sirmium (ahora Sremska Mitrovica, la ciudad bizantina más importante en el Danubio), se perdió en 582. Los inicios de la presencia eslava en el Imperio de Oriente son contemporáneos con la llegada de los antes a las desembocaduras del Danubio y de los esclavenos en Iliria, Dalmacia, Mesia y Tracia. Anteriormente, los eslavos ya habían devastado esas partes del Imperio bizantino en 545-546 (Tracia), en 548 (Dyrrachium, Illyricum), en 550 (Tracia, Illyricum), 551 (Illyricum), dándoles conocimiento del terreno y debilitando las defensas imperiales. Entre el final del siglo VI y el comienzo del siglo VII, la invasión de los ávaros interrumpió esa estabilidad relativa, pero parece que los eslavos había comenzado sus movimientos antes: crónicas sirias que datan de 551 mencionan una segunda oleada de la invasión los cuales llega al mar Egeo. Al final del siglo VI, Juan de Éfeso escribe que «toda Grecia está ocupada por los eslavos». En cualquier caso, fue sin duda la invasión de los ávaros lo que motivó que los eslavos cruzaron de nuevo el limes del Danubio en el comienzo del siglo VII: en 609, 617 y 619. En 617, los suburbios mismos de Constantinopla fueron amenazados.
La expansión de los eslavos hacia el sur está bastante bien documentada, habiendo hecho vacilar la autoridad del Imperio bizantino sobre los Balcanes, en beneficio de los ávaros y de los búlgaros. Algunos cronistas como Juan de Éfeso hacen la historia: «Tres años después de la muerte de Justino II en 581, el maldito pueblo de los esclavenos recorrió toda la Hélade, las provincias de Tesalónica y Tracia, saquea muchas ciudades, toma por asalto muchas fortalezas, devasta e incendia, reduce a la población a la esclavitud y se hizo dueño de todo el país». Las tácticas de los eslavos, descritas por el emperador bizantino Mauricio entra en manos de la guerrilla: refugiándose en bosques y pantanos, evitan la batalla campal. Un autor carolingio los describe como «ranas». El método resultaba eficaz contra Estados con recursos limitados que no podían mantener su ejército sobre el terreno durante períodos prolongados. Los eslavos se organizaron por primera vez por «esclavenos» (griego: griego moderno: Σκλαβινίαι, latín: Sclaviniae), insertado entre los «valacos» de la cuenca baja del Danubio y en el Imperio bizantino en los siglos VII y IX. Se trataba de pequeñas comunidades rurales y belicosas llamadas kniazatos (o canesatos en las crónicas en latín), y dirigido por voivodas («duques» civiles y militares), a veces independientes, a veces aliados, a veces mercenarios, a veces adversarios de una u otra de las potencias circundantes, germánica, avara o romano oriental. El Imperio oriental otorgó a ciertos esclavenos la condición de «federados» (foederati), pero en la práctica, solo controlaba las costas de la península balcánica, y los eslavos se convirtieron gradualmente en mayoría en el interior de esta península (si se excluye Albania, las costas griegas y las regiones montañosas de Valaquia como la Romania Planina o el Stari Vlah cerca de Sarajevo).

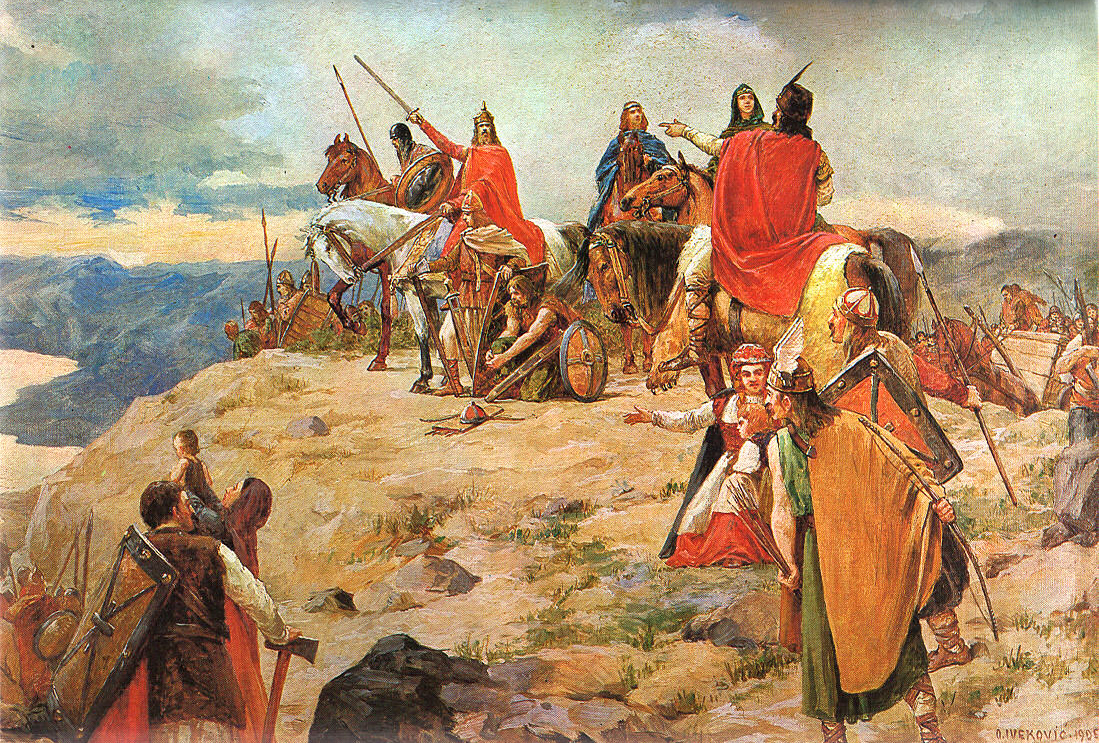
La migración de los croatas en Panonia (620)

Los eslavos asentados en el Imperio bizantino se conocen como «eslavos del sur»:
- los más occidentales de ellos, los carantanios (que dieron su nombre a Carantania y a la Carintia presente) y los eslovenos (que dan nombre a la Eslovenia de hoy), se aliaron con los ávaros el siglo VII, antes de pasar bajo la dominación de la aristocracia germánica (bávara y carolingia) en los ducados de Carintia y Carniola;
- los croatas, originarios de la actual Polonia (croatas blancos), establecidos al sur del río Sava, transformaron la Iliria y Dalmacia antiguas en el siglo VI en países de mayoría eslava. Constituyen un Estado que lleva su nombre en el siglo IX, más tarde incorporado en Hungría;
- los serbios, que procedían de la actual Alemania Oriental («Serbia blanca»), se establecieron en el centro y este de los Balcanes bajo el liderazgo del príncipe de la Serbia Blanca, formando enclaves hasta el este de Grecia. Más tarde establecieron un estado poderoso bajo la dinastía Nemanjić (ver Imperio serbio);
- otros pueblos de habla eslava, ahora fusionados entre sus vecinos, compartieron el resto de las antiguas provincias romanas del Adriático: así, los doukliènes y los narentanos asimilaron gradualmente a los ilirios romanizados y los morlaques en Dalmacia;
- los más orientales de los eslavos del sur, los eslavones aparecen por primera vez en la cuenca del Danubio inferior en relación con la confederación irano-turcófona de los búlgaros, del que toman el nombre y al que dan su lengua. Los eslavones/búlgaros se extendieron gradualmente hacia el mar Egeo, absorbiendo a la mayoría de los tracios romanizados (el resto dio lugar a las minorías arrumanas) y luego se diferenciaron en macedoslavos y en búlgaros, cuyas lenguas siguen siendo muy similares.

Mientras siguieron siendo paganos (fieles a Perún, Domovik, Korochoun y los otros dioses eslavos), los prisioneros eslavos alimentaban la trata de esclavos, un nombre derivado justamente de los eslavos, practicado por los reinos germánicos cristianizados y por los musulmanes: ese comercio llevó a algunos eslavos a la España musulmana, donde los esclavos de la corte fundaron dinastías: en el mundo árabe medieval, el término de saqaliba parece designar bien a los eslavos, en particular a los esclavos y a los mercenarios. Los saqālibson fueron muy apreciados sobre todo por su pelo rubio, y sirvieron o se vieron obligados a servir de multitud de formas: funcionarios, hijas del harén, eunucos, artesanos, soldados y hasta guardias del califa de Córdoba. Convertidos al islām, algunos saqalibas tomaron el poder en ciertas taifas como resultado del colapso del califato omeya.
Iniciada tanto en Bizancio en el sur, como en Roma en el oeste, la evangelización de los eslavos comenzó con la acción de Cirilo y Metodio —el primero llevó a los eslavos una escritura derivada del griego: el alfabeto cirílico— y completó el ciclo de las «Invasiones bárbaras».

## La situación al final del período de grandes migraciones
La llegada de los lombardos a Italia y de los eslavos a los Balcanes constituyó el último episodio de las grandes migraciones. Esa era vio el nacimiento en el suelo del tambaleante Imperio de Occidente de un nuevo orden político que subsistió en gran medida durante los inicios de la Edad Media y del cual emergieron gradualmente los estados modernos. Así, el reino de los francos se dividió al final de la dinastía carolingia, en la Francia Oriental y la Francia Occidental, antepasados de Francia y de la Alemania actuales; el reino de los visigodos permitió durante la Reconquista la formación de una identidad española, mientras que los anglosajones estuvieron en el origen del Reino Unido y el reino lombardo prefiguraba, en forma embrionaria, el estado italiano. En la mayoría de esos reinos en desarrollo, donde se hablaba una forma de latín cada vez más vulgarizada (excepto quizás en Gran Bretaña donde ya estaba abandonado), los invasores germánicos pudieron encontrar un terreno común, que tomó diversas formas según el lugar, con los pueblos que habían conquistado. Sin embargo, eso no debe hacer perder de vista los cambios a veces dramáticos que tuvieron lugar al final de la Antigüedad tardía, ni la violencia que se ejerció sobre las poblaciones afectadas.
Durante este tiempo, el Imperio romano continuó en Oriente, pero su interés por lo que estaba sucediendo en Occidente disminuyó mucho después de la muerte de Justiniano en 565, a pesar de la creación del Exarcado de Rávena y aunque la última posesión bizantina en Italia se mantuvo hasta 1071. Mauricio (r. 582-602) fue el último emperador que se involucró en Occidente y llevó a cabo una intensa actividad política allí. El Imperio de Oriente se centró, desde el principio del siglo VII, en la batalla defensiva contra los persas y los árabes en el este, y los ávaros y los eslavos en el noroeste, combates que requirieron de todas sus energías. En el interior de los Balcanes, la multiplicación de los esclavenos (ducados eslavos que escapaban en su mayor parte a la autoridad imperial) y el establecimiento de Estados equivalentes a los reinos germánicos de Occidente (como el Primer Imperio búlgaro que federó a los esclavenos de los eslavos y a los valacos de los tracio-romanos) no dejaron al Imperio de Oriente más que las costas de la península, pobladas por griegos, lo que contribuyó, bajo Heraclio, a borrar el carácter latino del Imperio, transformándose gradualmente en un estado definitivamente griego.

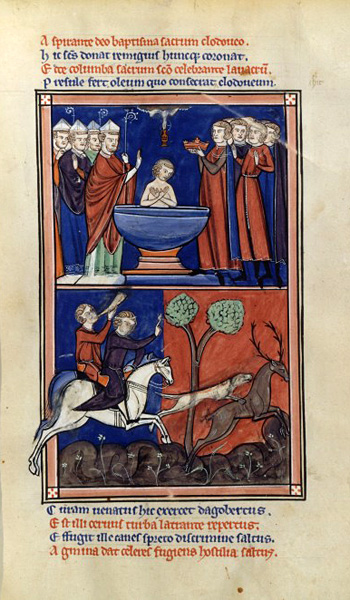
El bautismo de Clovis en una miniatura. Considerado como cónsul romano por Constantinopla y como rey de los francos salios por su pueblo, Clovis es un excelente ejemplo del papel desempeñado por los «bárbaros» en las transformaciones de Europa entre la Antigüedad tardía y la Edad Media.

En Occidente también, desde el siglo V, el ejército y la administración habían perdido su carácter propiamente romano, lo que condujo a cambios complejos en la organización política, económica y social de las sociedades. Si el clima de permanente conflicto y la cristianización habían provocado la creciente desaparición de la cultura antigua, varios elementos del tejido cultural tradicional sobrevivieron en los reinos bárbaros, aunque el nivel de educación y producción literaria se redujo drásticamente. Frente al declive del estado, la organización de la Iglesia también se fortaleció y la influencia de los obispos aumentó. La Iglesia se convirtió así en depositaria de una parte de la cultura antigua, al menos en su tradición cristiana: si esta cultura no logró mantenerse en el nivel que ya había alcanzado, se enriqueció con nuevas influencias y estaba llamada a desempeñar un papel protagonista en la arquitectura de la nueva sociedad que se estaba desarrollando. Los germanos adoptaron el derecho romano que formaba parte de la forma de vida que se esforzaban por asimilar. Algunos gobernantes germánicos que obtuvieron legitimidad para su poder del ejército y del carácter sagrado de su realeza adoptaron nombres imperiales (por ejemplo, Teodorico el grande tomó el de Flavius) y habrían recurrido a las élites romanas para tareas administrativas. De modo que, a menudo, el término «germano» dejaba de oponerse al de «romano» en una población en la que a menudo no formaban más que una minoría.
En el curso de las últimas décadas, el período que se extiende entre los siglos IV al VIII ha provocado un renovado interés así como sobre el problema de la continuidad conectado a él. Los cambios en la estructura política no necesariamente llevaron a cambios brutales para la población. Así, en el reino de los francos, los ciudadanos no eran súbditos del emperador, si no del rey, incluso aunque se refiririan al emperador de Constantinopla como Dominus Noster hasta el siglo VI. Los sistemas burocráticos y políticos romanos fueron «adoptados» y «adaptados». Durante mucho tiempo, las instituciones de la Roma tardía sobrevivieron, al menos hasta que ya no se encontró el personal capacitado necesario para mantenerlas. En las provincias, los miembros de las élites locales a menudo optaban por una carrera eclesiástica. Además, los comites que habían dirigido las civitates continuaron existiendo hasta que se transformaron en condes. En las Galias, los francos, resistiendo a los invasores alamanes, adquirieron una personalidad propia: la Galia se convirtió en Francia y aparecieron nuevos personajes en la corte real, como los «mayordomos de palacio» bajo los merovingios.
El comercio con el extranjero disminuyó notablemente durante la época de las grandes migraciones y la producción económica de los reinos se volvió menos especializada que durante la época de los romanos. Se aceleró una tendencia ya observable en los últimos años del Imperio de Occidente hacia una consolidación de estructuras aristocráticas, que se transformó en oposición entre aristócratas y latifundistas. La sociedad pronto se dividió en hombres libres (a los que pertenecían tanto la nobleza germánica como las élites romanas), semi-libres y no libres. Al mismo tiempo, aumentó el número de esclavos, aunque muchas cuestiones de detalle sobre su estado siguen siendo controvertidas. El desarrollo se ralentizó, pero en diversos grados según los reinos. De manera general, muchas teorías que se daban por sentadas ahora son cuestionadas por los trabajos más recientes. Por ello la población total de las ciudades de Occidente se revisa al alza. En algunas zonas, como Bretaña y parte de la región del Danubio, lo que se consideraba una antigua cultura urbana desapareció casi por completo. En el campo artístico, surgieron nuevas formas tanto en la propia escritura como en el estilo de la pintura (pintura animal). Además, representantes tradicionales de las civilizaciones, los ritos funerarios sufrieron cambios profundos. Así es como el «arte romano» fue reemplazado gradualmente por «germánico» o «bárbaro».

### Migraciones en Persia, India y China
Durante el mismo período en que Europa notó presiones migratorias procedentes del norte y noreste de Europa en China e India se registraron migraciones de pueblos procedentes del centro y norte de Asia que, al igual que sucedió con el Imperio romano, ocasionaron fragmentación política de los imperios establecidos en India y China.
El Imperio Gupta y el Imperio sasánida sufrieron las migraciones de los heftalitas o «hunos blancos», que al igual que los hunos que atacaron el Imperio romano parecen haber sido un pueblo túrquico. Los heftalitas fueron derrotados militarmente y desalojados del poder. En la India fueron abatidos por pueblos túrquicos en el año 528 mientras que en Persia, Cosroes I (aliado con los túrquicos) aplastó a los heftalitas establecidos en Irán. Los heftalitas sufrieron un revés adicional, en el 563, cuando fueron derrotados pueblos rivales (en especial por los köktürks), y de este modo desaparecieron como grupo reconocible de las fuentes históricas.
Mientras el Imperio Han rechazaba as incursiones militares de los xiongnu (posiblemente relacionados con los hunos), aunque finalmente durante el período de los Tres Reinos, los tuoba, un pueblo mongólico, llegó a establecer su propio reino, el reino Wei del norte (386-534 d. C.). Los tuoba adoptaron el sistema de administración de la civilización china, limitándose en gran parte los cambios en el norte de China al cambio de las élites dominantes.

## Cambios sociales y estructurales
La monarquía germánica era en origen una institución estrictamente temporal, vinculada estrechamente al prestigio personal del rey, que no pasaba de ser un primus inter pares (primero entre iguales), que la asamblea de guerreros libres elegía (monarquía electiva), normalmente para una expedición militar concreta o para una misión específica. Las migraciones a que se vieron sometidos los pueblos germánicos desde el siglo III hasta el siglo V (encajonados entre la presión de los hunos al este y la resistencia del limes romano al sur y oeste) fue fortaleciendo la figura del rey, al tiempo que se entraba en contacto cada vez mayor con las instituciones políticas romanas, que acostumbraban a la idea de un poder político mucho más centralizado y concentrado en la persona del emperador romano. La monarquía se vinculó a las personas de los reyes de forma vitalicia, y la tendencia era a hacerse monarquía hereditaria, dado que los reyes (al igual que habían hecho los emperadores romanos) procuraban asegurarse la elección de su sucesor, la mayor parte de las veces aún en vida y asociándolos al trono. El que el candidato fuera el primogénito varón no era una necesidad, pero se terminó imponiendo como una consecuencia obvia, lo que también era imitado por las demás familias de guerreros, enriquecidos por la posesión de tierras y convertidos en linajes nobiliarios que se emparentaban con la antigua nobleza romana, en un proceso que puede denominarse feudalización. Con el tiempo, la monarquía se patrimonializó, permitiendo incluso la división del reino entre los hijos del rey.
El respeto a la figura del rey se reforzó mediante la sacralización de su toma de posesión (unción con los sagrados óleos por parte de las autoridades religiosas y uso de elementos distintivos como orbe, cetro y corona, en el transcurso de una elaborada ceremonia: la coronación) y la adición de funciones religiosas (presidencia de concilios nacionales, como los Concilios de Toledo) y taumatúrgicas (toque real de los reyes de Francia para la cura de la escrófula). El problema se suscitaba cuando llegaba el momento de justificar la deposición de un rey y su sustitución por otro que no fuera su sucesor natural. Los últimos merovingios no gobernaban por sí mismos, sino mediante los cargos de su corte, entre los que destacaba el mayordomo de palacio. Únicamente tras la victoria contra los invasores musulmanes en la batalla de Poitiers el mayordomo Carlos Martel se vio justificado para argumentar que la legitimidad de ejercicio le daba méritos suficientes para fundar él mismo su propia dinastía: la carolingia. En otras ocasiones se recurría a soluciones más imaginativas (como forzar la tonsura —corte eclesiástico del pelo— del rey visigodo Wamba para incapacitarle).
Los problemas de convivencia entre las minorías germanas y las mayorías locales (hispanorromanas, galo-romanas, etc.) fueron solucionados con más eficacia por los reinos con más proyección en el tiempo (visigodos y francos) a través de la fusión, permitiendo los matrimonios mixtos, unificando la legislación y realizando la conversión al catolicismo frente a la religión originaria, que en muchos casos ya no era el paganismo tradicional germánico, sino el cristianismo arriano adquirido en su paso por el Imperio Oriental.
Algunas características propias de las instituciones germanas se conservaron: una de ellas el predominio del derecho consuetudinario sobre el derecho escrito propio del Derecho romano. No obstante los reinos germánicos realizaron algunas codificaciones legislativas, con mayor o menor influencia del derecho romano o de las tradiciones germánicas, redactadas en latín a partir del siglo V (leyes teodoricianas, edicto de Teodorico, Código de Eurico, Breviario de Alarico). El primer código escrito en lengua germánica fue el del rey Ethelberto de Kent, el primero de los anglosajones en convertirse al cristianismo (comienzos del siglo VI). El visigótico Liber Iudicorum (Recesvinto, 654) y la franca ley sálica (Clodoveo, 507-511) mantuvieron una vigencia muy prolongada por su consideración como fuentes del derecho en las monarquías medievales y del Antiguo Régimen.

## Segundas invasiones
Se conoce con el término de segundas invasiones a la entrada de pueblos extranjeros en algunos territorios del Occidente cristiano que tuvieron lugar en el siglo IX. Algunos de estos reinos tuvieron ciertos problemas internos que facilitaron la entrada de estos pueblos sin apenas oposición. Entre estos destacan los vikingos, los magiares, los eslavos y los piratas sarracenos.
A continuación, se recogen algunas de las características de estos pueblos.
Vikingos
Los vikingos eran parientes de los germánicos que habían ocasionado en el siglo V las primeras invasiones. Los vikingos procedía de la zona nórdica, es decir, de Escandinavia, donde había tres nacionalidades: los noruegos, los suecos y los daneses. En la actualidad no se sabe con seguridad cual era la intención que tuvieron al salir de su territorio, aunque si se conocen las zonas por las que se extendieron.
Los noruegos exploraron los entornos del océano Atlántico. Los daneses son considerados como los verdaderos vikingos y fueron saqueadores. Su objetivo era conseguir botín y tierras. Estos se establecieron en Inglaterra apropiándose de la zona oriental la cual fue conocida como Danelag. Por último, los suecos (o varegos), que eran comerciantes y soldados mercenarios, se extendieron desde el mar Báltico hasta el Negro y el Caspio. Una de las características que tenían en común es que eran excelentes en la navegación.
Los magiares
Los magiares, también llamados húngaros, fueron una población nómada que procedía de Asia central. Estos se habían asentado en la llanura panónica, una llanura húngara, desde el primer milenio.
Al igual que los vikingos, provocaron un gran miedo en la población. Este pueblo estaba formado por jinetes expertos que empleaban arcos y flechas para atacar a las poblaciones que habitaban los territorios que saqueaban. Su objetivo no era conseguir tierras, sino botín. Entre estos botines se incluía tanto a hombres como a mujeres para que cultivaran sus tierras en Panonia. A partir del último cuarto del siglo IX comenzaron a introducirse en Italia, Alemania y Francia. En el 955 fueron derrotados por Otón I del Sacro Imperio Romano Germánico en las orillas del río Lech.
Los piratas sarracenos
Los piratas sarracenos fueron un grupo que se estableció fuera de las autoridades de al-Ándalus y del norte de África. Estos normalmente se asentaban en las zonas costeras ya que desde ese entorno podían realizar saqueos en algunas ciudades y capturar personas.
Estos piratas consiguieron establecerse en la península itálica y en la costa de Provenza. En el 972 fueron expulsados de estos lugares.

## Fechas importantes
- 375: muerte del emperador Valentiniano I; al mismo tiempo (presumiblemente unos años antes) los hunos sometieron a los alanos y a los greutungos.
- 376: huida de los godos instalados en el Danubio antes de los hunos y de su llegada al Imperio romano; poco después los godos se levantaron contra Roma.
- 378 (9 de agosto): batalla de Adrianópolis; el emperador Valente muere en combate y gran parte del ejército imperial es aniquilada.
- 380: sedentarización de la «confederación de los tres pueblos» en Panonia por el emperador Graciano (r. 359-383).
- 382: tratado con los godos; el emperador Teodosio I (r. 408-450) permite el establecimiento de numerosas comunidades godos por debajo del Danubio.
- 395: división del imperio; irrupciones de los hunos en el Imperio sasánida y en las provincias orientales del Imperio romano.
- 405: invasión de Radagaiso y un ejército imponente en el Imperio occidental; Estilicón derrota a los invasores en agosto de 406.
- 406/407: Cruce del Rin; colapso de archivos romanos; vándalos, suevos y alanos saquean la Galia; en Bretaña aparece el usurpador Constantino III; salida de los últimos contingentes del ejército imperial de la isla.
- 409: salida de los vándalos, suevos y alanos hacia Hispania.
- 410 saqueo de Roma por los visigodos liderados por Alarico I.
- 418: establecimiento de los visigodos en Aquitania segunda.
- 429: los vándalos desembarcan en el África romana.
- 436: aniquilación del reino de los burgundios en el Alto Rin Medio por el magister militum Aecio que, en 443, transfirió las poblaciones a Sapaudia.
- 439: captura de Cartago; reconocimiento por Roma de sus pérdidas en 442
- ca.440: parte de los sajones y otros grupos germánicos se establecen en Gran Bretaña como federados y comienzan a tomar posesión del país.
- 451: la expedición de Atila contra el Imperio occidental; batalla de los campos catalaunicos y retirada de Atila frente a los galos.
- 452: invasión de Italia por los hunos.
- 453: El imperio huno se derrumbó poco después de su muerte.
- 455: saqueo de Roma por los vándalos.
- 466: el rey de los visigodos Eurico rompe el tratado con Roma y comienza una política de expansión; la mayor parte de Hispania y el suroeste de la Galia pasó a manos de los visigodos.
- 468: ataque al reino de los vándalos por tropas imperiales de Oriente y de Occidente.
- 476: destitución del último emperador occidental, Rómulo Augústulo (r. 476), por Odoacro y fin político del imperio occidental; Julio Nepote continuó reinando en el exilio hasta su muerte en 480; en Galia, el enclave galorromano erigido por Egidio se mantuvo hasta 486.
- 486/487: destrucción del reino de Siagrio por los francos de Clovis I; toma forma el reino de los francos.
- 489: El rey ostrogodo Teodorico el Grande invade Italia y se opone a Odoacro.
- 493: Teodorico el Grande se apodera de Rávena, que se convierte en la capital de su reino en Italia.
- 507: el rey de los visigodos es derrotado por los francos; su reino se retira al suroeste de la Galia.
- 533/534: destrucción del reino de los vándalos por el general bizantino Belisario; el reino de Burgundia cayó en manos de los francos en 534.
- 535-552: guerra gótica en Italia; el emperador Justiniano recupera el control de parte del antiguo Imperio occidental.
- 545-577: invasión de los eslavos en el Imperio romano de Oriente.
- 568: invasión de los lombardos en el norte de Italia. Fin de las grandes migraciones.